# Historia del Metro de Nueva York

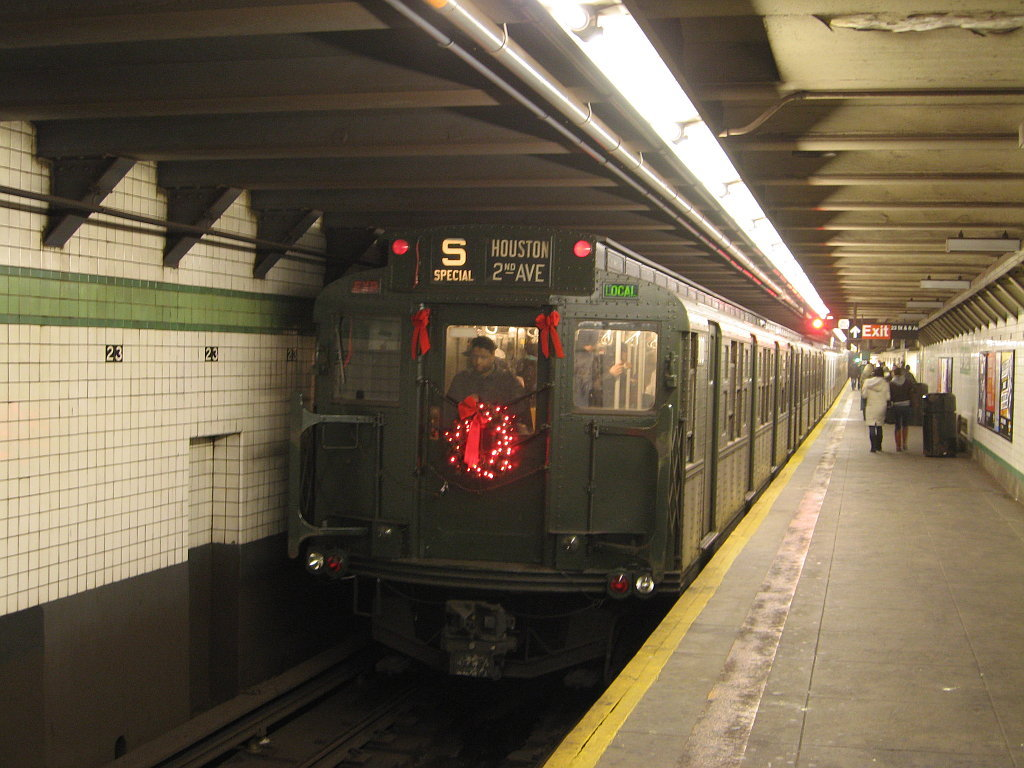
Coche R1 del metro de Nueva York en la estación Calle 23, en un tren de vacaciones especial en diciembre de 2007

El metro de Nueva York es un sistema de tránsito rápido que sirve a cuatro de los cinco distritos de Nueva York: El Bronx, Brooklyn, Manhattan y Queens. Su operador es la Autoridad de Tránsito de la Ciudad de Nueva York (NYCTA), que está controlada por la Autoridad de Transporte Metropolitano (MTA) de Nueva York. En 2016, lo utilizaron a diario un promedio de 5,66 millones de pasajeros, lo que lo convierte en el sistema de tránsito rápido más transitado de los Estados Unidos y el séptimo más transitado del mundo.
La primera línea subterránea se inauguró el 27 de octubre de 1904, casi 35 años después de la apertura de la primera línea elevada en la ciudad de Nueva York, que se convirtió en la Línea IRT de la Novena Avenida. Cuando se inauguró el primer metro, las líneas se habían consolidado en dos sistemas de propiedad privada, Brooklyn Rapid Transit Company (BRT, más tarde Brooklyn-Manhattan Transit Corporation, BMT) e Interborough Rapid Transit Company (IRT). Después de 1913, todas las líneas construidas para el IRT y la mayoría de las líneas para el BRT fueron construidas por la ciudad y arrendadas a las empresas. La primera línea del Sistema de Metro Independiente (IND), propiedad de la ciudad y operado por la ciudad, se inauguró en 1932; este estaba destinado a competir con los sistemas privados y permitir que se derribaran algunos de los ferrocarriles elevados. Sin embargo, se mantuvo dentro del núcleo de la ciudad debido a la baja cantidad de capital inicial proporcionado a la Junta de Transporte. Esto requería que se administrara "al costo", lo que suponía tarifas de hasta el doble de la tarifa de cinco centavos popular en ese momento.
En 1940, la ciudad asumió el control de los sistemas anteriormente operados de forma privada. Algunas líneas elevadas se cerraron inmediatamente, mientras que otras se cerraron poco después. La integración fue lenta, pero se construyeron varias conexiones entre el IND y el BMT, que ahora operan como una división llamada División B. Dado que la infraestructura de IRT es demasiado pequeña para los coches de la División B, el IRT sigue siendo su propia división, la División A.
La NYCTA, una autoridad pública presidida por la ciudad de Nueva York, fue creada en 1953 para hacerse cargo de las operaciones de metro, autobús y tranvía de la ciudad. La NYCTA estaba bajo el control de la MTA a nivel estatal en 1968. Poco después de que la MTA tomara el control del metro, la ciudad de Nueva York entró en una crisis fiscal. Cerró muchas líneas de metro elevadas que se volvieron demasiado caras de mantener. Los grafitis y el crimen se generalizaron, y el equipo y las estaciones cayeron en condiciones decrépitas. El metro de Nueva York trató de mantenerse solvente, por lo que tuvo que hacer muchos recortes en el servicio y aplazar los proyectos de mantenimiento necesarios. En la década de 1980 se inició un programa de financiación de 18 000 millones de dólares para su rehabilitación.
Los atentados del 11 de septiembre resultaron en interrupciones del servicio, particularmente en la línea IRT Broadway-Seventh Avenue, que corría directamente debajo del World Trade Center. Las secciones del túnel, así como la estación de Cortlandt Street, que estaba directamente debajo de las Torres Gemelas, sufrieron daños graves y tuvieron que ser reconstruidas, lo que requirió la suspensión del servicio en esa línea al sur de Chambers Street. Otras diez estaciones cercanas fueron cerradas temporalmente. En marzo de 2002, siete de esas estaciones habían reabierto. El resto (excepto Cortlandt Street en la línea IRT Broadway – Seventh Avenue) reabrió el 15 de septiembre de 2002, junto con el servicio al sur de Chambers Street.
Desde la década de 2000, las expansiones incluyen la Extensión del Metro 7 que se inauguró en septiembre de 2015, y la Línea de la Segunda Avenida, cuya primera fase se inauguró el 1 de enero de 2017. Sin embargo, al mismo tiempo, la falta de inversión en el sistema de metro llevó a una crisis de tránsito que alcanzó su punto máximo en 2017.

## Precursores

### Ferrocarriles de vapor

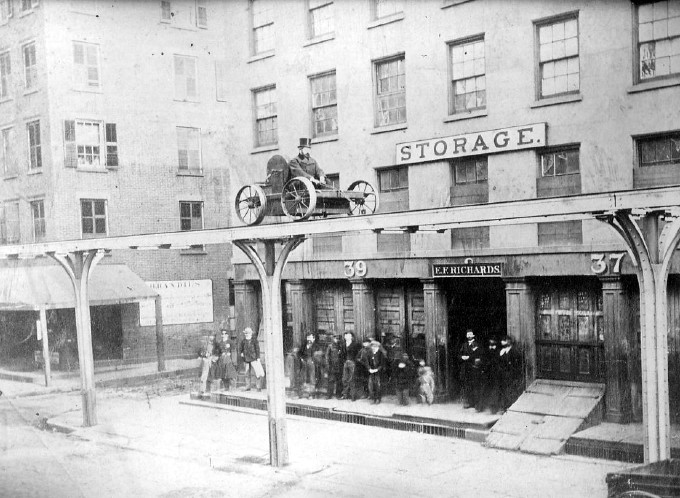
Charles Harvey demostrando su diseño de ferrocarril elevado en Greenwich Street en 1867

Aunque había un ferrocarril subterráneo anterior llamado Atlantic Avenue Tunnel desde 1844, no tenía paradas de metro. La construcción de este túnel, que fue construido principalmente para crear un desnivel derecho de vía para el ferrocarril de Brooklyn y Jamaica (ahora sucursal Atlantic del ferrocarril de Long Island), comenzó en mayo de 1844, y el túnel fue abierto en diciembre de 1844. Esto llevó a South Ferry al pie de Atlantic Avenue, donde los pasajeros podían tomar transbordadores a Manhattan. Esta extensión, que corre debajo de Cobble Hill, se cerró en 1861. El túnel se volvió a abrir al turismo en 1982, y se cerró de nuevo en 2010.
Los inicios del metro real vinieron de varios ferrocarriles de excursión a Coney Island y ferrocarriles elevados en Manhattan y Brooklyn. En ese momento, el condado de Nueva York (isla de Manhattan y parte del Bronx), el condado de Kings (incluidas las ciudades de Brooklyn y Williamsburg) y el condado de Queens eran entidades municipales independientes. Se construyeron ferrocarriles elevados a vapor de la competencia sobre las principales avenidas. La primera línea elevada fue construida entre 1867 y 1870 por Charles Harvey y su compañía West Side y Yonkers Patent Railway a lo largo de Greenwich Street y Ninth Avenue (aunque los teleféricos fueron el modo de transporte inicial en ese ferrocarril). Se construyeron más líneas en las avenidas Segunda, Tercera y Sexta. Ninguna de estas estructuras permanece en la actualidad, pero estas líneas luego compartieron vía con los trenes subterráneos como parte del sistema IRT.
En el condado de Kings, varias compañías construyeron ferrocarriles elevados sobre Lexington, Myrtle, Third y Fifth Avenues, Fulton Street y Broadway. Estos también compartieron más tarde el recorrido con los trenes subterráneos operados por BRT y BMT. La mayoría de estas estructuras se han desmantelado, pero algunas se han reconstruido y mejorado. Estas líneas estaban unidas a Manhattan por varios transbordadores y más tarde las vías a lo largo del Puente de Brooklyn (que originalmente tenían su propia línea y luego se integraron en el BRT / BMT). También en el condado de Kings, se construyeron seis ferrocarriles de excursión a vapor a varias playas en la parte sur del condado; todos menos uno (la línea de Manhattan Beach) finalmente cayeron bajo el control de BMT.

### Beach Pneumatic Transit

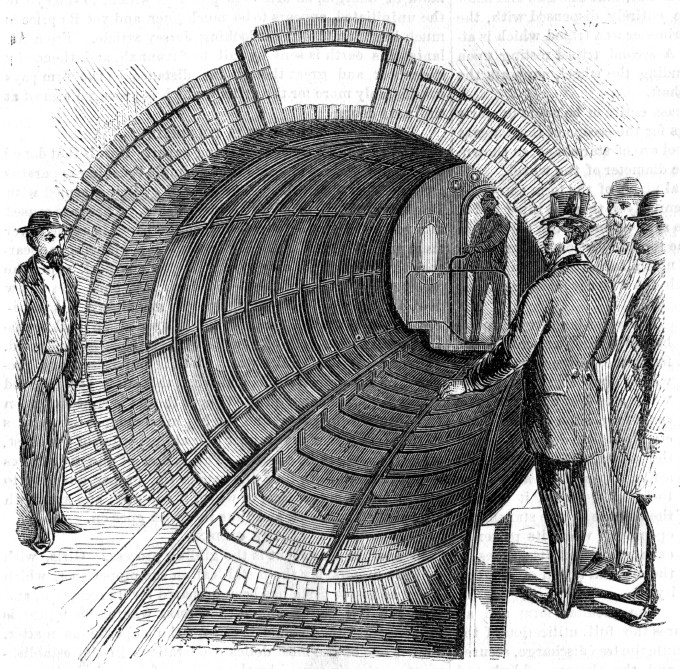
Tránsito Neumático de Beach

Beach Pneumatic Transit fue el primer intento de construir un sistema de transporte público subterráneo en la ciudad de Nueva York. En 1869, Alfred Ely Beach y su Beach Pneumatic Transit Company de Nueva York comenzaron a construir una línea de metro neumático debajo de Broadway. Canalizado a través de una empresa que creó, Beach aportó 350 000 dólares de su propio dinero para financiar el proyecto. Construido en solo 58 días, su único túnel, 312 pies (95,1 m) largo, 8 pies (2,4 m) de diámetro, se completó en 1870 y corrió bajo Broadway desde Warren Street hasta Murray Street.
Seguía siendo poco más que una curiosidad, corriendo solo un automóvil en su pista de una línea de largo hasta un callejón sin salida en su terminal. Los pasajeros simplemente viajarían de ida y vuelta para ver cómo sería el metro propuesto. Durante sus dos primeras semanas de funcionamiento, Beach Pneumatic Transit vendió más de 11 000 viajes, con 400.000 viajes durante su primer año de funcionamiento. Aunque el público mostró aprobación inicial, Beach se demoró en obtener el permiso para expandirlo. Para cuando finalmente obtuvo el permiso en 1873, el apoyo público y financiero había disminuido y el metro se cerró.
El golpe final al proyecto fue una caída del mercado de valores en 1873 que provocó que los inversores retiraran el apoyo. Después de que se cerró el proyecto, se selló la entrada del túnel y la estación, construida en parte del sótano del Rogers Peet Building, se recuperó para otros usos. Todo el edificio se perdió en un incendio en 1898. En 1912, los trabajadores que excavaban para la actual línea BMT Broadway cavaron en el antiguo túnel de la playa; hoy, ninguna parte de esta línea permanece ya que el túnel estaba completamente dentro de los límites de la actual estación City Hall debajo de Broadway.

## Primeros años y rápida expansión

### Los primeros metros

#### Contratos originales de IRT

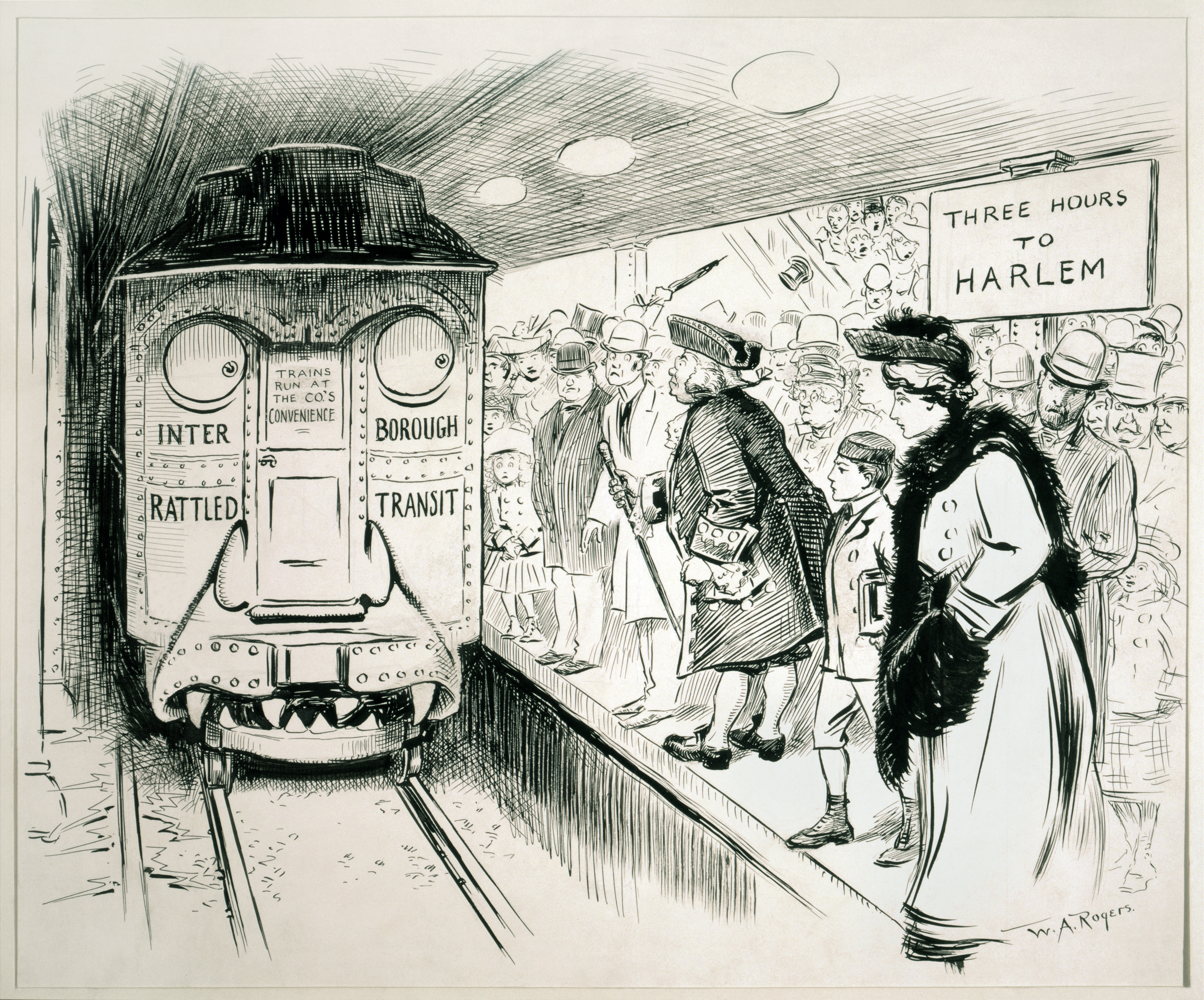
Caricatura política crítica del servicio de IRT en 1905. El IRT está etiquetado como "Interborough Rattled Transit".

En 1898, los condados de Nueva York, Kings y Richmond, y partes de los condados de Queens y Westchester y sus ciudades, pueblos, aldeas y aldeas constituyentes, se consolidaron en la Ciudad de Nueva York. Durante esta era, la ciudad ampliada de Nueva York resolvió que quería que el núcleo del futuro tránsito rápido fueran los subterráneos, pero se dio cuenta de que ninguna empresa privada estaba dispuesta a invertir el enorme capital necesario para construir debajo de las calles.
La planificación del sistema comenzó con la Ley de Tránsito Rápido, autorizada por la Legislatura del Estado de Nueva York el 22 de mayo de 1894, que creó la Junta de Comisionados de Ferrocarriles de Tránsito Rápido. Esta disponía que la comisión trazaría las rutas con el consentimiento de los propietarios y las autoridades locales, construiría el sistema o vendería una franquicia para su construcción y arrendaría la operación a una empresa privada. Se consideró una línea a través de Lafayette Street (entonces Elm Street) hasta Union Square, pero al principio se adoptó una ruta más costosa por debajo de Broadway. Una batalla legal con los propietarios a lo largo de la ruta llevó a que los tribunales negaran el permiso para construir a través de Broadway en 1896. La ruta de Elm Street se eligió más tarde ese año, cortando al oeste a Broadway a través de la Calle 42. Este nuevo plan, adoptado formalmente el 14 de enero de 1897, consistía en una línea desde el Ayuntamiento hacia el norte hasta Kingsbridge y un ramal debajo de Lenox Avenue y Bronx Park, para tener cuatro vías desde el Ayuntamiento hasta el cruce de la calle 103. La "alineación incómoda... a lo largo de la calle cuarenta y dos", como lo expresó la comisión, fue necesaria debido a las objeciones al uso de Broadway al sur de la calle 34. Las impugnaciones legales finalmente se resolvieron en 1899.

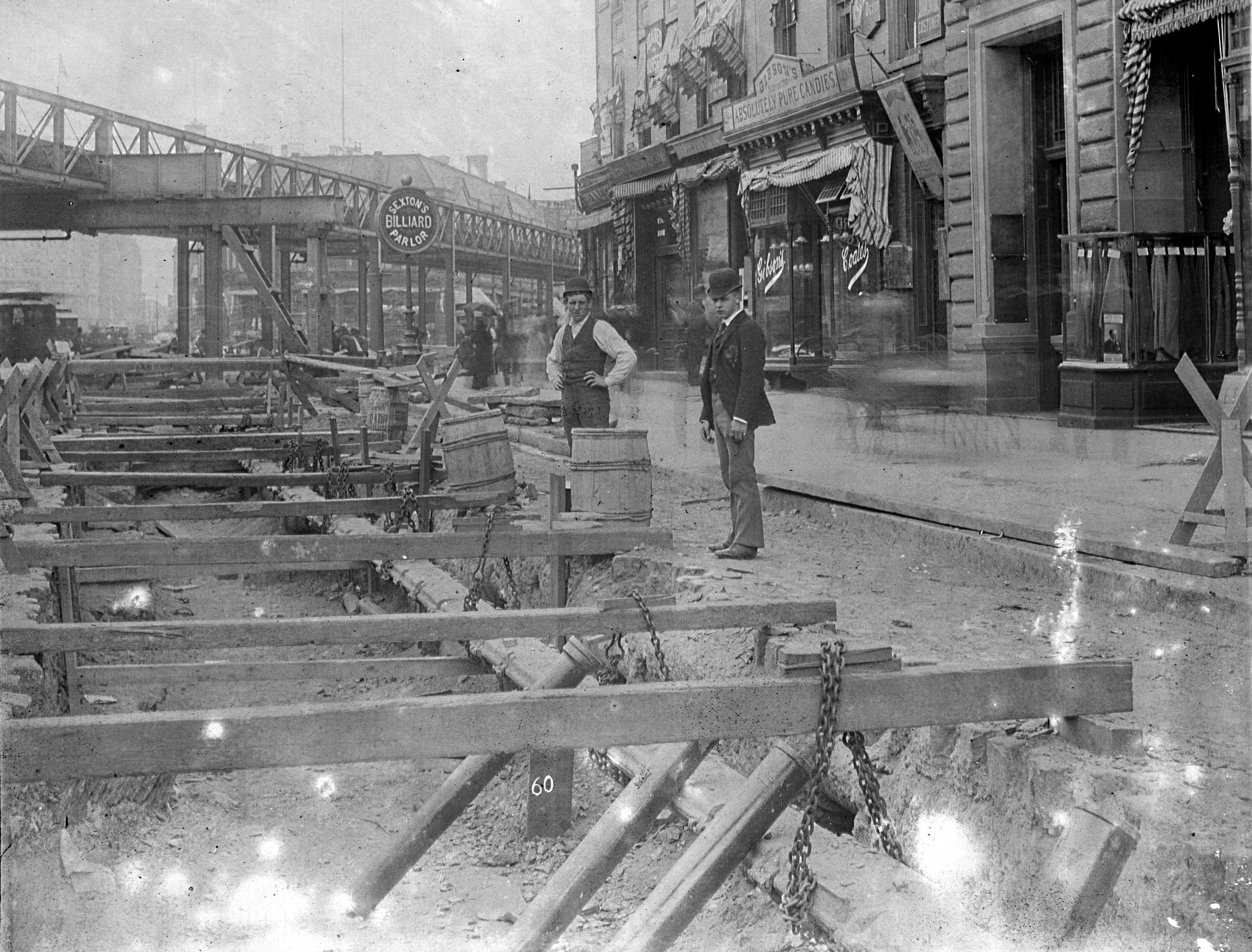
Construcción de metro en el Bowery, 1901

La ciudad decidió emitir bonos de tránsito rápido fuera de su límite regular de deuda consolidada y construir el metro por sí misma; contrató a la Interborough Rapid Transit Company (que en ese momento operaba las líneas elevadas en Manhattan) para equipar y operar los subterráneos, compartiendo las ganancias con la ciudad y garantizando una tarifa fija de cinco centavos.

#### BRT
A partir de 1899, Brooklyn Rapid Transit Company (BRT; 1896-1923) y Brooklyn-Manhattan Transit Corporation (BMT; 1923-1940) operaron líneas de tránsito rápido en la ciudad de Nueva York, al principio solo ferrocarriles elevados y luego también subterráneos.
El BRT se incorporó el 18 de enero de 1896, y se hizo cargo de Long Island Traction Company en bancarrota a principios de febrero, adquiriendo el ferrocarril de Brooklyn Heights y el arrendatario del ferrocarril de la ciudad de Brooklyn. Luego adquirió el ferrocarril de Brooklyn, Queens County y Suburban. El BRT se hizo cargo de la propiedad de varios ferrocarriles de superficie, el primero de los cuales, el ferrocarril de Brooklyn, Bath y Coney Island o West End Line, abrió al servicio de pasajeros el 9 de octubre de 1863, entre la Quinta Avenida y la calle 36 en la frontera de la ciudad de Brooklyn y Bath Beach en Gravesend. Una pequeña parte de la ruta de superficie de este ferrocarril, la BMT West End Line (hoy tren D) en el lado oeste del Complejo de Coney Island al norte de Coney Island Creek, se inauguró el 8 de junio de 1864 y es eñl tramo más antiguo de derecho de paso de tránsito rápido existente en la ciudad de Nueva York y en Estados Unidos.
El 30 de enero de 1899, se incorporó el ferrocarril elevado Brooklyn Union; adquirió la propiedad del ferrocarril elevado Brooklyn en quiebra el 17 de febrero. El BRT tomó el control un mes después, el 25 de marzo, y arrendó la compañía elevada al Ferrocarril de Brooklyn Heights, que hasta entonces era únicamente una compañía de tranvías. La otra compañía elevada en Brooklyn, el Ferrocarril Elevado de Kings County, fue vendida bajo ejecución hipotecaria al BRT el 6 de julio de 1899. Inicialmente, las líneas de ferrocarril de superficie y elevadas funcionaban con energía de vapor, pero entre 1893 y 1900 se convirtieron para funcionar con electricidad. Una excepción fue el servicio en el Puente de Brooklyn. Los trenes fueron operados por cables desde 1883 hasta 1896, cuando se convirtieron en energía eléctrica.

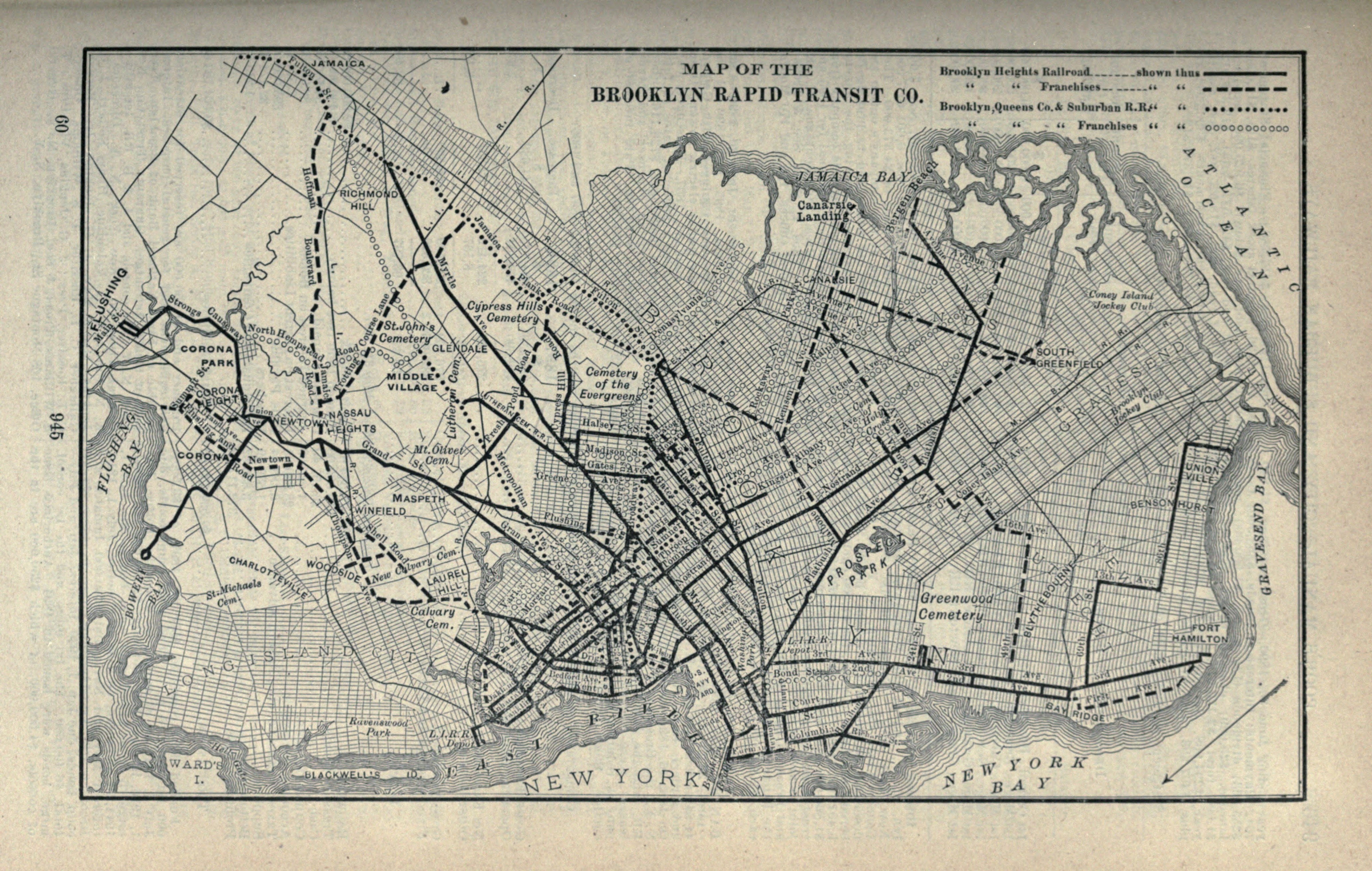
Rutas en 1897

Para 1900, el BRT había adquirido prácticamente todas las operaciones de tránsito rápido y tranvía en su área objetivo. Sólo el Ferrocarril Coney Island y Brooklyn y el corto Ferrocarril de Van Brunt Street y Erie Basin permanecieron independientes; el primero fue adquirido en 1913 o 1914. Las líneas incorporadas fueron:
- Línea Sea Beach, adquirido en noviembre de 1897[42] y arrendado a la BHRR
- Sea View Railroad (Coney Island Elevated), adquirido en noviembre de 1897[42] y arrendado a la BHRR
- Nassau Electric Railroad (arrendatario de Atlantic Avenue Railroad, Brooklyn, Bath y West End Railroad, Coney Island y Gravesend Railway y South Brooklyn Railway), adquirido en noviembre de 1898[43] y arrendado a la BHRR en abril de 1899[44]
- Ferrocarril elevado de Brooklyn, adquirido en marzo de 1899[45] y arrendado a la BHRR en abril de 1899[44]
- Línea Brighton (Brighton Beach Line), adquirido en marzo de 1899[46]
- Ferrocarril elevado del condado de Kings (línea de la calle Fulton), adquirido en noviembre de 1899[41][47] y fusionado con el Brooklyn Union Elevated el 24 de mayo de 1900[48]
- Prospect Park y Coney Island Railroad (Culver Line), arrendados a la BHRR el 18 de junio de 1899[49]

El BRT se declaró en quiebra en 1918. El Ferrocarril Consolidado de Nueva York y el Ferrocarril Municipal de Nueva York se fusionaron en junio de 1923, el mismo mes en que el BRT se reorganizó como la Corporación de Tránsito de Brooklyn-Manhattan, para formar la Corporación de Tránsito Rápido de Nueva York.

### Contratos

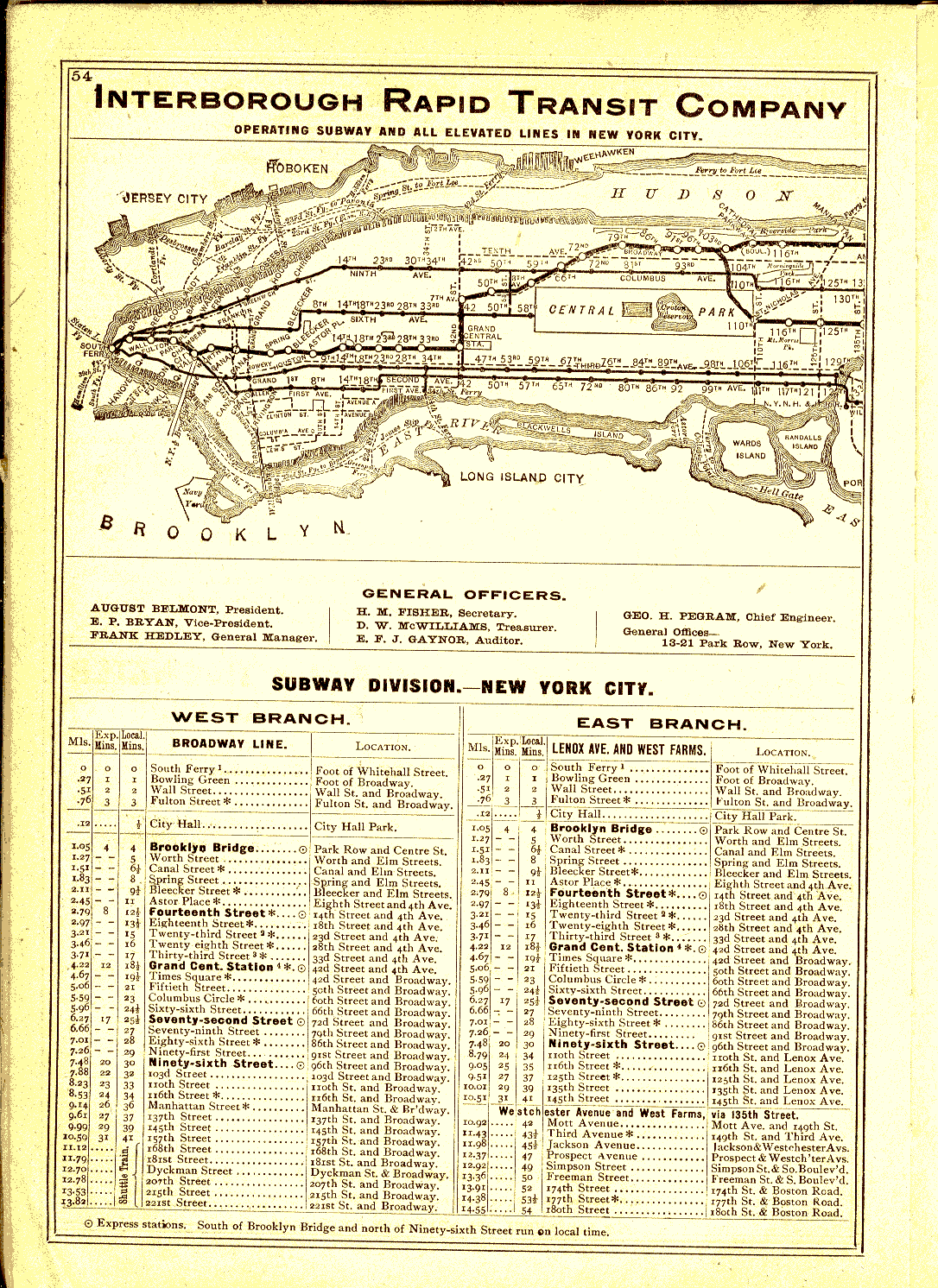
Mapa del IRT de 1906

Un contrato, más tarde conocido como Contrato 1, fue ejecutado el 21 de febrero de 1900, entre la comisión y Rapid Transit Construction Company, organizado por John B. McDonald y financiado por August Belmont, para la construcción del metro y un arrendamiento de 50 años desde la apertura de la línea. Se inició la construcción en el Ayuntamiento el 24 de marzo. El 24 de enero de 1901 se adoptó un plan para extender del Ayuntamiento a la estación terminal Flatbush Avenue de Long Island Rail Road (ahora conocida como Atlantic Terminal) en Brooklyn, y se ejecutó el Contrato 2, que otorgaba un contrato de arrendamiento de 35 años entre la comisión y Rapid Transit Construction Company el 11 de septiembre, y la construcción comenzó en State Street en Manhattan el 8 de noviembre de 1902. Belmont incorporó el IRT en abril de 1902 como la compañía operadora de ambos contratos; el IRT arrendó el ferrocarril de Manhattan, operador de las cuatro líneas ferroviarias elevadas en Manhattan y El Bronx, el 1 de abril de 1903. La operación del metro comenzó el 27 de octubre de 1904, con la apertura de todas las estaciones desde el Ayuntamiento hasta la Calle 145 en el West Side Branch.
El servicio se extendió a Calle 157 el 12 de noviembre de 1904. El West Side Branch se extendió hacia el norte hasta un término temporal de la Calle 221 y Broadway el 12 de marzo de 1906. Esta extensión fue servida por trenes lanzadera que operaban entre la calle 157 la calle 221. El sistema original incluido en el Contrato 1 se completó el 14 de enero de 1907, cuando los trenes empezaron a cruzar el Canal de Navegación de Harlem en el Puente de Broadway hasta la Calle 225, lo que significa que Calle 221 podría cerrarse. Una vez que la línea se extendió a Marble Hill–Calle 225, la estructura de Calle 221 se desmanteló y se trasladó a la calle 230 para una nueva terminal temporal. El servicio se extendió a la terminal temporal en la calle 230 el 27 de enero de 1907. Una extensión del Contrato 1 hacia el norte hasta la Calle 242 en Van Cortlandt Park fue aprobada en 1906 y se inauguró el 1 de agosto de 1908. (El plan original había sido girar hacia el este en la Calle 230 hasta justo al oeste de Bailey Avenue, en la estación Kings Bridge del ferrocarril central de Nueva York) Cuando la línea se extendió hasta la calle 242, las plataformas temporales de la calle 230 fueron desmanteladas y se rumoreaba que se llevarían a la calle 242 para que sirvieran como plataformas laterales de la estación. Había dos estaciones en la línea que se abrieron más tarde; Calle 191 y Calle 207. La primera solo se abrió el 14 de enero de 1911 porque los ascensores y otros trabajos aún no se habían completado. La segunda se completó en 1906, pero como estaba ubicada en un área escasamente ocupada, se inauguró en 1907.
El segmento inicial de la IRT White Plains Road Line abrió el 26 de noviembre de 1904, entre East 180th Street y Jackson Avenue. Inicialmente, los trenes de la línea eran servidos por trenes elevados desde la línea IRT Second Avenue y la línea IRT Third Avenue, con una conexión desde las vías locales de Third Avenue en Third Avenue y 149th Street hasta Westchester Avenue y Eagle Avenue. Una vez que la conexión a la línea IRT Lenox Avenue se abrió el 10 de julio de 1905, los trenes del recién inaugurado metro IRT pasaron por la línea. El servicio elevado a través de esta conexión se reanudó el 1 de octubre de 1907, cuando los locales de la Segunda Avenida se extendieron a Freeman Street durante las horas pico.
La línea se extendió luego a Fulton Street el 16 de enero de 1905, a Wall Street el 12 de junio de 1905, ya Bowling Green y South Ferry el 10 de julio de 1905. Para completar el Contrato 2, el metro tuvo que extenderse por debajo del East River para llegar a Brooklyn. El túnel se llamó Joralemon Street Tunnel, que fue el primer túnel subterráneo submarino que conecta Manhattan y Brooklyn, y se inauguró el 9 de enero de 1908, extendiendo el metro desde Bowling Green hasta Borough Hall. El 1 de mayo de 1908, se completó la construcción del Contrato 2 cuando la línea se extendió desde Borough Hall hasta Atlantic Avenue, cerca de la estación LIRR de Flatbush Avenue. Cuando se abrió la extensión IRT a Brooklyn, los pasajeros de las líneas elevadas y de tranvía del BRT sobre el Puente de Brooklyn comenzaron a usar el nuevo metro.

#### Electrificación

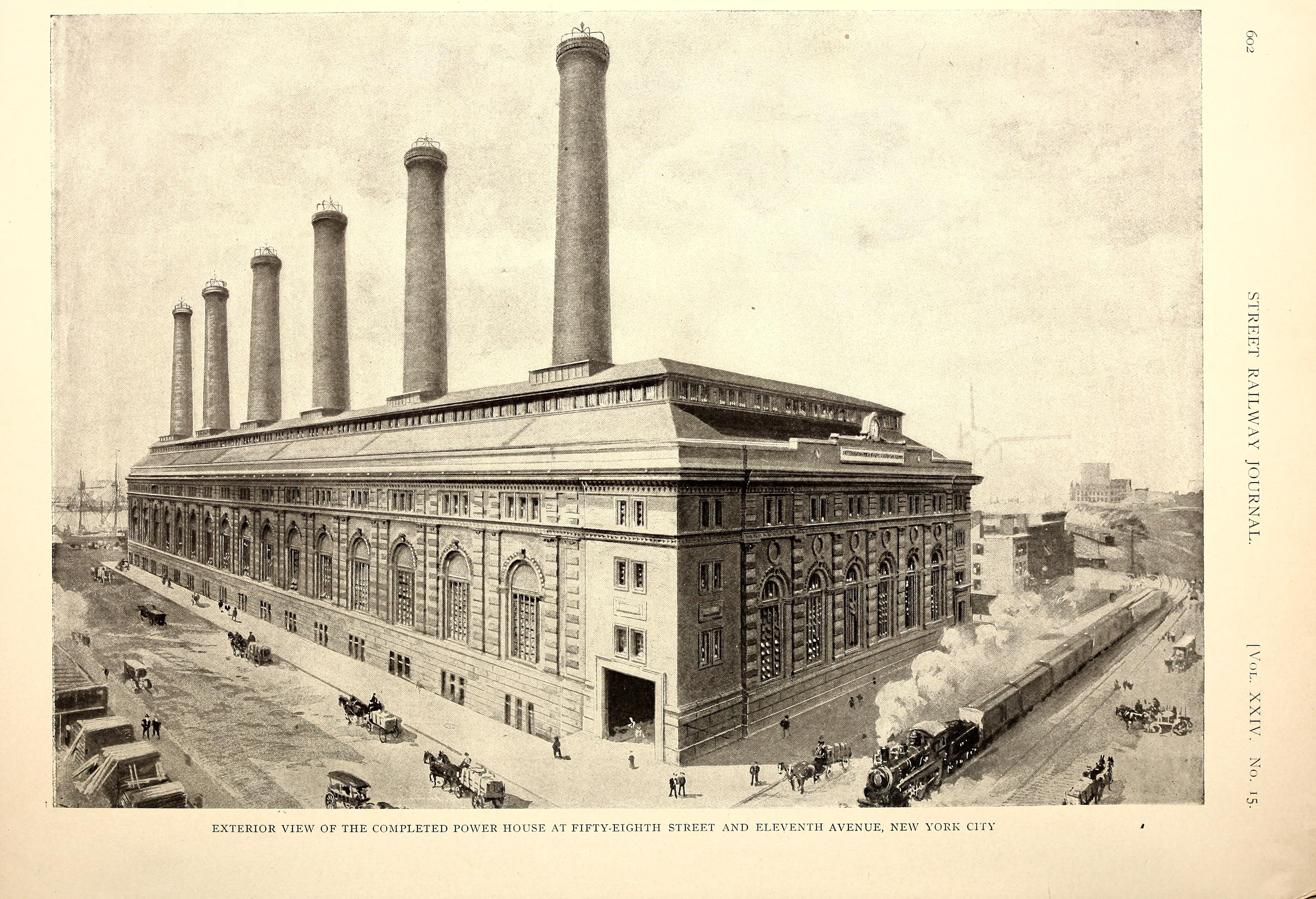
Casa de máquinas principal de IRT en 1904

El sistema de metro comenzó durante la guerra de las corrientes cuando Thomas Edison y su oponente, George Westinghouse, lucharon por aceptar la corriente continua o la corriente alterna como la forma estándar de suministrar electricidad. La corriente alterna se convirtió en el estándar para fines no ferroviarios, pero el metro de Nueva York adoptó la corriente continua como más adecuada para fines ferroviarios urbanos. : 21  Las empresas construyeron sus propias centrales eléctricas para generar su CC. Hasta el día de hoy, la Autoridad de Tránsito de la Ciudad de Nueva York convierte la corriente alterna en un tercer carril de 600 V CC para alimentar los trenes, al igual que la mayoría de los ferrocarriles de tránsito en todo el mundo. (La División A utiliza un tercer carril de 625 V CC.)

#### Plan Triborough

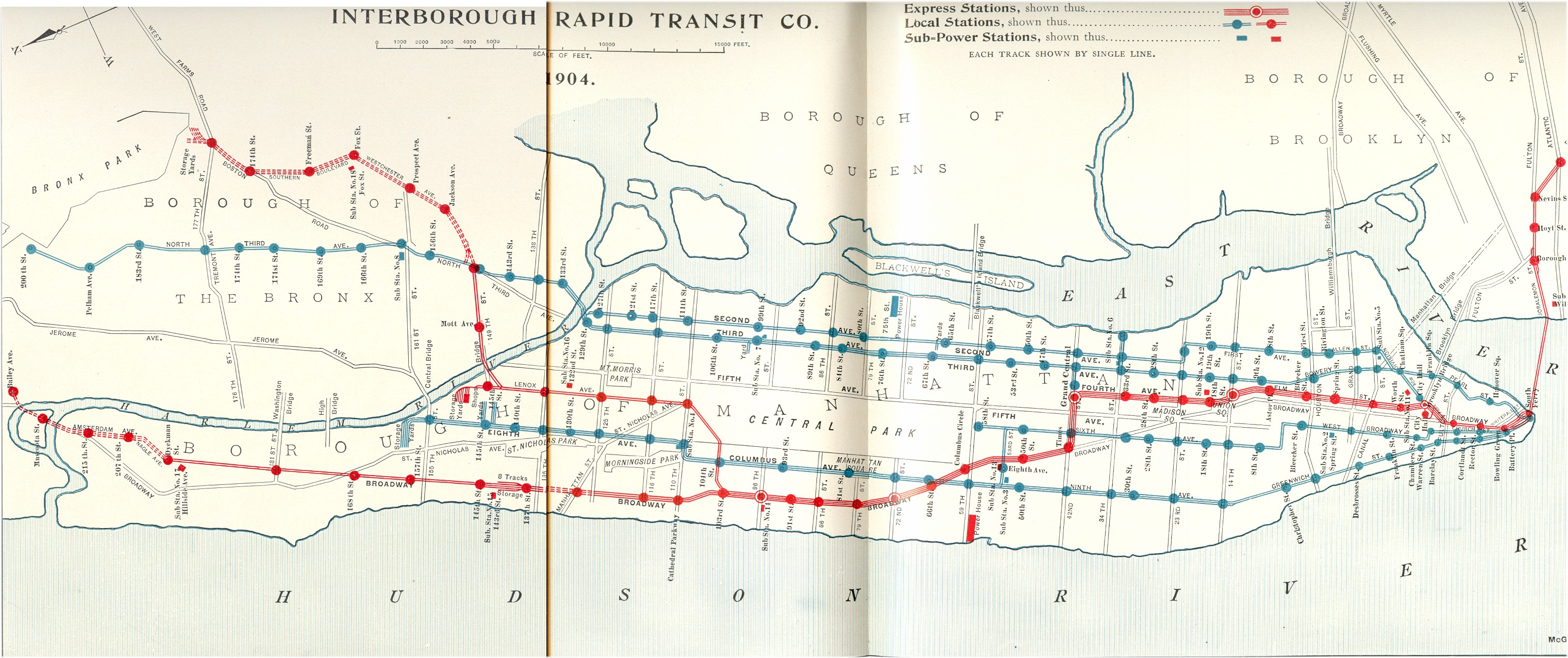
Mapa del IRT de 1918, después de la firma de los Contratos 1 y 2

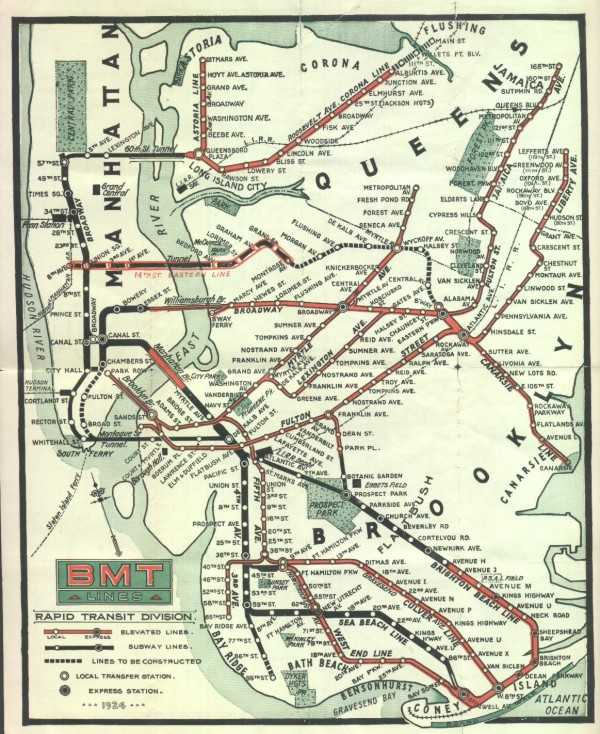
1924 mapa BMT

Después de que se elevó el techo de deuda legal para la ahora unida ciudad de Nueva York, hubo más planes para la construcción del metro hasta 1908. El plan Triborough constaba de tres nuevas líneas:
- Una línea IRT desde South Ferry–Calle Whitehall en Manhattan, con la línea IRT Lexington Avenue hasta Pelham Bay Park y Woodlawn en El Bronx
- El BRT Nassau Street Loop, más tarde la Línea de la Calle Nassau. La pista del BRT pasó por los puentes de Brooklyn, Manhattan y Williamsburg; la Nassau Street Line iba a conectarse con el Puente de Brooklyn, pero nunca lo hizo. Se construyeron las conexiones a los otros dos puentes, pero con la apertura de Chrystie Street Connection en 1967, se eliminó la conexión del Puente de Manhattan.
- Un metro BRT debajo de la Cuarta Avenida en Brooklyn, que conduce a Bay Ridge y Coney Island. Esto correspondía a las líneas actuales de Fourth Avenue y Sea Beach.

Las líneas de BRT se construyeron con perfiles más anchos porque el BRT no quería utilizar el seguimiento de IRT, que era más estrecho en comparación y transportaba a muchos menos pasajeros por hora. El diseño se inspiró en los vagones construidos para el metro de Cambridge (MBTA Red Line) que se diseñaron después de que se llevaron a cabo estudios sobre el diseño y el funcionamiento de un vagón de metro que podría transportar a la mayoría de los pasajeros de la manera más eficiente. El material rodante, sin embargo, tenía que tener el mismo ancho de vía para que los trenes pudieran interoperar bajo los Contratos Duales. Las líneas Fourth Avenue y Sea Beach se abrieron el 19 de junio de 1915, después de años de retrasos en la construcción de estas líneas y la Nassau Street Line. La primera sección de BRT, sin embargo, se abrió el 16 de septiembre de 1908, desde Essex Street a través del puente de Williamsburg, pero utilizando coches de ancho estrecho.
Hasta que se completó la línea de la Cuarta Avenida, había un tranvía que cruzaba el puente de Manhattan que no conectaba con ninguna vía del metro de Nueva York. La pista se llamaba "Manhattan Bridge Three Cent Line" porque la tarifa era de tres centavos. Junto con Brooklyn y North River Railroad, las dos compañías de tranvías comenzaron a operar en esas vías. Cuando el raíl se conectó al puente en 1915, los carros se trasladaron a las carreteras del nivel superior hasta 1929, cuando se interrumpió el servicio.

#### Contratos duales
El BRT, que apenas entró en Manhattan a través del Puente de Brooklyn, quería tener la oportunidad de competir con el IRT, y el IRT quería ampliar su línea de Brooklyn para competir con el BRT. Esto llevó al acuerdo de la ciudad para contratar futuros subterráneos tanto con el BRT como con el IRT.
La expansión del tránsito rápido se vio facilitada en gran medida por la firma de los Contratos Duales el 19 de marzo de 1913. Se firmó el Contrato 3 entre el IRT y la ciudad; el contrato entre el BRT y la ciudad era el Contrato 4. La mayor parte del sistema de metro actual se construyó o mejoró en virtud de estos contratos. Astoria Line y Flushing Line se construyeron en ese momento y durante algún tiempo fueron operadas por ambas compañías. Según los términos de los Contratos 3 y 4, la ciudad construiría nuevas líneas subterráneas y elevadas, rehabilitaría y ampliaría ciertas líneas elevadas existentes y las arrendaría a empresas privadas para su funcionamiento. El coste correría a cargo más o menos equitativo de la ciudad y las empresas. La contribución de la ciudad fue en efectivo recaudado mediante ofertas de bonos, mientras que las contribuciones de las empresas se realizaron de diversas formas mediante el suministro de efectivo, instalaciones y equipos para operar las líneas.

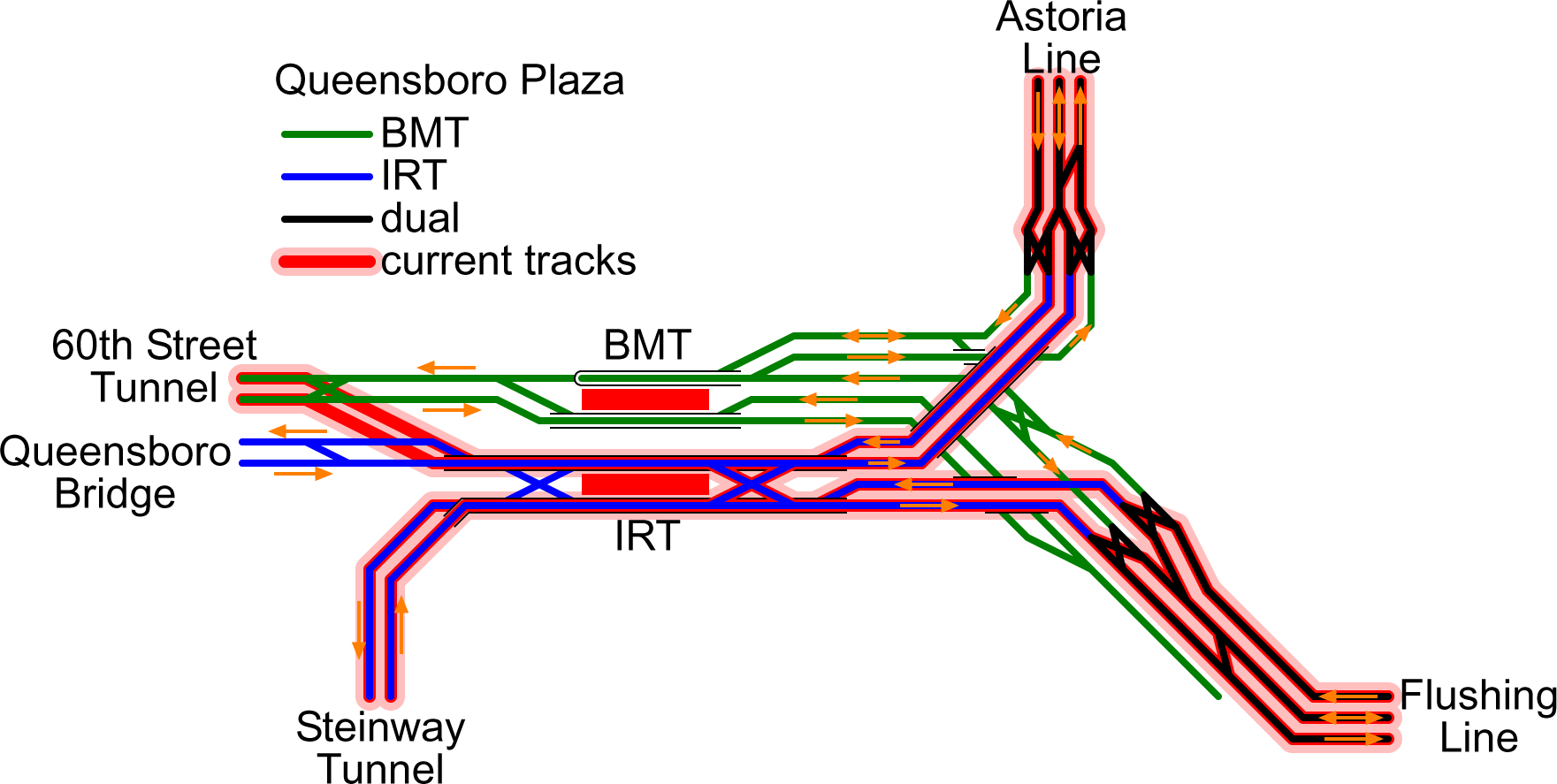
El trazado de las vías de Queensboro Plaza era complejo porque los Contratos requerían dos tipos diferentes de material rodante y dos áreas de control de tarifas diferentes.

Como parte de los contratos, las dos empresas debían compartir líneas en Queens: una línea corta a Astoria llamada Astoria Line; y una línea más larga que llega inicialmente a Corona y finalmente a Flushing, llamada Corona Line. Las líneas operaban en conjunto y partían de Queensboro Plaza. El IRT accedió a la estación desde el Túnel Steinway de 1907 y una extensión de la Segunda Avenida Elevada desde Manhattan sobre el Puente de Queensboro. El BRT alimentó las líneas de Queens desde un nuevo túnel desde el túnel de la calle 60 hasta Manhattan. Técnicamente, la línea estaba bajo la propiedad de IRT, pero al BRT / BMT se le otorgaron derechos de seguimiento a perpetuidad, esencialmente haciéndola también suya. Sin embargo, ambas líneas se construyeron según las especificaciones de IRT. Esto significaba que los pasajeros de IRT tenían un viaje de un asiento a los destinos de Manhattan, mientras que los pasajeros de BRT tenían que hacer un cambio en Queensborough Plaza. Esto llegó a ser importante cuando se extendió el servicio para la Feria Mundial de 1939, ya que el IRT pudo ofrecer trenes expresos directos desde Manhattan, y el BRT no. Esta práctica duró hasta bien entrada la propiedad municipal de las líneas y no terminó hasta 1949.
Se impusieron varias disposiciones a las empresas: la tarifa se limitó a cinco centavos, y esto provocó problemas financieros para las dos empresas después de la inflación posterior a la Primera Guerra Mundial; la ciudad tenía derecho a "recuperar" cualquiera de las líneas que construyó y ejecutarlas como propias; y la ciudad iba a compartir las ganancias. Esto finalmente condujo a su caída y consolidación como propiedad de la ciudad en 1940.
Como parte de los Contratos Duales, las operaciones del sistema IRT original cambiaron drásticamente. En lugar de que los trenes pasen por Broadway, gire en 42nd Street y finalmente gire en Park Avenue, había dos líneas troncales conectadas por el 42nd Street Shuttle. El sistema se cambió de un sistema "Z" a un sistema "H". La primera línea troncal, la Lexington Avenue Line, asumió la parte del sistema IRT original al sur de Grand Central. La línea se extendió hacia el norte con una nueva estación en Grand Central y se convirtió en Lexington Avenue, donde la línea permaneció como cuatro vías. La línea tenía conexiones con la nueva línea IRT Pelham y la línea IRT Jerome Avenue en El Bronx, además de una nueva conexión con la línea IRT White Plains Road. El segundo tronco, la línea Broadway-Seventh Avenue, asumió la parte del sistema IRT original al norte de Times Square, y se extendió hacia el sur con una nueva estación en Times Square, que recorre la Seventh Avenue, Varick Street y West Broadway. Se predijo que la extensión del metro conduciría al crecimiento del Lower West Side y a vecindarios como Chelsea y Greenwich Village. Al sur de Chambers Street, se construyeron dos ramales. El primer ramal iba a Battery a través de Greenwich Street, mientras que el segundo ramal giraba hacia el este por debajo de Park Place y Beeckman Street y bajaba por William Street, pasando por debajo del East River a través de un túnel antes de pasar por Clark Street y Fulton Street hasta llegar a un cruce en Borough Hall con el contrato 2 IRT Brooklyn Line existente.
El 3 de junio de 1917, abrió la primera parte de la línea Broadway – Seventh Avenue al sur de Times Square–Calle 42, un servicio de transporte a Calle 34–Estación Penn se creó un servicio de transporte independiente, que corre entre las calles 42 y 34. Esta corta extensión se abrió a pesar de que el resto de la ruta aún no se había completado para manejar la masa de tráfico hacia y desde la Estación Pensilvania. En ese momento, solo se abrió la parte norte de la estación, y se podían ver montones de yeso, rieles y escombros en el resto de las plataformas. Este transbordador se extendió hacia el sur hasta South Ferry, con un transbordador más corto en la rama de Brooklyn entre Chambers Street y Wall Street, el 1 de julio de 1918. La nueva parte de la Lexington Avenue Line desde Grand Central hasta 125th Street se inauguró el 17 de julio de 1918. Sin embargo, hasta la noche del 1 de agosto de 1918, funcionó como un servicio de transporte solo en las vías locales, terminando en la calle 42 y en la calle 167 en la línea IRT Jerome Avenue (donde se fusionaba la conexión desde la línea elevada IRT Ninth Avenue). Finalmente, el nuevo sistema "H" se implementó el 1 de agosto de 1918, uniendo las dos mitades de la línea Broadway-Seventh Avenue y las dos mitades de la línea Lexington Avenue. Un resultado inmediato del cambio fue la necesidad de realizar la transferencia utilizando el 42nd Street Shuttle. La finalización del sistema "H" duplicó la capacidad del sistema IRT. Las vías locales iban hasta South Ferry, mientras que las vías rápidas usaban la rama de Brooklyn hasta Wall Street, se extendían hasta Brooklyn hasta Atlantic Avenue a través del túnel de Clark Street el 15 de abril de 1919.
Los contratos duales resultaron en la expansión de la ciudad de Nueva York; la gente se mudó a las casas recién construidas a lo largo de las líneas de metro recién construidas. Estas casas eran asequibles, casi al mismo costo que las casas en Brooklyn y Manhattan.  Los Contratos Duales fueron la clave para la dispersión de las áreas congestionadas de la ciudad. Ayudaron a aliviar áreas densamente pobladas y probablemente ayudaron a salvar vidas, ya que las personas ya no vivían en áreas muy enfermas. La población en Manhattan debajo de la calle 59 disminuyó entre los años 1910 y 1920. A las personas se les permitió mudarse a mejores partes al mismo costo y podrían tener una vida mejor y más cómoda en los suburbios.

### Sistema independiente
El alcalde John F. Hylan fue un firme defensor de la operación pública del metro. Fue despedido del BRT después de trabajar como motorista durante algún tiempo, y quería evitar tener que gastar más dinero para recuperar el IRT y el BRT, por lo que trató de sacar a los dos operadores del negocio. Con ese fin, Hylan había negado la asignación de dinero para el BRT negándose a construir nuevas líneas, negándose a aumentar las tarifas (endeudando así al BRT), negándose los permisos de construcción para que algunas obras importantes duraran más de lo planeado, e incluso se negó para construir un nuevo patio de metro para el BRT. El desastre de Malbone Street en 1918 contribuyó a las pérdidas sufridas por las dos empresas, lo que llevó a la quiebra del BRT en 1918. El BRT, sin embargo, se reorganizó en BMT. El IRT estaba casi en quiebra, pero logró completar la línea a Flushing en 1928. Posteriormente, Hylan elaboró planes para una tercera red de metro que sería construida y operada por la ciudad, en contraste con las líneas de metro existentes, que eran de operación privada.
Por otro lado, la ciudad de Nueva York había crecido a más de cinco millones y medio de habitantes y necesitaba urgentemente nuevas líneas de metro. El sistema dual no pudo seguir el ritmo de este número de pasajeros en constante aumento. Entonces, finalmente se encontró una solución de compromiso que permitiría considerar los planes de Hylan, así como los intereses de los operadores privados. Sin embargo, el objetivo a largo plazo de la ciudad y de Hylan era la unificación y consolidación del metro existente, con la ciudad operando un sistema de metro unificado. La ciudad, reforzada por reclamos políticos de que las empresas privadas estaban obteniendo ganancias a expensas de los contribuyentes, determinó que construiría, equiparía y operaría un nuevo sistema por sí misma, con inversión privada y sin compartir las ganancias con entidades privadas. Esto llevó a la construcción del Independent City-Owned Subway (ICOS), a veces llamado el Independent Subway System (ISS), el Independent City-Owned Rapid Transit Railroad, o simplemente The Eighth Avenue Subway después de la ubicación de su línea principal de Manhattan. Después de que la ciudad adquiriera el BMT y el IRT en 1940, las líneas independientes se denominaron IND para seguir las iniciales de tres letras de los otros sistemas. 
El sistema IND original, que consta de la línea principal de la Octava Avenida y los ramales de la Sexta Avenida, Concourse, Culver y Queens Boulevard, era completamente subterráneo en los cuatro condados a los que prestaba servicio, con la excepción de las estaciones Calle Smith–Novena Calle y Calle 9 en el Viaducto de Culver sobre el Canal de Gowanus en Gowanus. 

#### Líneas
A medida que la primera línea se acercaba a su finalización, la ciudad de Nueva York la ofreció para operación privada como una formalidad, sabiendo que ningún operador cumpliría con sus términos. Así, la ciudad declaró que la operaría ella misma, formalizando una conclusión inevitable. La primera línea se abrió sin una ceremonia formal. Los trenes comenzaron a operar sus horarios regulares antes de tiempo, y todas las estaciones de la Línea de la Octava Avenida, desde Calle 207 en Inwood hasta Hudson Terminal (ahora World Trade Center), abrieron simultáneamente un minuto después de la medianoche del 10 de septiembre de 1932.
El 1 de enero de 1936, se abrió una segunda línea principal, la línea Sixth Avenue, desde West Fourth Street (donde se divide de la línea Eighth Avenue) hasta East Broadway. La construcción de la nueva línea de metro requirió la suspensión de tranvías en la avenida. La ciudad, queriendo ahorrar dinero al no tener que apuntalar la línea IRT de la Sexta Avenida antes de que se cerrara la línea elevada, compró la línea por 12.5 millones de dólares y canceló sus operaciones el 5 de diciembre de 1938. Para ayudar a compensar la pérdida en el servicio, se incrementó el servicio en la Novena Avenida Elevada.
La primera sección de la línea Queens Boulevard, al oeste desde Roosevelt Avenue hasta 50th Street, se inauguró el 19 de agosto de 1933. E trenes E funcionaban de forma local a la terminal Hudson (actual World Trade Center) en Manhattan, mientras que el GG (predecesor del actual servicio G) funcionaba como un servicio de transporte entre Queens Plaza y Nassau Avenue en la línea IND Crosstown. Una extensión al este de Union Turnpike se abrió el 31 de diciembre de 1936. : 416–417  La línea se extendió hasta Hillside Avenue y 178th Street, con una estación terminal en 169th Street el 24 de abril de 1937. Ese día, el servicio expreso comenzó en la línea Queens Boulevard durante las horas pico, con los trenes E circulando expreso al oeste de las avenidas 71st-Continental y los trenes GG tomando el control local durante las horas pico. El avance inicial para el servicio expreso fue de entre tres y cinco minutos. La estación 23rd Street – Ely Avenue abrió como estación de relleno el 28 de agosto de 1939. Tras su extensión a Jamaica, la línea alejó a los pasajeros con destino a Manhattan del cercano metro BMT Jamaica Line y del Long Island Rail Road.
El 1 de julio de 1937, se abrió una tercera línea principal, la Crosstown Line, desde Nassau Avenue hasta Bergen Street. Dos años más tarde, el 15 de diciembre de 1940, se inició el servicio local a lo largo de toda la línea IND Sixth Avenue, incluida su parte central a través de Midtown Manhattan. 
Mientras tanto, en el East Side, la necesidad de la línea IND de la Segunda Avenida había sido evidente desde 1919, cuando la Comisión de Servicios Públicos de Nueva York lanzó un estudio a instancias del ingeniero Daniel L. Turner para determinar qué mejoras se necesitaban en el público de la ciudad. sistema de transporte. La Gran Depresión resultó en un aumento de los costos y la expansión se volvió inmanejable, por lo que no se construyó junto con las otras tres líneas troncales IND. La construcción de la primera fase del IND ya estaba retrasada y la ciudad y el estado ya no podían proporcionar fondos. En 1931 se pospuso una propuesta a escala reducida que incluía un desvío en la calle 34 y una conexión que cruza la ciudad. Siguieron más revisiones del plan y más estudios. Para 1939, la construcción se había pospuesto indefinidamente y la Segunda Avenida fue relegada al estado de "propuesta". El plan de 1939 para la expansión del metro llevó la línea no solo al Bronx (ahora como una sola línea a Throggs Neck) sino también al sur en Brooklyn, conectándose con el trozo de la línea IND Fulton Street en Court Street. La construcción de la línea se reanudó en 1972, pero se terminó durante la crisis fiscal de 1975, y las obras se reanudaron nuevamente en 2007. 

### Planes de expansión
Desde la apertura de la línea original del metro de Nueva York en 1904, varias agencias oficiales y de planificación han propuesto numerosas extensiones al sistema de metro. Una de las propuestas más conocidas fue el "Segundo Sistema", que era parte de un plan del Metro Independiente para construir nuevas líneas de metro además y tomar el control de las líneas de metro y los derechos de vía ferroviarios existentes. Aunque la mayoría de las rutas propuestas a lo largo de las décadas nunca han sido construidas, la discusión sigue siendo fuerte para desarrollar algunas de estas líneas, para aliviar las limitaciones de capacidad existentes del metro y el hacinamiento, siendo la más notable la Línea de la Segunda Avenida. Los planes para nuevas líneas se remontan a principios de la década de 1910.
El 28 de agosto de 1922, el alcalde John Francis Hylan anunció que su nuevo sistema comprendería 161 km de rutas actualmente en funcionamiento y otros 161 km de nuevas rutas, que se completarán antes del 31 de diciembre de 1925 y en competencia con el IRT y el BMT.
En 1926, se planeó construir un servicio de metro circular hasta Nueva Jersey.
El plan más grandioso, concebido en 1929, iba a ser parte del IND operado por la ciudad. En 1939, con la unificación prevista, se incluyeron los tres sistemas. Como esta grandiosa expansión no se construyó, el sistema de metro es solo el 70% de lo que estaba planeado. Magníficamente diseñado, casi en su totalidad bajo tierra, con 670 pies (204,2 m) plataformas y cruces aéreos en todas partes, el sistema IND triplicó la deuda de tránsito rápido de la ciudad, contribuyendo irónicamente a la desaparición de los planes para una ambiciosa expansión propuesta antes incluso de que se abriera la primera línea del primer sistema.
Debido a esta deuda, después de que se completó la línea IND de la Sexta Avenida, solo se construyeron 28 nuevas estaciones. Cinco estaciones estaban en la línea IRT Dyre Avenue abandonada operada por NYW & B, catorce estaciones estaban en la rama abandonada de LIRR Rockaway Beach (ahora la línea IND Rockaway), seis estaban en las líneas Archer Avenue y 63rd Street Lines (construidas como parte de un 1968 plan), dos estaciones (57th Street y Grand Street) formaban parte de Chrystie Street Connection y la terminal Harlem-148th Street. Se han construido cuatro estaciones financiadas por MTA Capital Construction (la estación de la calle 34 en la Extensión del Metro 7 y las tres estaciones en el Metro de la Segunda Avenida) y se han planeado hasta 14 más. Sin embargo, las cuatro estaciones de MTA Capital Construction cuestan 6 mil millones de dólares, reflejando la magnitud de la deuda en la que el IND trajo a la ciudad.

## Unificación

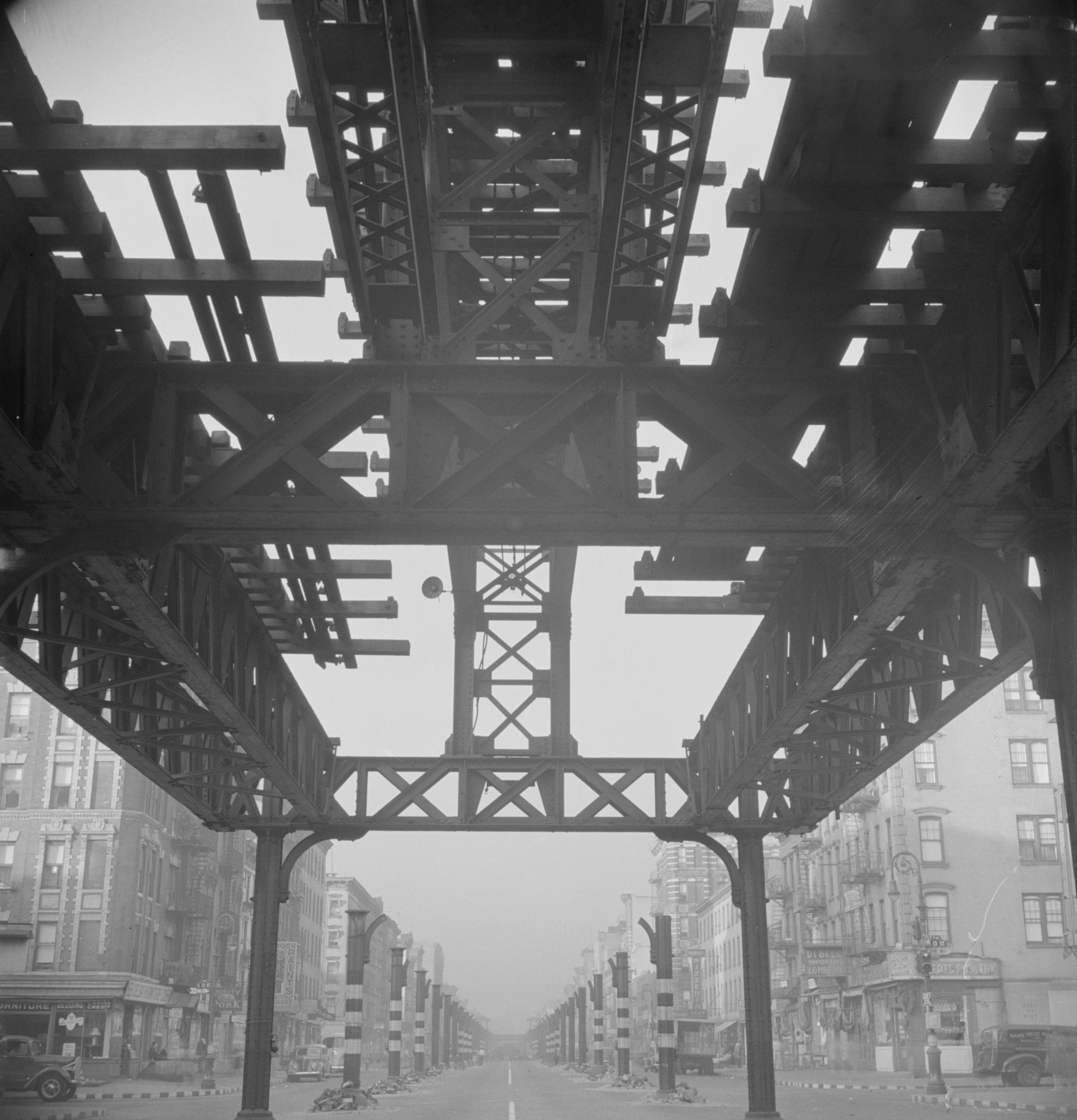
La línea IRT Second Avenue, demolida poco después de la unificación

En junio de 1940, el operador del IND, la Junta de Transporte de la Ciudad de Nueva York, se hizo cargo de los activos de transporte del IRT y el BMT. En junio de 1953, la Autoridad de Tránsito de la Ciudad de Nueva York, una agencia estatal incorporada en beneficio de la ciudad, ahora conocida por el público como MTA New York City Transit, sucedió al BoT. Una combinación de factores hizo que esta toma de control coincidiera con el final de las principales épocas de construcción de tránsito rápido en la ciudad de Nueva York. La ciudad inmediatamente comenzó a eliminar lo que consideraba redundancia en el sistema, cerrando varias líneas elevadas, incluida la línea IRT de la Novena Avenida y la mayor parte de la Línea IRT de la Segunda Avenida en Manhattan, y las líneas BMT de la Quinta y Tercera Avenida y la mayor parte de la línea BMT Fulton Street Tercera Avenida en Brooklyn.

### Diferencias de división
A pesar de la unificación, una distinción entre los tres sistemas sobrevive en las etiquetas de servicio: las líneas IRT (ahora denominadas División A) tienen números y las líneas BMT / IND (ahora colectivamente División B) usan letras. También hay una diferencia física y menos notoria, ya que los coches de la División A son más estrechos que los de la División B en 46 cm y menos de 3 m a 7 m. Debido a que las líneas de la División A tienen menor capacidad para una determinada inversión de capital, todas las nuevas extensiones y líneas construidas entre la Segunda Guerra Mundial y 2007 han sido para la División B. Los coches de la División A pueden viajar en las líneas de la División B cuando sea necesario, pero no se utilizan para el servicio de pasajeros en esas líneas debido a la brecha peligrosamente amplia entre el automóvil y la plataforma de la estación. Esto se debe al prolongado desacuerdo del IRT y el BRT en el que el BRT construyó intencionalmente coches que eran demasiado anchos para el IRT.

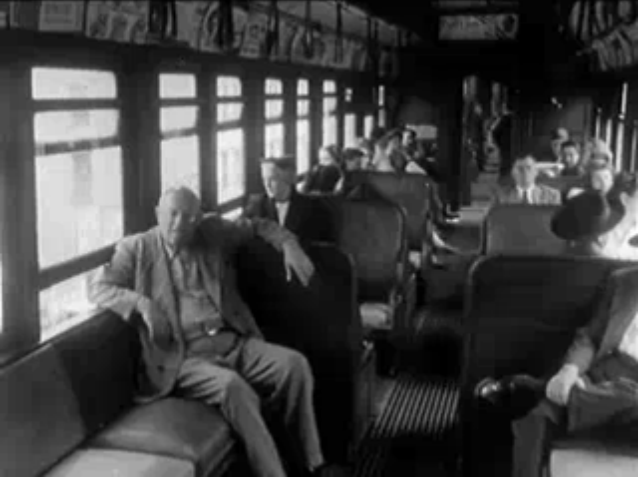
El interior de un vagón de la línea IRT Third Avenue antes de la demolición de la línea en la década de 1950.

Las líneas de metro IRT originales (las construidas antes de los Contratos Duales) se construyeron con dimensiones de líneas elevadas modificadas. Mientras que las líneas IRT estaban originalmente equipadas con coches que medían 14 m largo, los vagones diseñados para el metro IRT miden 16 m largo. Ambos conjuntos de líneas no permitían coches de más de 3 m. Los espacios libres y las curvas en estas líneas son demasiado estrechos y demasiado afilados para cualquier equipo IND o BMT. Las últimas ampliaciones del IRT, que constituyen la mayor parte del sistema IRT, se construyeron con dimensiones más amplias, por lo que tienen un perfil que podría soportar el uso de equipos de tamaño IND / BMT. En otras palabras, el equipo de la División B podría operar en gran parte de la División A si se recortaran las plataformas de la estación y se moviera el equipo de la vía, lo que permitiría que el servicio de la División A transportara más pasajeros. Sin embargo, prácticamente no hay posibilidad de que esto suceda porque las partes más antiguas y estrechas de la División A están ubicadas en el centro, por lo que sería imposible reunir servicios coherentes a través de ellos. Lo máximo que se puede esperar razonablemente es que algunos ramales de la División A puedan cambiar de tamaño y adjuntarlos a las líneas de la División B. Esto se hizo con la BMT Astoria Line en Queens (que anteriormente había sido de doble operación con trenes IRT normales y lanzaderas BMT estrechas especiales).

### Expansión y reorganización posterior a la unificación
Nueva York esperaba que las ganancias de las rutas restantes anteriormente operadas de forma privada respaldarían las costosas y deficitarias líneas IND y al mismo tiempo podrían pagar las deudas de los sistemas, sin tener que aumentar la tarifa original de cinco centavos. Pero durante la Segunda Guerra Mundial, que dio un respiro al cierre de la mayoría del tránsito ferroviario en Estados Unidos, Continuaron algunos cierres, incluido el resto de la línea IRT Second Avenue en Manhattan (1942) y los servicios elevados BMT supervivientes sobre el Puente de Brooklyn (1944). La Segunda Guerra Mundial también provocó una renovada inflación, que finalmente provocó un aumento de la tarifa a diez centavos en 1947 y seis años después a 15 centavos.
El número de pasajeros se disparó a fines de la década de 1940, y el 23 de diciembre de 1946 se estableció el récord de todo el sistema de 8,872,249 tarifas. : 73 
Debido a que la consolidación se prolongó en los primeros años después de la unificación, algunas mejoras en los procesos operativos fueron bastante lentas y pronto se planteó la cuestión de la organización. En un momento se favoreció la subcontratación de las operaciones del metro a la Autoridad Portuaria de Nueva York y Nueva Jersey. El 15 de junio de 1953 se fundó la NYCTA con el objetivo de asegurar una operación eficiente y que cubra los costos del metro.
Era necesario revisar el material rodante y la infraestructura de las rutas que alguna vez fueron privadas, especialmente para el IRT, donde casi toda la infraestructura estaba envejecida. Los vagones más antiguos llegaron allí desde el momento en que se inauguró el metro en 1904, y los vagones de metro más antiguos de BMT en 1953 datan de los primeros años del sistema, en 1913. Por tanto, se entregaron un total de 2.860 coches para la División A entre 1948 y 1965, lo que supuso la sustitución de casi toda la flota de IRT de antes de la guerra. En la División B, se encargaron 2.760 coches. Las plataformas se duplicaron en longitud en todo el sistema. En algunas estaciones, se instalaron rellenos de huecos porque las extensiones de la estación eran curvas. También en este período, el BMT reemplazó sus señales. Los vagones Main Line R36 fueron el primer equipo en estar equipado con radio bidireccional como equipo estándar entregado en 1965, con el primer uso de radio en el sistema de metro en la línea IRT Lexington Avenue en mayo de 1965, y el primer aire acondicionado exitoso. El tren (R38) se puso en servicio el 19 de julio de 1967.
En 1946, el alcalde William O'Dwyer inició un programa para alargar las plataformas de las estaciones para dar cabida a trenes de diez vagones. El primer contrato, que se completó el 8 de agosto de 1946, amplió los andenes en 125th Street, 207th Street, 215th Street, 225th Street, 231st Street y 238th Street en la línea IRT Broadway-Seventh Avenue por 423 000. Se completaron extensiones adicionales de la plataforma en Broadway-Seventh Avenue LIne el 18 de octubre de 1946. En esta fecha se completaron las extensiones de la plataforma en 103rd Street, 110th Street, 116th Street, 137th Street, 145th Street, 157th Street, 168th Street, 181st Street, 191st Street y Dyckman Street. Este proyecto costó 3.891 millones de dólares. Las extensiones de la plataforma en la estación Hoyt Street en la línea IRT Eastern Parkway se abrieron el 15 de noviembre de 1946, y se completaron por 733,200. Las estaciones a lo largo de la línea IRT Lexington Avenue fueron las siguientes en recibir las mejoras. El 24 de enero de 1947, se completaron las extensiones de la plataforma de las calles 23, 28 y 33, con un costo de 4.003 millones de dólares. Posteriormente se completó el trabajo en las estaciones de Bleecker Street y Spring Street por 1.97 millones de dólares. El contrato de 1.992 millones de dólares para alargar los andenes en las estaciones de Canal Street y Worth Street hacia el sur se completó el 26 de abril de 1947. El 4 de septiembre de 1947, se completó un contrato para extender los andenes para estaciones en El Bronx. La primera etapa del plan se completó el 13 de junio de 1949, alargando las plataformas en Prospect Avenue, Jackson Avenue, Intervale Avenue, Simpson Street, Freeman Avenue, 174th Street y 177th Street en IRT White Plains Road Line por 315 000. El 14 de septiembre de 1949, el presidente de la Junta de Transporte, William Reid, anunció que el programa para alargar 32 estaciones de IRT se había completado por 13 327 millones de dólares. Reid también anunció que la Junta había creado un plan de cinco años para extender todas las estaciones restantes de BMT e IRT para acomodar trenes de diez vagones.

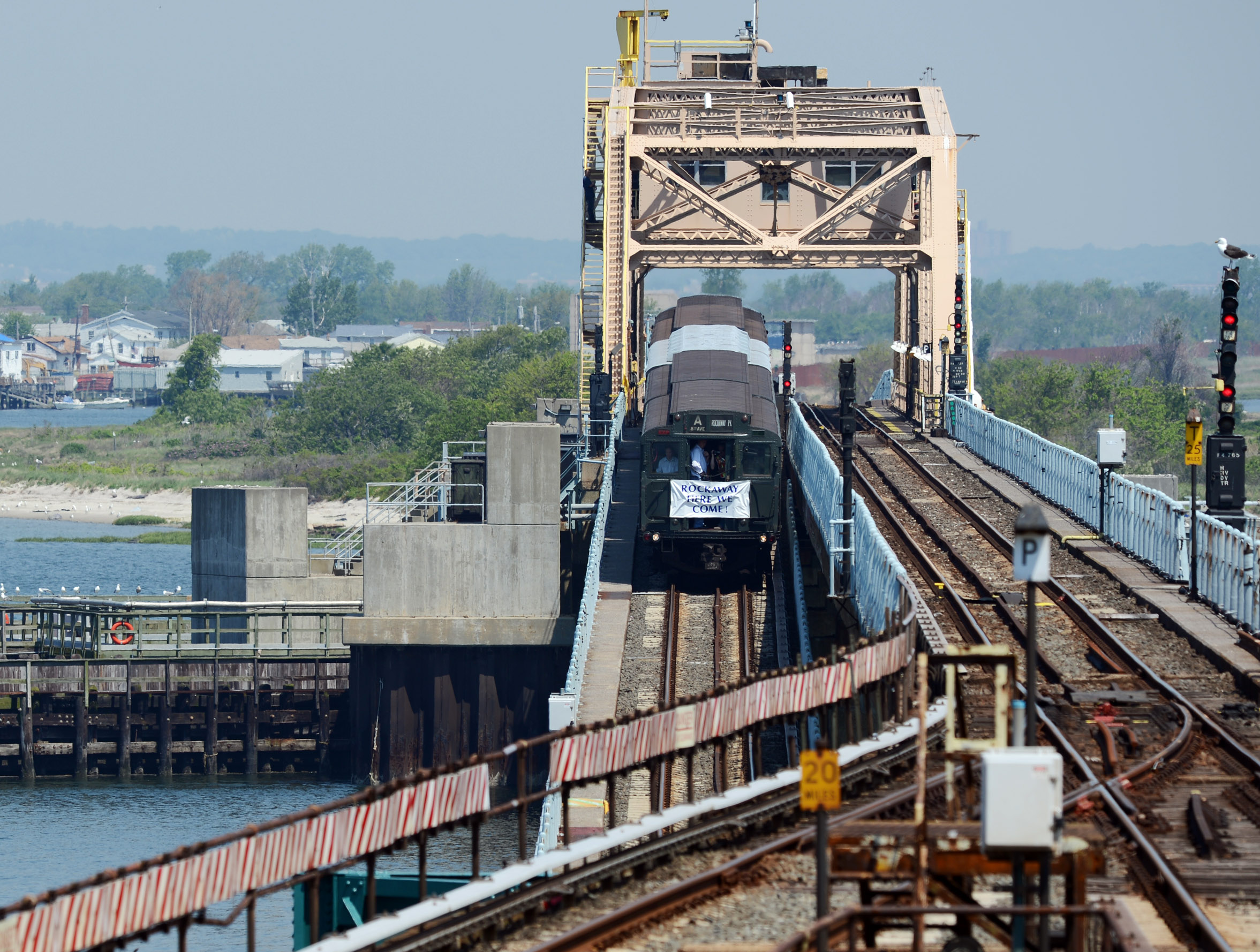
Un tren A de la línea IND Rockaway, inaugurado en 1956 como una de las dos principales expansiones del sistema a mediados del.

Sólo se abrieron dos nuevas líneas en esta era, la línea IRT Dyre Avenue en 1941 y la línea IND Rockaway en 1956, con una extensión de esta última a Far Rockaway – Mott Avenue en 1958. Ambas líneas fueron rehabilitaciones de los derechos de paso de los ferrocarriles existentes en lugar de nuevas construcciones. La primera línea era la parte de la ciudad del ferrocarril de Nueva York, Westchester y Boston, una línea de cercanías electrificada cerrada en 1937, y la última una línea obtenida de Long Island Rail Road. Si bien esta última es una línea larga y sustancial, consiste principalmente en un largo derecho de paso que cruza la bahía de Jamaica con una sola estación en la isla Broad Channel y dos ramales en una península que solo tiene varias cuadras de ancho. Durante un tiempo, la línea IND Rockaway se consideró su propia división de metro. 
La estación de 169th Street en la línea IND Queens Boulevard proporcionó una configuración de terminal insatisfactoria para una línea de cuatro vías, y esto requirió el giro de los trenes F en Parsons Boulevard, y no se proporcionaron instalaciones de almacenamiento en la estación. Por lo tanto, la línea se iba a extender hasta 184th Place con una estación en 179th Street con dos plataformas de islas, suficientes entradas y salidas, y espacio para cuatro trenes de 10 vagones. Las instalaciones permitirían la operación de servicio expreso y local a la estación. La construcción de la extensión se inició en 1946 y se prevé su finalización en 1949. La extensión se completó más tarde de lo esperado y se inauguró el 11 de diciembre de 1950. Esta extensión se retrasó debido a la Gran Depresión y la Segunda Guerra Mundial. Los trenes E y F se extendieron hasta la nueva estación.

## Decadencia

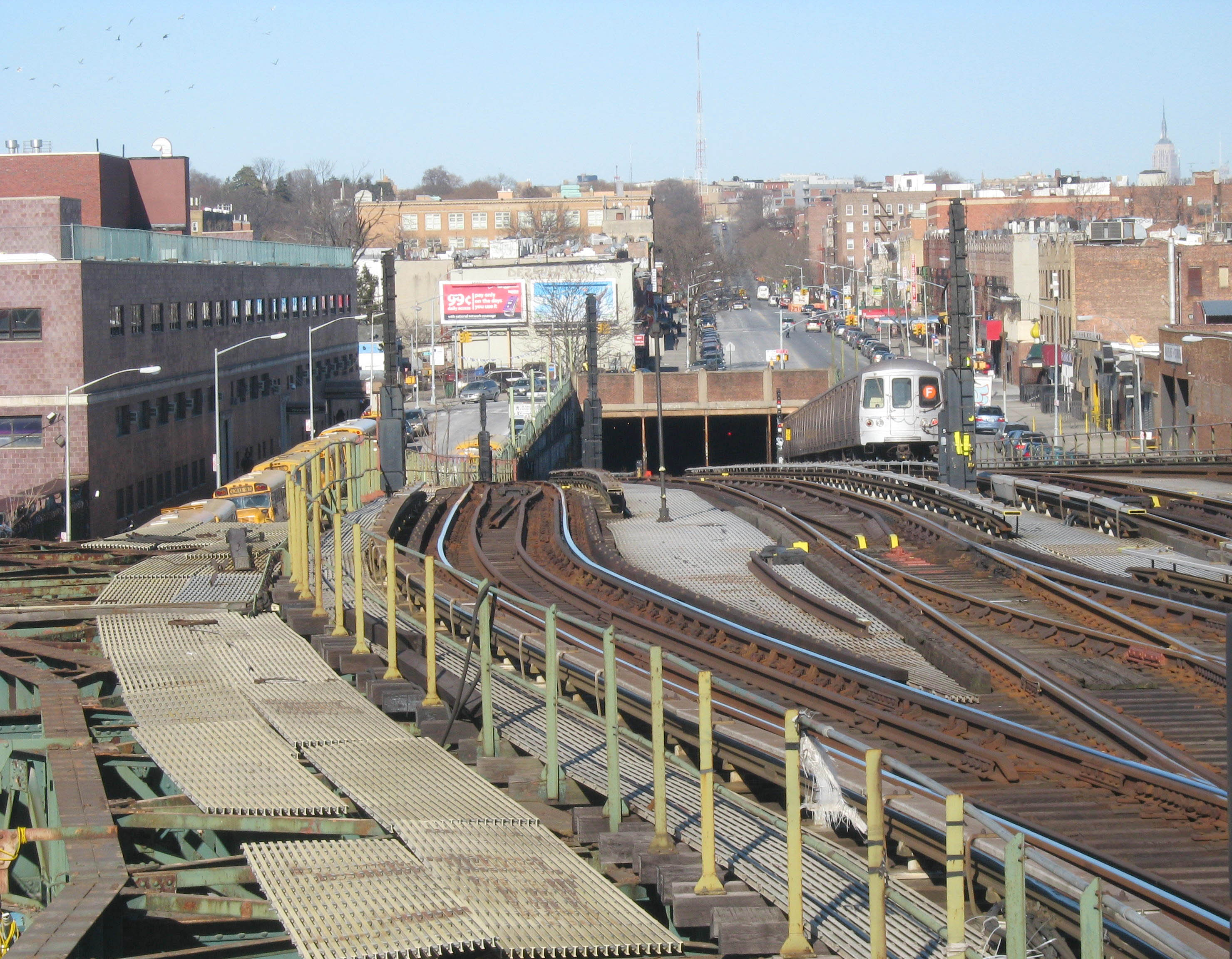
La rampa de Culver se completó en 1954

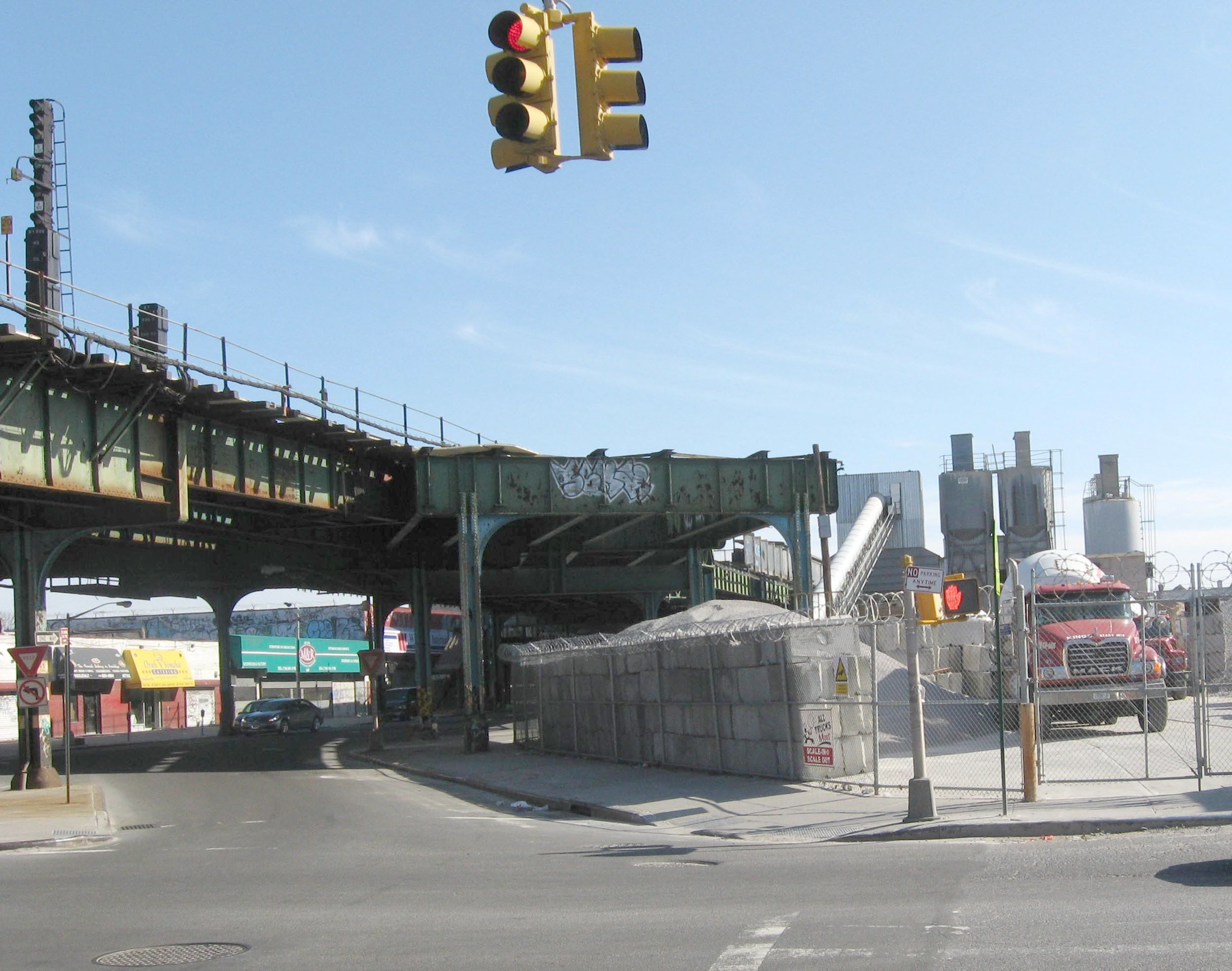
Poco después de que se completara la rampa de Culver, se demolieron partes de la antigua BMT Culver Line. Este es un trozo de la línea anterior.

El sistema IND originalmente planeado se construyó para completar sus planes originales tras el final de la Segunda Guerra Mundial, pero el sistema entró en una era de mantenimiento diferido en el que la infraestructura se deterioró. En 1951 se aprobó una emisión de bonos de 500 millones de dólares para construir el metro de Second Avenue, pero el dinero se usó para otras prioridades y la construcción de líneas de conexión cortas, como por ejemplo una rampa que extiende la línea IND Culver sobre el ex-BMT Culver, la línea en las avenidas Ditmas y McDonald en Brooklyn (1954) (que permitió por primera vez al servicio de metro IND operar en Coney Island), la conexión del túnel de la calle 60 (1955) (que une la línea BMT Broadway con la línea IND Queens Boulevard( y Chrystie Street Connection (1967) (que une la línea BMT a través del Puente de Manhattan con la línea IND de la Sexta Avenida).
Para enero de 1955, la Autoridad Portuaria de Nueva York y Nueva Jersey y la Autoridad de Túneles y Puentes de Triborough podrían, en teoría, recaudar 1.250 millones de dólares con efecto inmediato (NaN). En su libro de 1974 The Power Broker, Robert A. Caro estimó que ese monto podría modernizar tanto el Long Island Rail Road por 700 millones de dólares como el Hudson & Manhattan Railroad por 500 millones, con dinero sobrante para construir el Metro de la Segunda Avenida como así como las extensiones propuestas de las líneas de Queens y Brooklyn. : 928–929  Sin embargo, Robert Moses, el planificador urbano en jefe de la ciudad en ese momento, no permitió la financiación de la mayoría de las expansiones del transporte público en el área de la ciudad de Nueva York, : 930–933  en su lugar construyó autopistas y avenidas sin ninguna disposición para las líneas de transporte público en el futuro. : 939–958  Caro señaló que la falta de atención a las expansiones del transporte público y al mantenimiento de rutina contribuyó al declive del metro: "Cuando Robert Moses llegó al poder en Nueva York en 1934, el sistema de transporte masivo de la ciudad era probablemente el mejor del mundo. Cuando dejó el poder en 1968 fue posiblemente lo peor ". : 933 
Poco después, la ciudad entró en una crisis fiscal. Continuaron los cierres de líneas elevadas. Estos cierres incluyeron toda la línea IRT Third Avenue en Manhattan (1955) y El Bronx (1973), así como la línea BMT Lexington Avenue (1950), gran parte del resto de la línea BMT Fulton Street (1956), el centro de Brooklyn parte de la BMT Myrtle Avenue Line (1969), y el BMT Culver Shuttle (1975), todos en Brooklyn, y la BMT Jamaica Line en Queens a partir de 1977. Se suponía que la línea BMT Archer Avenue reemplazaría el extremo este de la línea BMT Jamaica, pero nunca se completó en su totalidad y se inauguró en 1988 como una línea corta, terminando en Jamaica Center.

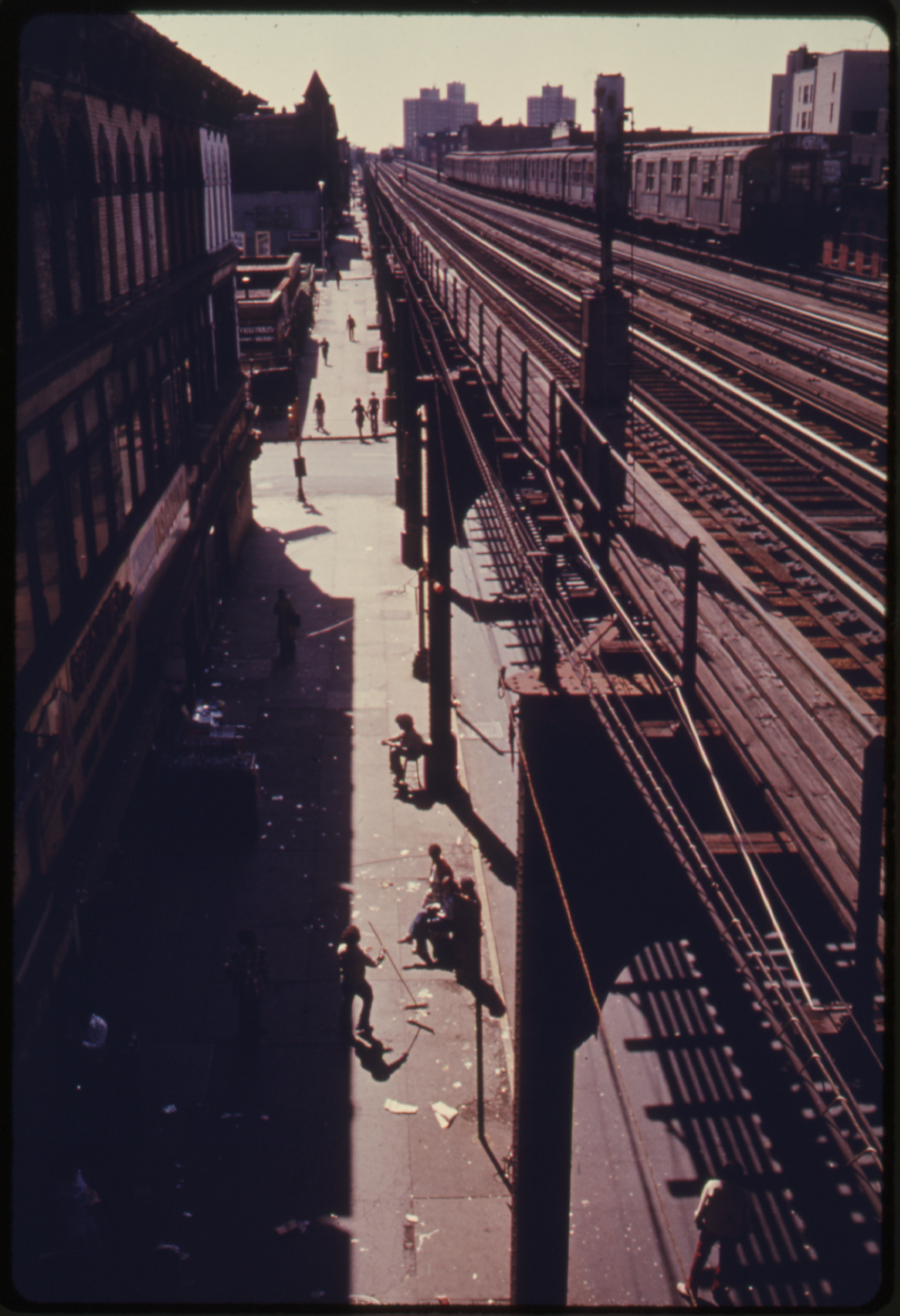
Gran parte de la línea BMT Myrtle Avenue en Brooklyn fue demolida. En la foto se muestra la parte restante en 1974.

Además, se aplazó la construcción y el mantenimiento de las líneas existentes, y el grafiti y el crimen eran muy comunes. Los trenes se averiaban con frecuencia, tenían un mantenimiento deficiente y, a menudo, se retrasaban, mientras que el número de pasajeros disminuía en millones cada año. Como en toda la ciudad, la delincuencia era rampante en el metro en la década de 1970. Los robos, tiroteos y asesinatos se hicieron más frecuentes. Muy a menudo, el material rodante se pintaba con grafitis o se destrozaba tanto en el interior como en el exterior. Como el Departamento de Policía estaba completamente abrumado, el público reaccionó con inquietud y evitó deliberadamente el metro. Hacia 1980, la confiabilidad de los vehículos era una décima parte de la de la década de 1960, y el 40 por ciento de la red requería restricciones de velocidad. Debido a que no se habían realizado más estudios del metro desde 1975, un tercio de la flota estaba fuera de uso durante las horas pico debido a serios defectos técnicos. Además, los letreros se colocaron incorrectamente y faltaron piezas de repuesto o se compraron en cantidades demasiado grandes, no se pudieron encontrar o no se pudieron instalar debido a la falta de reparadores. 
El metro de Nueva York trató de mantener su presupuesto equilibrado entre gastos e ingresos, por lo que el mantenimiento diferido se volvió más común, lo que provocó un declive lento pero constante del sistema y el material rodante. Además, los trabajadores se consolidaron en el Sindicato de Trabajadores en 1968. Se estableció una pensión y se permitió a los trabajadores jubilarse después de 20 años de servicio sin ningún período de transición. Aproximadamente un tercio del personal más experimentado se jubiló de inmediato, lo que provocó una gran escasez de trabajadores calificados. 
La rehabilitación comenzó en la década de 1980 como parte de un programa de financiamiento de 18 mil millones de dólares. Entre 1985 y 1991, más de 3000 vagones fueron reacondicionados y equipados con aire acondicionado para aumentar la comodidad, confiabilidad y durabilidad al tiempo que postergaba la compra de coches. El TA solo reemplazó los vagones más antiguos de cada división, por lo que compró solo 1350 vehículos nuevos. El aumento de patrullas y vallas alrededor de los patios de trenes ofreció una mejor protección contra el grafiti y el vandalismo. Al mismo tiempo, la AT inició una amplia renovación de las rutas. En diez años, las pistas se renovaron casi en todo el sistema. El Puente de Williamsburg y el Puente de Manhattan, que sufrieron fuertes daños por corrosión, fueron remodelados a lo largo de los años. La renovación de las estaciones se limitó inicialmente a medidas de seguridad, pintura fresca, nueva iluminación y señalización, pero la AT también trató de mejorar el servicio que había sido desatendido. Esto varió desde nuevos uniformes y capacitación para el personal hasta corregir las señales de destino en el material rodante. Algunos servicios de metro también se adaptaron a las necesidades cambiantes de los clientes. Otro objetivo declarado era reducir la delincuencia o al menos mejorar el sentido subjetivo de seguridad. Por la noche, la policía ferroviaria y miembros de la iniciativa ciudadana Ángeles Guardianes, formada en 1979, patrullaban en los trenes subterráneos. En la década de 1990, la delincuencia en la ciudad y su metro disminuyó significativamente.

### Finales de la década de 1950 y principios de la de 1960
En 1956, el presidente de NYCTA, Charles Patterson, propuso quitar los asientos de los trenes en el 42nd Street Shuttle para aumentar la carga de pasajeros.
El 1 de mayo de 1957, se estableció un intervalo máximo estándar de 20 minutos entre trenes durante la noche, con la excepción de las líneas Rockaway, donde fue de 24 minutos. Algunas líneas tenían servicio con tan poca frecuencia como 30 minutos. También en esta fecha, el servicio expreso de BMT se extendió a la 57th Street desde la 42nd Street. A principios de 1957, el servicio local en la línea BMT Jamaica se extendió a Crescent Street desde Eastern Parkway, y el servicio en hora punta se incrementó para que pasara cada 5 minutos.
Bajo un programa de reconstrucción de 100 millones de dólares, se implementó un servicio aumentado y prolongado durante las horas pico en el tren 1. Al cambiar en un cruce al norte de 96th Street, el servicio se retrasó ya que los trenes de la línea Lenox Avenue, que albergaba líneas locales, cambiaron del expreso al local, mientras que los trenes de Broadway Branch que corría el expreso cambiaron del local al expreso. Este cuello de botella se eliminó el 6 de febrero de 1959. Todos los trenes de Broadway eran locales y todos los trenes de Lenox Avenue eran expresos, lo que eliminaba la necesidad de cambiar de vía. Los 3 trenes comenzaron a funcionar expresamente al sur de la calle 96 en esa fecha con destino a Brooklyn. Los trenes 1 empezaron a circular entre 242nd Street y South Ferry todo el tiempo. Los trenes comenzaron a ser calificados como locales de alta velocidad, siendo tan rápidos como lo era el antiguo servicio expreso con trenes de 8 vagones que constan de nuevos R21 y R22 en la línea.
El 15 de noviembre de 1962, las plataformas expresas en Calle 59–Avenida Lexington abrieron para reducir la congestión de las transferencias en Grand Central–Calle 42 y para permitir las transferencias entre los trenes expresos y los trenes BMT a Queens. Incluso antes de que se añadieran las plataformas exprés, esta estación era la más transitada de la línea. La construcción de la estación expresa había comenzado el 10 de agosto de 1959.

### Programa de acción

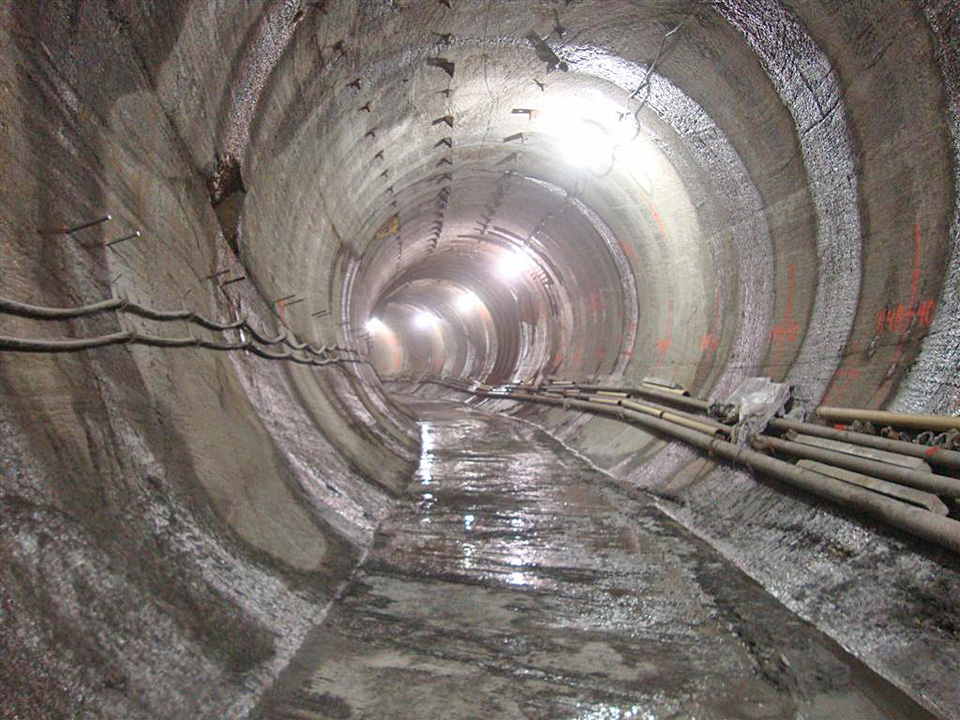
Un túnel de la línea de la Segunda Avenida

A mediados de la década de 1960, la Autoridad de Transporte Metropolitano (MTA) de Nueva York dispuso de 600 millones de dólares para una gran ampliación del metro propuesta por el entonces alcalde John Lindsay. Se gastaron alrededor de 1230 millones de dólares para excavar tres túneles y media docena de hoyos como parte de la construcción de las Segunda Avenida y Calle 63 IND. La construcción de las líneas se detuvo en 1975 porque la ciudad casi quebró, pero ninguna de las líneas se terminó cuando se suspendieron los pagos federales en 1985. El Programa de Acción de dos fases se financió de la siguiente manera:
- La Fase I costaría 1600 millones de dólares y se completaría en el lapso de una década.
- La Fase II vino después de la Fase I y costó 1300 millones. Se compuso principalmente de extensiones de líneas existentes y líneas construidas en la Fase I.

El Programa de Acción también pidió reemplazar las estructuras elevadas con nuevos subterráneos. El extremo este de la Línea Jamaica iba a ser reemplazado por la Línea de la Avenida Archer, mientras que la Línea de la Tercera Avenida (IRT) iba a ser demolida para dar paso a una ruta de metro paralela al Ferrocarril Metro–North en Park Avenue. 

### Mantenimiento diferido
Debido a que los primeros sistemas de metro competían entre sí, tendían a cubrir las mismas áreas de la ciudad, lo que generaba muchos servicios superpuestos. De hecho, la cantidad de servicio ha disminuido desde la década de 1940, ya que muchos ferrocarriles elevados fueron derribados y ha resultado difícil encontrar fondos para reemplazos subterráneos. La decadencia del metro comenzó en la década de 1960 y continuó hasta finales de la década de 1980. 

#### Grafitis

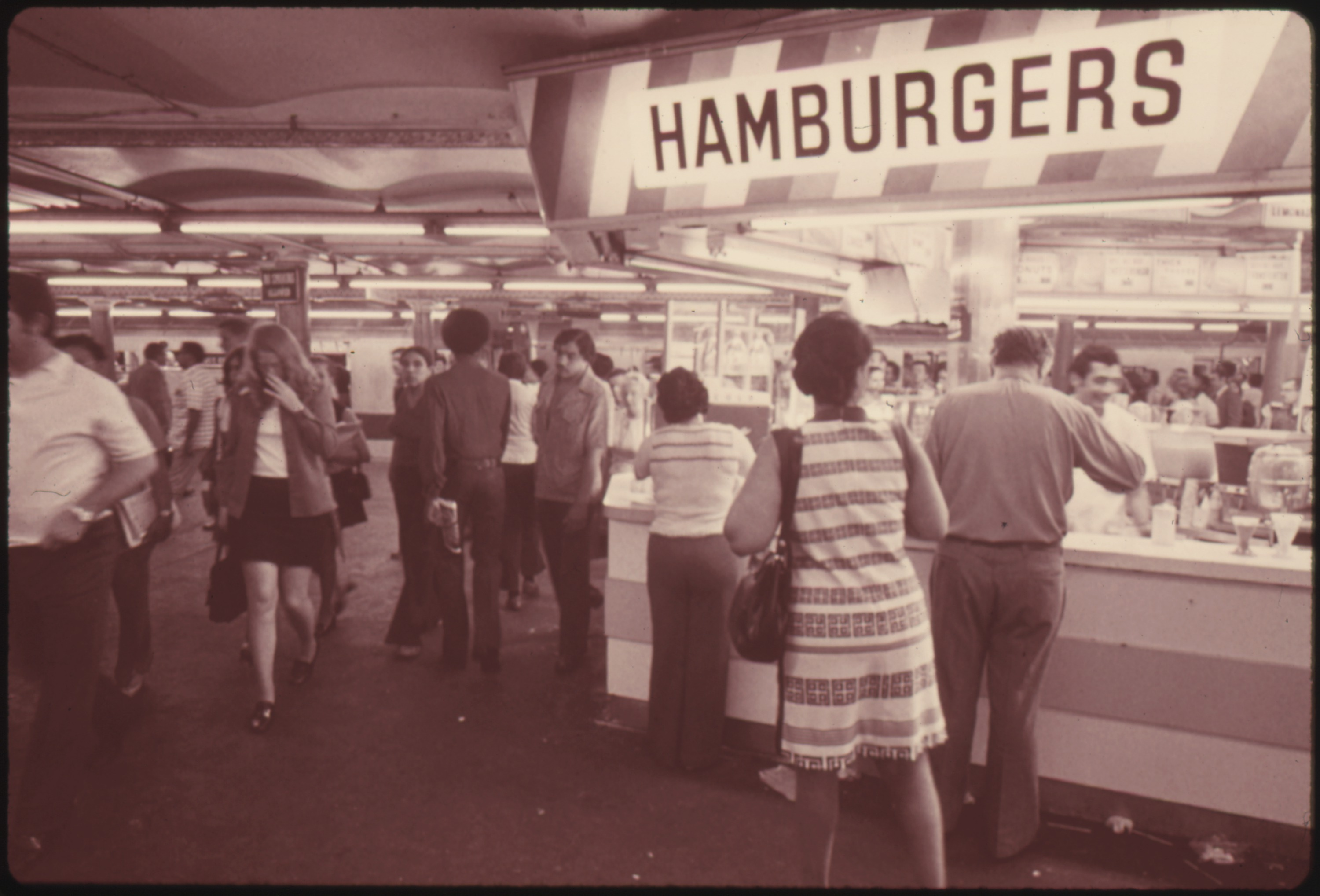
Los puestos de comida rápida funcionaron en las estaciones hasta la década de 1980.

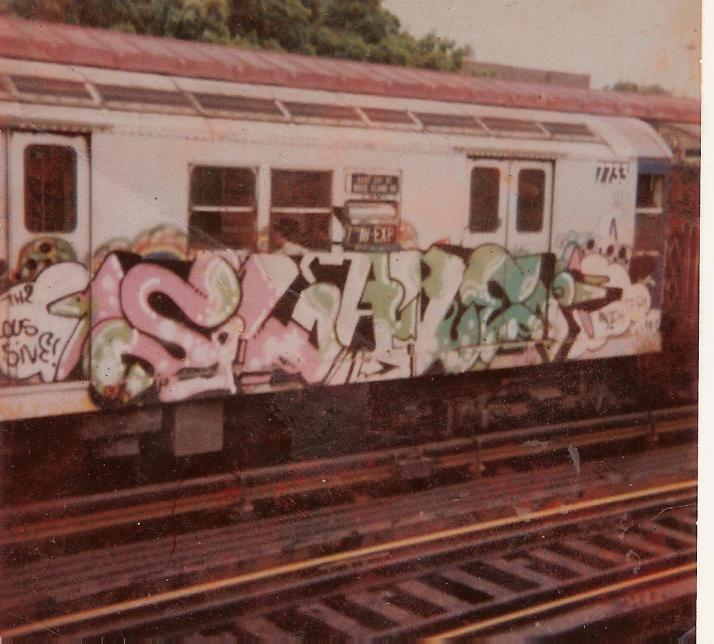
Un automóvil típico con grafiti en 1979

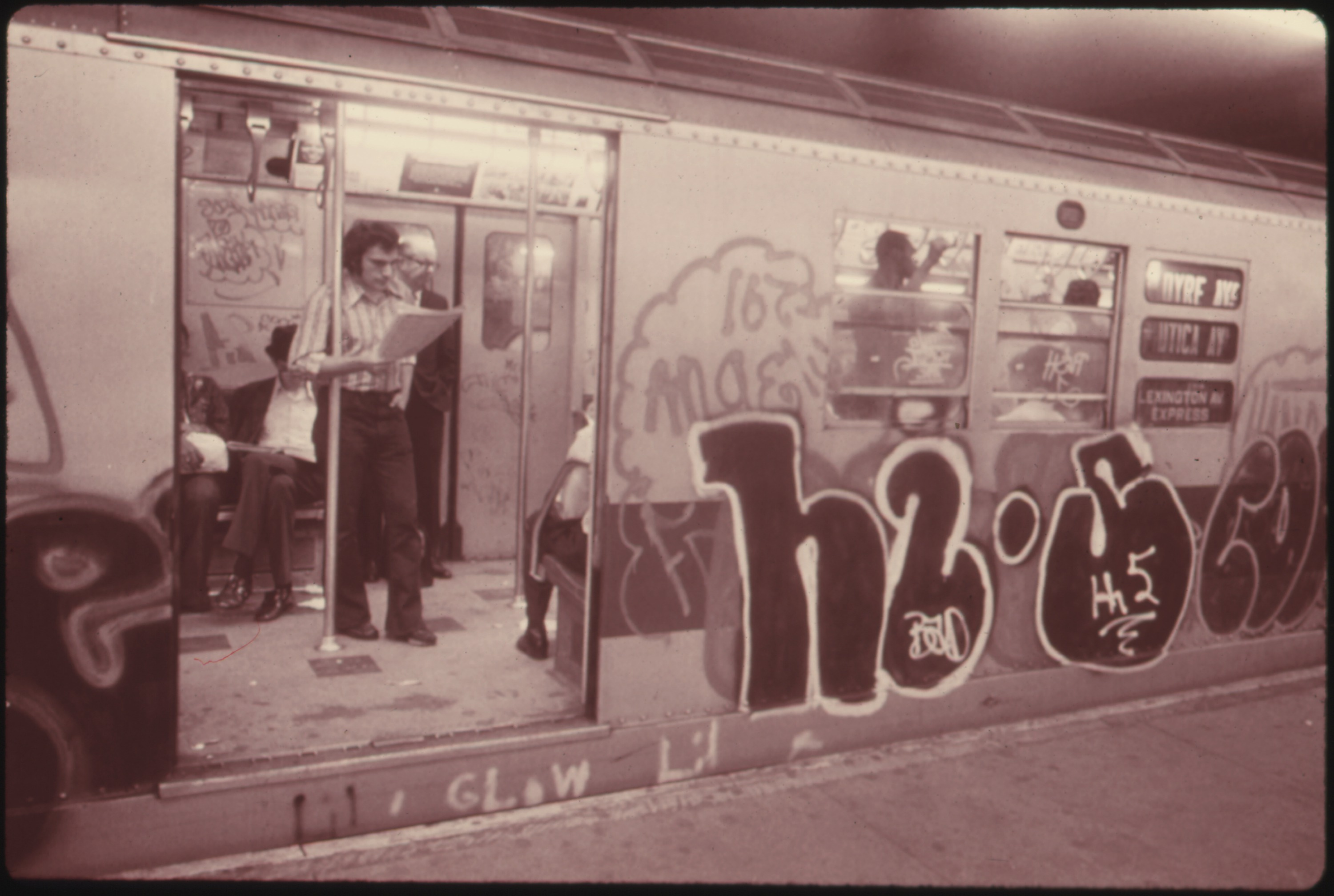
Un coche con grafiti en la línea IRT Lexington Avenue (1973)

En 1973, la epidemia de grafiti en la ciudad se incrementó de tal manera que casi todos los vagones del metro fueron pintados. Se vio agravado por las restricciones presupuestarias en la ciudad de Nueva York, que limitaron su capacidad para eliminar grafitis y realizar el mantenimiento del tránsito. El alcalde John Lindsay declaró la primera guerra al grafiti en 1972, pero pasaría un tiempo antes de que la ciudad pudiera y estuviera dispuesta a dedicar suficientes recursos a ese problema para comenzar a impactar la creciente subcultura. La MTA intentó quitar el grafiti con una solución ácida, pero el mantenimiento de los coches para mantenerlos relativamente libres de grafiti les estaba costando alrededor de 1300 millones de dólares al año. En el invierno de 1973, se detuvo el programa de lavado de coches. Los intentos de lavarlos con una solución ácida en septiembre de 1974 fueron perjudiciales para su mantenimiento. 
A medida que el grafiti se asoció con el crimen, muchos exigieron que el gobierno adoptara una postura más seria al respecto, particularmente después de la popularización de la teoría de las ventanas rotas en 1982. En la década de 1980, el aumento de la vigilancia policial y la implementación de mayores medidas de seguridad (alambre de púas, perros guardianes) combinados con los esfuerzos continuos para limpiarlo llevaron al debilitamiento de la subcultura del grafiti de Nueva York.
Un extenso programa de lavado de coches a fines de la década de 1980 aseguró la eliminación de grafiti en todo el material rodante del sistema. En 1984, la NYCTA inició un programa de cinco años para erradicar el grafiti. Los años comprendidos entre 1985 y 1989 se conocieron como la era del "empedernido". Una última toma para los grafiteros de esta época fue en forma de vagones de metro destinados al depósito de chatarra. Con el aumento de la seguridad, los elaborados "quemadores" anteriores en el exterior de los coches ahora se estropearon con etiquetas de marcador simplistas que a menudo empapaban la pintura. A mediados de 1986, la NYCTA estaba ganando su "guerra contra el grafiti". El 10 de mayo de 1989, el material rodante se hizo 100% libre de grafitis, con el lavado del último tren del metro que aún tenía grafitis. A medida que la población de artistas disminuyó, también lo hizo la violencia asociada con los equipos de grafiti y los "bombardeos".

#### Recortes de pasajeros y servicios
El número de pasajeros en 1975 había disminuido a un punto visto por última vez en 1918, y el número de pasajeros disminuyó en 25 millones de dólares por año. La MTA redujo la longitud de los trenes durante los períodos de menor actividad y canceló el trabajo en varios proyectos que se estaban construyendo como parte del Programa de Acción, incluida la Línea de la Segunda Avenida y una línea LIRR a través del Túnel de la Calle 63 hasta un Centro de Transporte Metropolitano en el Este. Midtown, Manhattan. El número de pasajeros siguió disminuyendo rápidamente, habiendo disminuido en 25 millones de dólares de pasajeros entre el 30 de junio de 1976 y el 30 de junio de 1977; en los ocho años anteriores, 327 millones de dólares de pasajeros habían dejado de usar el metro. Además, se redujo la proporción de la flota que estaba en servicio durante el período pico matutino y se incrementaron los avances de los trenes: en cuatro servicios locales, los trenes se redujeron de una vez cada cuatro minutos a una vez cada cinco minutos.
El 27 de mayo de 1975, la NYCTA anunció que en septiembre de ese año se interrumpirían 94 viajes diarios del IRT, lo que representa el 4 por ciento del servicio existente en ese momento en el IRT. Los viajes debían interrumpirse para reducir los déficits operativos. El servicio exprés del día 7 se interrumpirá entre las 9:30 a. m. y 3:30 p. m. y sería reemplazado por un servicio local más frecuente. Además, durante el mismo mes, la NYCTA estaba considerando convertir el tren A en un local en todo momento, excepto en las horas pico, cuando seguiría siendo un expreso.
El 17 de diciembre de 1975, la MTA anunció que el 18 de enero de 1976 se realizaría un recorte del 4.4 por ciento del servicio de trenes en horas pico. Los recortes, el tercero del año, recortaron 279 recorridos de tren de los 6900 anteriores. El servicio se redujo drásticamente en la Lexington Avenue Line, con siete trenes expresos menos en dirección sur durante las horas pico de la mañana. Los recortes fueron los primeros de un programa de tres fases que se puso en vigor entre enero y julio de 1976. Los recortes permitieron un ahorro de 12,6 millones de dólares al año para la NYCTA, que tenía un déficit creciente. Otros servicios de metro fueron cambiados o descontinuados como parte del plan. El 19 de enero, se planeó que los trenes F dejaran de funcionar expreso en Brooklyn, y el GG debía volver a Calle Smith–Novena Calle. En abril se planeó que todos los trenes de la hora pico 1 comenzaran a circular hacia la calle 242; estas carreras habían terminado previamente en Calle 137–City College. Durante las horas del mediodía, los trenes de la 1 se reducirían a cinco vagones. En julio, se planeó que la EE se descontinuaría; Los trenes N debían extenderse a Continental Avenue a través de la línea Queens Boulevard para reemplazarla. Los trenes N con destino a Manhattan continuarían operando expreso, mientras que en la dirección opuesta operarían localmente. Los trenes N alternarían entre terminar en Whitehall Street o Coney Island durante las horas pico. Se planeó extender los trenes CC, en julio, desde la Terminal Hudson hasta el Parque Rockaway, reemplazando al E, que debía ser recortado hasta la Terminal Hudson. Se planeó descontinuar la K en julio.
Los cambios que se suponía que tendrían lugar en julio entraron en vigor el 30 de agosto. Se eliminaron 215 carreras más en esa fecha. En 1967 había 8200 viajes diarios y el 30 de agosto de 1976 había 6337 viajes diarios.
El 14 de diciembre de 1976, la NYCTA propuso otro paquete de recortes de servicios. Los recortes, planeados para entrar en vigencia en enero de 1977, habrían eliminado el servicio en Bowling Green-South Ferry Shuttle, Franklin Avenue Shuttle y el servicio AA, que sería reemplazado por el A durante la noche. El servicio de GG se truncaría a Queens Plaza durante las últimas horas de la noche y hasta altas horas de la noche. El servicio B y N se habría reducido a los transbordadores, que se ejecutan entre 36th Street y Coney Island en sus respectivas líneas. También se propuso que durante las horas de menor actividad los trenes de 10 vagones se reduzcan a trenes de ocho, seis o cuatro vagones.

#### Infraestructura

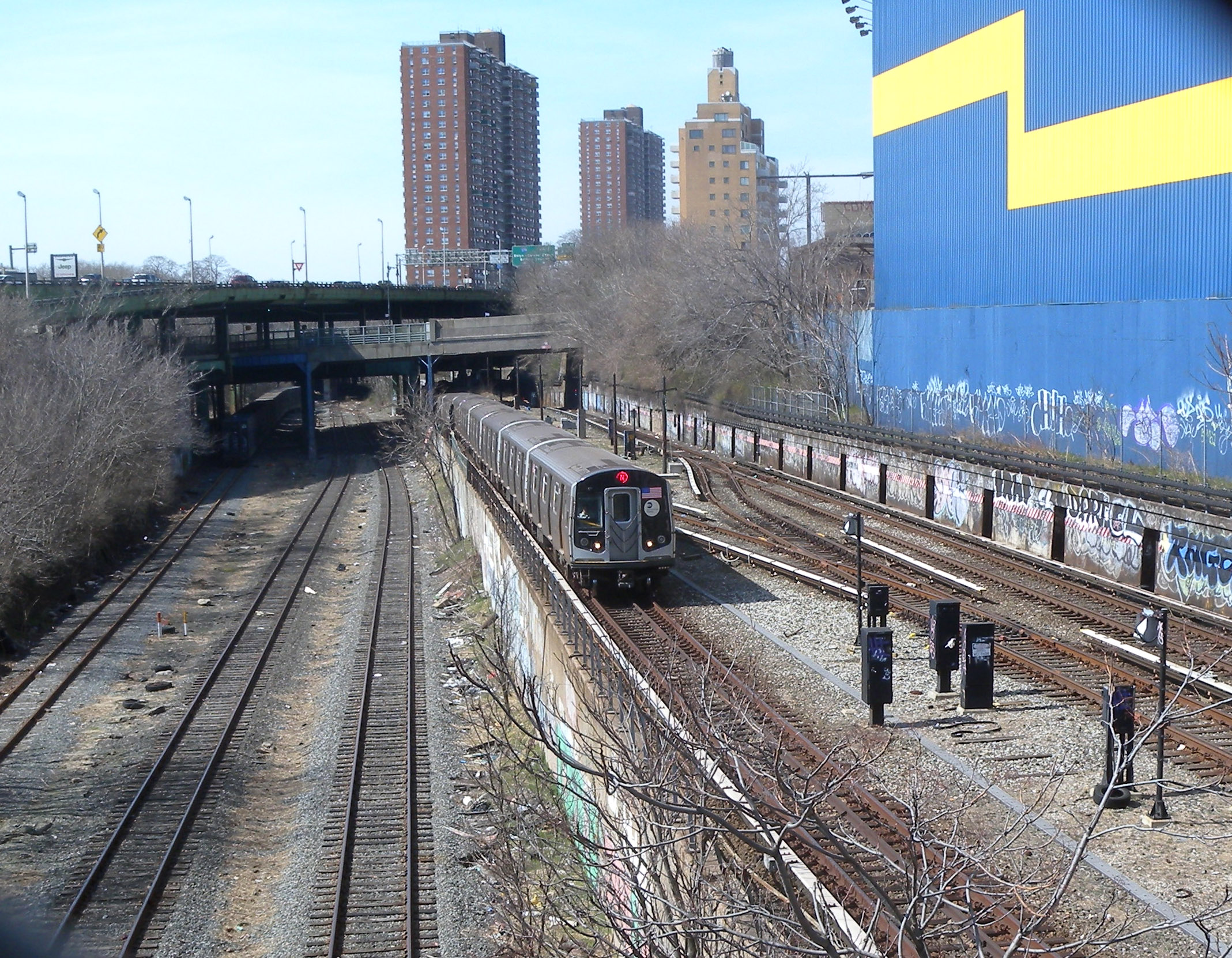
La línea BMT Sea Beach. Tenga en cuenta la vía rápida única; la otra vía rápida se eliminó en la década de 1980 debido a mantenimiento diferido

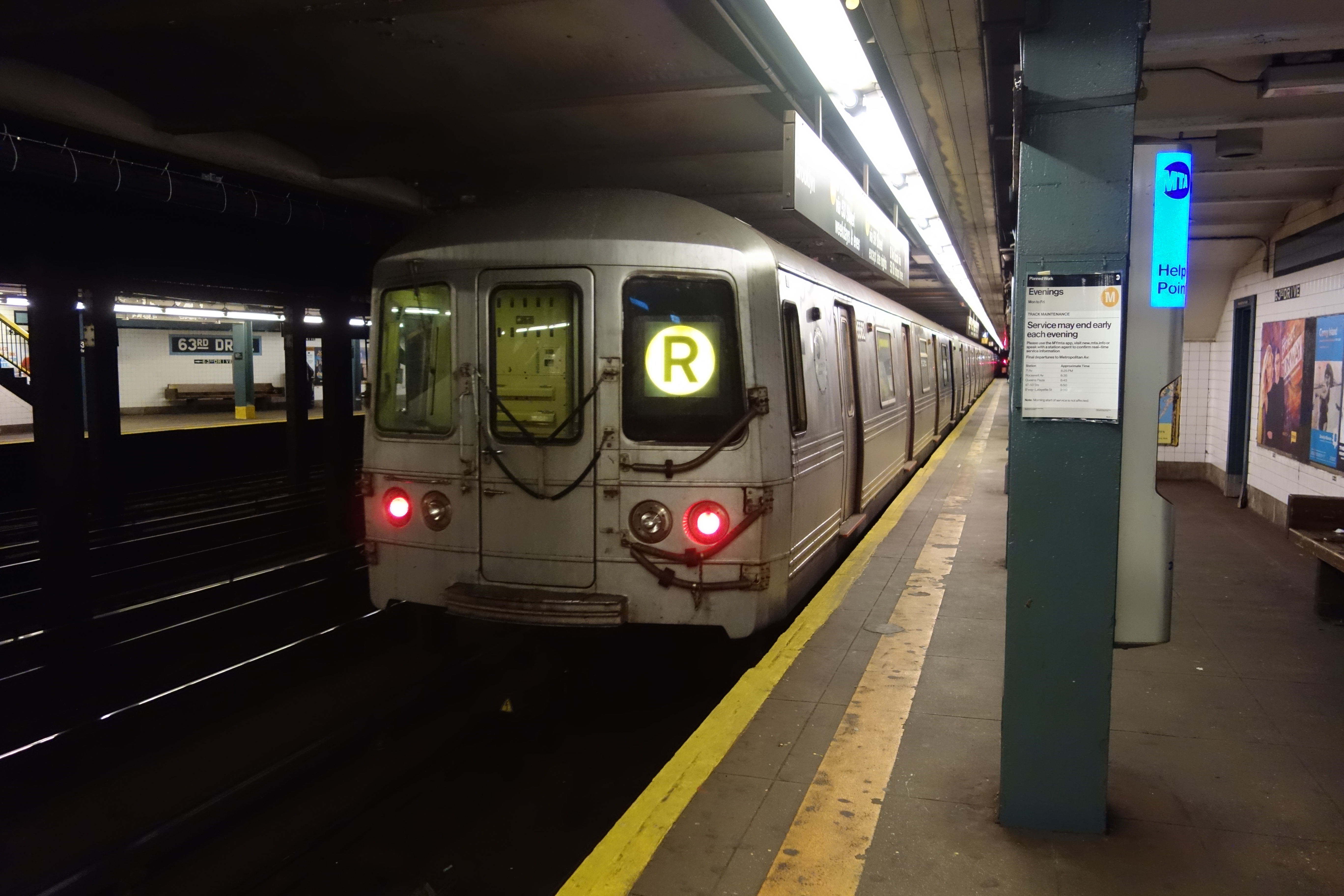
Los R46, los coches más nuevos del sistema en 1976, fueron los que más se averiaron debido a sus camiones agrietados.

El metro había sido descuidado gradualmente desde la década de 1940 y su situación se había visto agravada por las tarifas bajas. El 20 de mayo de 1970, dos personas murieron en la estación Jackson Heights – Roosevelt Avenue en la peor colisión del metro desde el descarrilamiento de Times Square en 1928. Después del accidente de 1970, la revista New York Magazine destacó la condición del sistema de metro en una larga exposición. Aunque cada uno de los aproximadamente 7200 vagones del metro se revisó una vez cada seis semanas o 12 km de servicio, se permitían cuatro o cinco motores muertos en un tren de 10 vagones en hora punta, según los relatos de algunos trabajadores del tránsito. Aproximadamente el 85,8% de los trenes estaban en horario en 1970, con 1142 retrasos relacionados con el equipo en abril de 1970. Sin embargo, problemas como luces rotas, ventiladores y letreros; puertas, ruedas y frenos defectuosos; y todavía prevalecían los vagones del metro que a menudo se desacoplaban o "se separaban". Una de cada tres estaciones de IRT no tenía agua corriente en caso de emergencia. Además, el personal del sistema se estaba yendo en cantidades masivas, con 5.655 trabajadores que se jubilaron o dejaron de trabajar desde principios de 1969 hasta mediados de 1970.
El sistema también tenía muchas áreas de baja velocidad debido a los obstáculos que podían causar descarrilamientos, y todos los vagones del metro tenían grafitis; la disponibilidad de la flota durante las horas pico disminuyó de 5.557 en 1976 a 5.025 en 1977 y a 4.900 en mayo de 1978. Las tasas de distancia media entre fallas (MDBF) estuvieron en mínimos históricos, ya que la tasa de MDBF en todo el sistema era de 6000 millas en 1980. En 1979, se reactivaron 200 coches R16 retirados porque el material rodante más nuevo del sistema, el R46, tenía camiones agrietados y solo se les permitió operar durante las horas pico mientras se enviaban para su rehabilitación. 
En el apogeo de la crisis del tránsito en 1983, el desempeño de puntualidad cayó por debajo del 50%. Cientos de trenes nunca llegaron a su destino y, en 1981, se abandonaron 325 recorridos de trenes en un día normal. Además, los coches se incendian 2.500 veces al año.
En diciembre de 1978, un artículo del New York Daily News destacó las peores partes del metro. La estación Grand Central–Calle 42 fue la peor estación de metro y Middle Village–Avenida Metropolitan fue la peor estación elevada. Los vagones del metro en peores condiciones fueron los R10. La línea de metro con las peores señales fue la línea IRT Broadway-Seventh Avenue, por lo que las señales se actualizaron en la década de 1980. La BMT Sea Beach Line tenía la peor pista; su infraestructura no ha sido mejorada desde su apertura en 1915. A pesar de que el estado asignó 800 millones de dólares en 1978, la TA había gastado menos de la mitad de los 600 millones de dólares asignados en 1967. La agencia hizo algunas mejoras en la infraestructura, aunque debido a que no eran mejoras cosméticas, el público aún asumió que el metro tenía un alto nivel de delincuencia, incluso durante los períodos de disminución de la delincuencia. 
Debido al mantenimiento diferido, la condición del sistema de metro alcanzó condiciones peligrosas a principios de la década de 1980, y el TA consideró abandonar los proyectos de Archer Avenue y 63rd Street. Se encontraron defectos estructurales en las estructuras elevadas de todo el sistema y en los puentes de Manhattan y Williamsburg, lo que provocó cierres frecuentes o retrasos en muchas líneas de metro durante la década de 1980. Fueron necesarios cambios de ruta desde ambos puentes; mientras que el Puente de Manhattan, entre 1986 y 2004, tenía dos de sus cuatro vías cerradas a la vez para la construcción, el Puente de Williamsburg necesitaba un cierre de abril a junio de 1988 para realizar reparaciones estructurales de emergencia. La financiación federal para la reparación de la línea BMT Jamaica se aplazó durante la década de 1980 debido al estado extremadamente malo del puente de Williamsburg. Los excrementos de paloma corroían el acero del puente, había más de 200 cables de suspensión rotos y el hormigón del puente comenzó a desprenderse y dejar grandes agujeros. 
Debido a la baja cantidad de pasajeros y la creciente pobreza del metro, partes o la mayoría de varias líneas: la línea BMT Canarsie; la línea IND Crosstown; la línea IRT Jerome Avenue o la línea IND Concourse al norte de 161st Street – Yankee Stadium; y la línea BMT Jamaica al este de Broadway Junction o Cypress Hills, se propuso cerrar y abandonar en 1981. Otras líneas propuestas para el cierre incluyeron la parte restante de la línea IND Culver, la línea BMT West End, la línea IRT Dyre Avenue, parte de la línea IND Rockaway, parte de la línea IRT White Plains Road y la parte restante del BMT Línea Myrtle Avenue. La línea BMT Jamaica fue demolida, principalmente como parte del Programa de Acción, pero también debido a la poca cantidad de pasajeros. Los funcionarios también propusieron cerrar el metro por la noche entre la medianoche y las 6 a. m. para reducir el crimen. Los viajes en tren fuera de las horas pico, así como los viajes en las sucursales fuera del centro de la ciudad, se redujeron drásticamente.
Las operaciones en 1981 se habían deteriorado de modo que:
- Un día de enero vi1⁄3 de la flota fuera de servicio, y las dos primeras semanas tuvieron 500 viajes cancelados por día
- Un viaje de 10 minutos en 1910 tomó 40 minutos en 1981.
- El año anterior se habían producido 30 descarrilamientos.
- La flota de 2.637 coches de la División A nunca se había renovado, y las tarifas de BDFM eran una cuarta parte de las de 1970.
- La flota más nueva, los R44 y R46, compuesta1⁄4 de la flota de 4.178 coches de la División B, y constantemente se averió.
- Además, una muestra de 50 coches en 1980 mostró que la mitad tenía serios problemas de mantenimiento, como una capa inferior inflamable de película metálica, ruedas aplanadas, luces quemadas e interruptores de emergencia defectuosos o faltantes.[165]

En 1986, la MTA y la Asociación de Planes Regionales nuevamente consideraron cerrar 42 km de líneas aéreas para seguir los cambios de población. Incluían las líneas Jerome Avenue, Dyre Avenue, Franklin Avenue, Crosstown y Rockaway, así como partes de las líneas Myrtle y Jamaica. También se propuso cerrar el extremo sur de la línea Culver y los extremos norte de las líneas IRT Séptima Avenida-Broadway y White Plains Road, al igual que toda la línea BMT Sea Beach. Sin embargo, a diferencia de la propuesta de 1981, este plan requería una expansión neta del sistema de metro, ya que 37 millas (59,5 km) de nuevas líneas subterráneas y de superficie.

#### Crimen
En la década de 1960, el alcalde Robert Wagner ordenó un aumento de la fuerza policial de tránsito de 1.219 a 3.100 agentes. Durante las horas en las que ocurrieron los delitos con mayor frecuencia (entre las 8:00 p. m. y 4:00 a. m.), los oficiales salieron a patrullar en todas las estaciones y trenes. En respuesta, las tasas de criminalidad disminuyeron, como informó ampliamente la prensa. Debido a otro aumento de la delincuencia en el metro, los vagones traseros del metro se cerraron por la noche a partir de julio de 1974.
Sin embargo, durante la principal era de declive del metro después de la crisis fiscal de la ciudad de 1976, hubo informes diarios de delitos. Doscientos fueron arrestados por posibles delitos en el metro en las dos primeras semanas de diciembre de 1977 bajo una operación denominada "Barrido del metro". Para agravar aún más el problema, el 13 de julio de 1977, un apagón cortó la electricidad en la mayor parte de la ciudad y en Westchester. La violencia en el metro aumentó drásticamente en la última semana de 1978 y ocurrieron seis asesinatos en los dos primeros meses de 1979, en comparación con nueve durante todo el año anterior. La línea IRT Lexington Avenue era conocida por los asaltantes frecuentes, por lo que en febrero de 1979, el grupo de Ángeles Guardianes de Curtis Sliwa comenzó a patrullar el 4 durante la noche. En febrero de 1980, había 220 ángeles de la guarda en todo el sistema.
Para atraer pasajeros, en septiembre de 1978, TA introdujo el "Tren al avión ", un servicio de tarifa premium que ofrecía paradas limitadas a lo largo de la Sexta Avenida en Manhattan desde la calle 57 hasta Howard Beach, donde los pasajeros podían trasladarse a un autobús de enlace al aeropuerto JFK.. El servicio fue atendido por un oficial de policía de tránsito y la tarifa adicional se pagó a bordo. Esto se suspendió en 1990 debido a la baja cantidad de pasajeros y al alto costo de su operación.
El aumento de la delincuencia en el metro provocó el despido del jefe de la policía de tránsito, Sanford Garelik. Había alrededor de 250 delitos graves ocurriendo en el sistema cada semana en septiembre de 1979, alrededor de 250 delitos graves por semana (o alrededor de 13,000 ese año) se estaban registrando en el metro; algunos policías tuvieron que dejar de patrullar los delitos relacionados con la calidad de vida y buscar únicamente delitos violentos. Entre otros problemas se incluyen:
Si bien los delitos graves diarios se redujeron casi a la mitad entre 1979 y 1980, disminuyendo de 261 a 154, el crimen general aumentó en un 70% en el mismo período. Una serie de incidentes de rotura de ventanas en vagones del metro comenzaron en 1980 en la línea IRT Pelham y se extendieron por el resto del sistema, lo que provocó retrasos cuando los trenes dañados debían ser puestos fuera de servicio. Más de mil piezas de ventanas dañadas fueron reemplazadas entre el 27 de enero y el 2 de febrero de 1985. Otras acciones incluyeron aumentar la tarifa de 60 centavos a 65 centavos para pagar los salarios de la policía de tránsito adicional; poner un tribunal de delitos en el metro en la estación de Times Square; y colocar un oficial de policía en cada automóvil durante las horas de la noche.
Richard Ravitch, presidente de la MTA, dijo que incluso él tenía miedo de tomar el metro. A pesar de que la MTA discutió métodos para aumentar el número de pasajeros, las cifras de 1982 cayeron a niveles vistos por última vez en 1917. En menos de diez años, la MTA había perdido alrededor de 300 millones de dólares de pasajeros, principalmente por temor a la delincuencia. En julio de 1985, la Citizens Crime Commission de la ciudad de Nueva York publicó un estudio que mostraba esta tendencia, temiendo los frecuentes robos y las malas circunstancias en general. Como resultado, se implementó la Teoría de las ventanas rotas, que proponía detener los delitos de gran envergadura mediante el enjuiciamiento de los delitos relacionados con la calidad de vida. En esta línea de pensamiento, la MTA inició un programa de cinco años para erradicar el grafiti de los trenes subterráneos en 1984 y contrató a uno de los teóricos originales de la vigilancia de ventanas rotas, George L. Kelling, como consultor del programa en 1985.
A primeras horas de la tarde del 22 de diciembre de 1984, Bernhard Goetz disparó contra cuatro jóvenes afroamericanos del Bronx en un tren subterráneo de la ciudad de Nueva York; el incidente obtuvo cobertura de los medios de comunicación a nivel nacional. Ese día, los hombres, Barry Allen, Troy Canty, Darrell Cabey (todos de 19) y James Ramseur (de 18), subieron a un tren del 2 (Broadway–Seventh Avenue Line express) con destornilladores, aparentemente con la misión de robar dinero de máquinas recreativas de video en Manhattan. Cuando el tren llegó a la estación de la calle 14 en Manhattan, otros 15 a 20 pasajeros permanecieron con ellos en el vagón 7657 del metro R22, el séptimo vagón del tren de diez vagones. En la estación de la calle 14, Goetz entró en el coche por la puerta trasera, cruzó el pasillo y se sentó en el banco largo frente a la puerta. Después de que Canty le preguntó a Goetz cómo estaba, Goetz respondió afirmativamente, momento en el que los cuatro muchachos supuestamente se movieron hacia la izquierda de Goetz, bloqueando a Goetz de los otros pasajeros en el automóvil. Luego le pidieron dinero a Goetz. Disparó cinco tiros, hiriendo gravemente a los cuatro hombres. Nueve días después se entregó a la policía y finalmente fue acusado de intento de asesinato, agresión, peligro imprudente y varios delitos con armas de fuego. Un jurado lo declaró inocente de todos los cargos, excepto un cargo de portar un arma de fuego sin licencia, por el cual cumplió ocho meses de una sentencia de un año. El incidente provocó un debate a nivel nacional sobre la raza y el crimen en las principales ciudades, los límites legales de la autodefensa y hasta qué punto la ciudadanía podía confiar en la policía para garantizar su seguridad. Aunque Goetz, apodado el "Vigilante del metro" por la prensa de la ciudad de Nueva York, llegó a simbolizar las frustraciones de los neoyorquinos con las altas tasas de criminalidad de la década de 1980, fue alabado y vilipendiado por los medios y la opinión pública. El incidente también ha sido citado como un factor que contribuyó a la oleada de movimiento contra el crimen y el desorden urbanos, y las exitosas campañas de la Asociación Nacional del Rifle para relajar las restricciones sobre el porte oculto de armas de fuego.
En 1989, la Autoridad de Transporte Metropolitano le pidió a la policía de tránsito (entonces ubicada dentro de la NYCTA) que se concentrara en delitos menores como la evasión de tarifas. A principios de los noventa, la NYCTA adoptó métodos policiales similares para Penn Station y Grand Central Terminal. Cuando en 1993, el alcalde Rudy Giuliani y el comisionado de policía Howard Safir fueron elegidos para cargos oficiales, la estrategia de Ventanas Rotas se implementó más ampliamente en la ciudad de Nueva York bajo las rúbricas de "tolerancia cero" y "calidad de vida". Las tasas de criminalidad en el metro y la ciudad cayeron, lo que llevó a la revista New York Magazine a declarar "El fin del crimen tal como lo conocemos" en la portada de su edición del 14 de agosto de 1995. La campaña de Giuliani atribuyó el éxito a la política de tolerancia cero. Se discute hasta qué punto sus políticas merecen el crédito. Sin embargo, el comisionado entrante del Departamento de Policía de la ciudad de Nueva York, William J. Bratton y autor de Fixing Broken Windows, George L. Kelling, afirmó que la policía jugó un "papel importante, incluso central" en la disminución de las tasas de criminalidad.
El 2 de abril de 1995, el Departamento de Policía de la Ciudad de Nueva York y el Departamento de Policía de Tránsito se fusionaron.

#### Efectos del Programa de acción

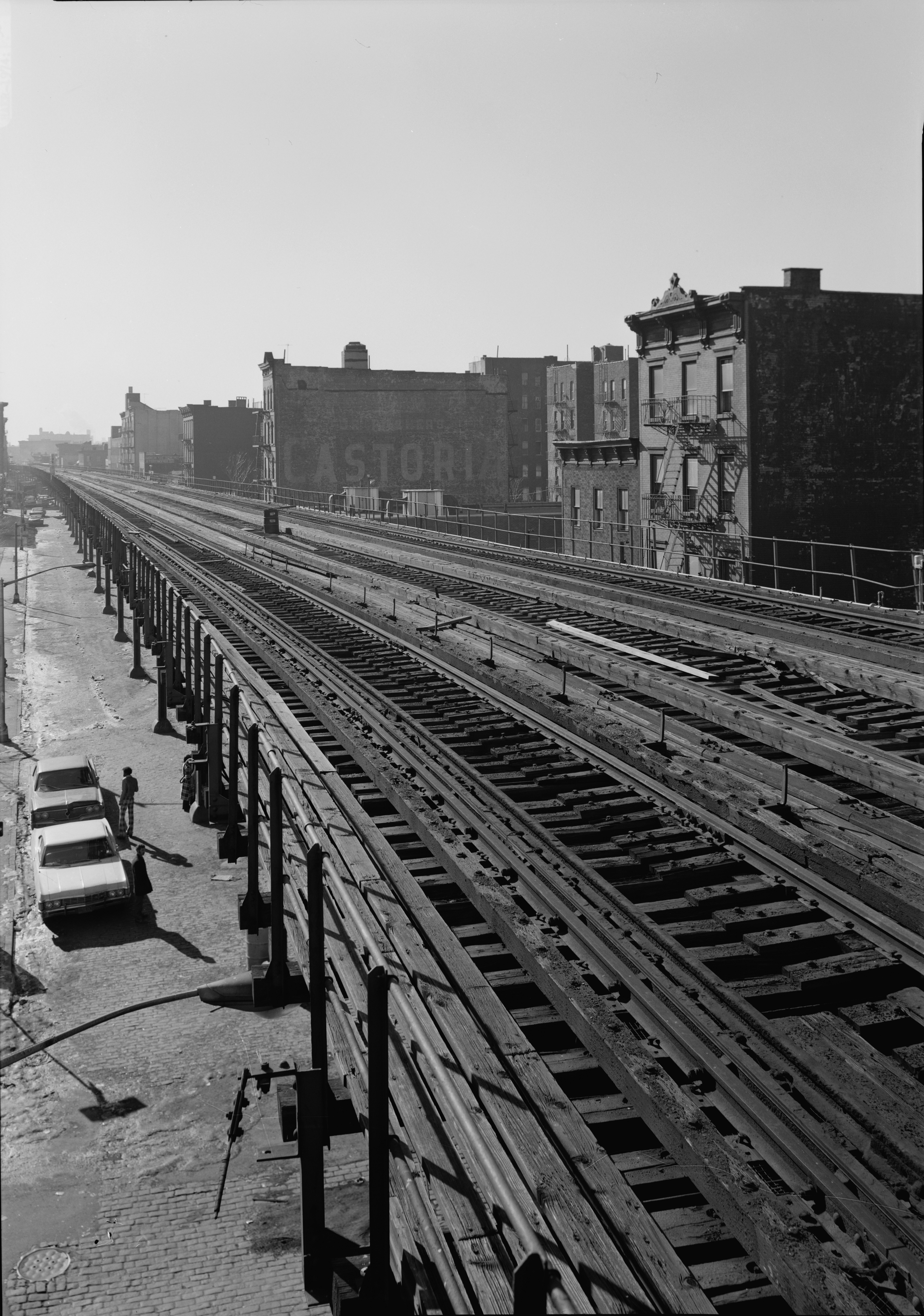
La línea IRT de la Tercera Avenida en El Bronx fue una víctima del Programa de Acción

Irónicamente, el Programa de Acción forzó el cierre de una gran cantidad de líneas de metro. El remanente del Bronx de la Línea IRT de la Tercera Avenida cerró en 1973, para ser reemplazado provisionalmente por un nuevo metro debajo de las vías del ferrocarril Metro-North en Park Avenue, una línea al oeste. El Culver Shuttle de una sola vía entre las avenidas Ditmas y Novena, una vez una línea de tres vías, cerró el 11 de mayo de 1975. El 27 de agosto de 1976, el GG se truncó desde Church Avenue hasta Smith – Ninth Streets, mientras que el servicio se interrumpió en las rutas K y EE. El 15 de diciembre de 1976, el servicio de GG en la otra terminal se redujo a Queens Plaza. La línea BMT Jamaica se truncó de la calle 168 a la calle 121 entre el 11 de septiembre de 1977 y principios de la década de 1980, reemplazada por la línea BMT Archer Avenue en 1988. 

#### Escombros cayendo desde y sobre las vías
Las estructuras elevadas existentes representaban un gran peligro; el New York Post publicó una historia que presentaba escombros que habían caído de la línea BMT Astoria. Los escombros de la línea IRT Pelham casi matan a un transeúnte, y los escombros de la línea BMT West End condujeron a una demanda contra la MTA. La caída de hormigón en la línea BMT Brighton, cerca de la estación de Beverley Road, provocó una interrupción del servicio durante meses entre noviembre de 1976 y febrero de 1977. 

#### Evasión de tarifas
La evasión de tarifas parecía un pequeño problema en comparación con el grafiti y el crimen; sin embargo, la evasión de tarifas estaba causando que NYCTA perdiera ingresos. La estrategia de NYCTA para restaurar la confianza de los pasajeros adoptó un enfoque doble. En 1981, el primer programa de capital de MTA inició la restauración física del sistema a un estado de buena reparación. Mejorar la imagen de TA en la mente de los pasajeros es tan importante como superar el mantenimiento diferido. La pronta remoción de grafiti y la prevención de la evasión flagrante de tarifas se convertirían en pilares centrales de la estrategia para asegurar a los clientes que el metro es “rápido, limpio y seguro”:
Del mismo modo, la evasión de tarifas se tomó en serio. La NYCTA comenzó a medir formalmente la evasión en noviembre de 1988. Cuando se convocó el Grupo de Trabajo sobre Abuso de Tarifas (GAFI) de TA en enero de 1989, la evasión era del 3,9%. Después de un aumento de la tarifa de 15 centavos a 1,15 dólares en agosto de 1990, un récord de 231,937 personas por día, o el 6,9%, no pagaron. El pandemonio continuó hasta 1991. Para combatir el creciente problema, el GAFI designó 305 "estaciones objetivo" con la mayoría de los evasores para una vigilancia y vigilancia intensivas. Equipos de policías uniformados y encubiertos llevaron a cabo al azar “miniblandas”, enjambrando y arrestando a grupos de evasores. Los “centros de reserva móviles” especiales en los autobuses urbanos convertidos permitieron el procesamiento de infractores por vía rápida. Los agentes de abuso de tarifas cubrieron los torniquetes en turnos y emitieron citaciones. Los topógrafos vestidos de civil recopilaron datos durante cinco horas a la semana en ubicaciones objetivo, principalmente durante las horas pico de la mañana. Finalmente, en 1992, la evasión comenzó a mostrar una disminución constante y notable, cayendo a alrededor del 2,7% en 1994.
La dramática disminución de la evasión durante este período coincidió con una Policía de Tránsito revitalizada, una expansión del 25% de la policía municipal y una caída generalizada de la delincuencia en las ciudades de Estados Unidos. En la ciudad, la disminución de la tasa de criminalidad comenzó en 1991 con el alcalde David Dinkins y continuó durante las siguientes dos décadas con los alcaldes Rudolph Giuliani y Michael Bloomberg. Algunos observadores atribuyeron el mérito al enfoque de "ventanas rotas" de la aplicación de la ley donde los delitos menores como la evasión se enjuician de forma rutinaria y las herramientas estadísticas de lucha contra el delito, mientras que otros han indicado diferentes razones para la reducción del delito. Independientemente de la causalidad, los controles de evasión dieron como resultado muchos arrestos por órdenes de arresto pendientes o cargos por armas, lo que probablemente contribuyó en algo a las mejoras de seguridad pública. Los arrestos no eran la única forma de combatir las evasiones y, a principios de la década de 1990, NYCTA estaba examinando métodos para mejorar el control de tarifas de pasajeros, reducir los costos de cobro de tarifas y mantener el control sobre las evasiones y la suciedad en general. Se estaba diseñando el sistema AFC y la capacidad de prevención de la evasión era una consideración clave.
Los estudios de colas de TA concluyeron que comprar tokens a los empleados no era eficiente. La prevención del uso de ' babosas ' requirió medidas sofisticadas como fichas con centros de aleación de metal y dispositivos electrónicos de verificación de fichas. Para proporcionar un mejor control de acceso, la NYCTA experimentó con puertas de piso a techo y torniquetes de "rueda alta". Los prototipos instalados en la estación 110th Street / Lexington Avenue durante una prueba de "endurecimiento del objetivo" redujeron las evasiones en comparación con las estaciones de "control" cercanas. Sin embargo, los controles que consistían enteramente en "ruedas altas" crearon entornos draconianos, parecidos a una prisión, con efectos perjudiciales en la estética de la estación. Los compromisos con diseños de torniquetes bajos más seguros fueron difíciles, ya que AFC no evitó la evasión de tarifas.
La implementación de la colección automática de tarifas de producción (AFC) comenzó en 1994. Los nuevos torniquetes, incluidas las ruedas altas sin personal y las puertas de servicio del piso al techo, presentaron lecciones aprendidas de las pruebas. A medida que se desplegó el equipo de la AFC, la evasión se desplomó. Se eliminaron los agentes de abuso de tarifas, junto con el monitoreo independiente.

### Rehabilitación y tendencia al alza

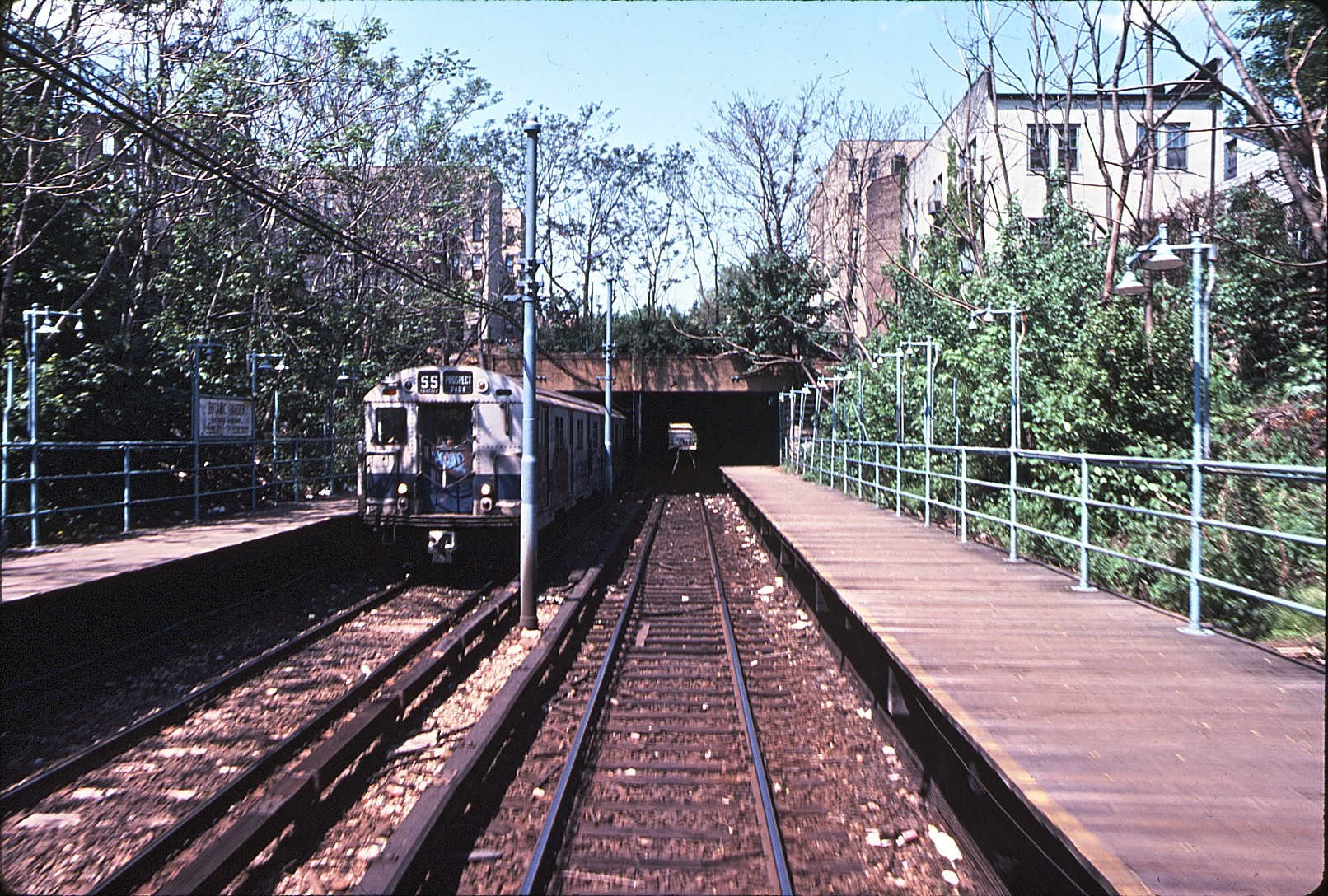
La línea BMT Franklin Avenue (en el jardín botánico) en la década de 1970 estaba en un estado de rápida degradación

El número de pasajeros aumentó un 4% entre 1978 y 1979, principalmente debido a la mejora de la economía. Se promocionaron numerosas mejoras en un informe del Daily News de 1979, incluido el aire acondicionado y la televisión de circuito cerrado. Como parte de la Ley de Tránsito Masivo Urbano, el estado y la Autoridad Portuaria proporcionarían 1.7 mil millones de dólares. La presidenta de estética Phyllis Cerf Wagner anunció un programa llamado "Operación Facelift", que implicó mejoras estéticas como volver a pintar y volver a iluminar las plataformas, procesos de reemplazo más rápidos para ventanas y puertas y expandir el número de asientos en las plataformas.
A mediados de la década de 1980, comenzó la reconstrucción. Se renovaron las estaciones y se reparó y reemplazó el material rodante. En las estaciones de metro se agregaron "mapas de vecindarios" para la localización de caminos a partir de 1985. El mantenimiento del metro comenzó a mejorar: mientras 21 trenes descarrilaron mientras estaban en servicio de pasajeros durante 1983, hubo 15 incidentes de este tipo en 1984 y tres en 1985. Áreas de "etiqueta roja", donde los trenes redujeron la velocidad a 10 mph debido a las peligrosas condiciones de mantenimiento, se eliminaron casi por completo en 1986. Los 325 coches R62 tenían una tasa MDBF de 50,000 millas, más de cinco veces más alta que la otra flota, con el equipo R36 de la Feria Mundial recientemente revisado en la Línea Flushing con un promedio de más de 30,000 millas en 1986–87. El MDBF de muchos materiales rodantes aumentó de 6,000 millas en 1980 a 10,000 millas en septiembre de 1986, y cientos de coches fueron reacondicionados o limpiados de grafitis. También se instalaron velocímetros en material rodante nuevo y existente.
El 1 de enero de 1982, la MTA implementó el primero de sus programas de Mejoras de Capital de cinco años para reparar el sistema existente. Se formaron servicios de mantenimiento programado para reemplazar componentes de manera proactiva, y la MTA llevó a cabo revisiones generales de las flotas de R26 a R46. Los equipos antiguos (cualquier clases de coches con números de contrato siguientes R32s en la División B y R26s en la División A) fueron adaptados con aire acondicionado. Las áreas de la etiqueta roja se repararon gradualmente y se reemplazaron con rieles soldados. A finales de siglo, las tasas de MDBF para todo el sistema se encontraban en niveles récord y aumentaban constantemente. El Franklin Avenue Shuttle, sin embargo, fue peor en 1989 que en 1980, y requirió una renovación completa en 1998, porque la MTA planeaba abandonar la línea para fines de siglo.

### Proyectos durante este tiempo

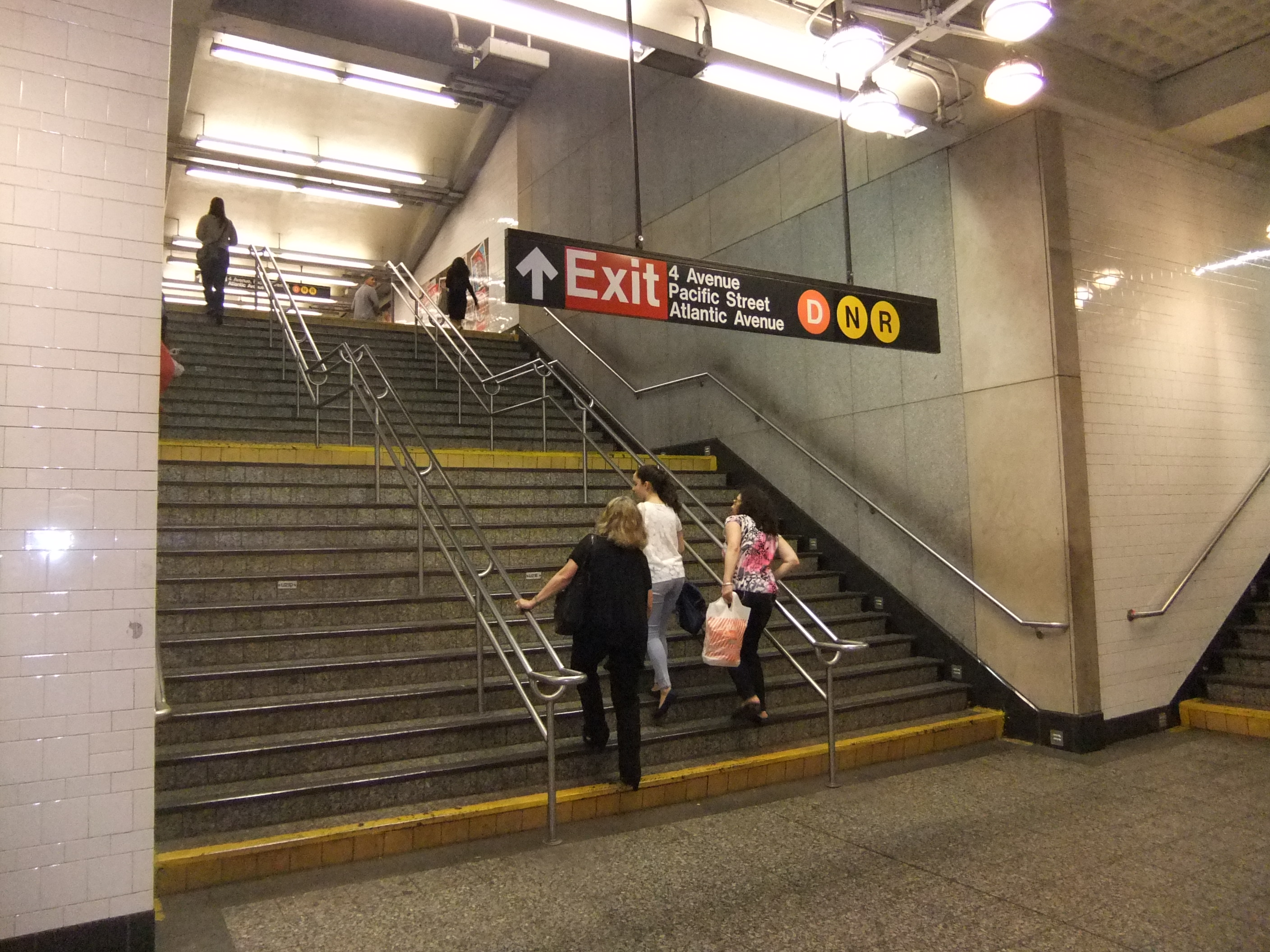
Transferencia de Atlantic Avenue–Barclays Center

A principios de la década de 1970, hubo planes para mejorar el sistema de metro. En 1976, la MTA propuso abandonar el Franklin Avenue Shuttle para ahorrar dinero, pero abandonó el plan debido al rechazo de la comunidad. La posibilidad de la descontinuación se revisó nuevamente en 1998, pero nuevamente, la feroz oposición de la comunidad obligó a la MTA a rehabilitar la línea.
En 1977, Linden Shops abrió en Brooklyn, lo que permitió a la MTA construir paneles de riel en interiores durante todo el año, entre otros objetos. 
El 16 de enero de 1978, la MTA abrió tres estaciones de transferencia: 
- Entre la estación de la calle 14 en la línea IRT Broadway – Seventh Avenue y las estaciones previamente conectadas en la línea BMT Canarsie y la línea IND Sixth Avenue
- Entre la línea IRT Lexington Avenue en Canal Street y los andenes locales de la línea BMT Broadway
- Entre la línea BMT Brighton Line, la línea BMT Fourth Avenue y la línea IRT Eastern Parkway en Atlantic Avenue – Barclays Center

En abril de 1981, la MTA examinó los siguientes proyectos:
- Cambio de los extremos norte de los trenes N y RR
- Agregar un T través de la línea BMT West End, que corre entre el distrito financiero y Bay Parkway
- Extender B trenes B a 168th Street y eliminar el servicio AA
- Agregar un servicio K a través de Chrystie Street Connection desde Canarsie hasta el centro de Manhattan
- Agregar un expreso sin escalas desde la calle 59 y el World Trade Center, que en última instancia fue insostenible debido a las limitaciones de capacidad

En 1981, la MTA comenzó a instalar rieles soldados en algunas partes subterráneas del sistema. 
En junio de 1983, la MTA examinó los siguientes proyectos:
- El JFK Express se ampliaría a Rockaway Park – Beach 116th Street, y se eliminaría la tarifa de 5 y la guardia especial, haciéndolo como cualquier otra línea de metro. Los trenes tendrían una longitud de 8 vagones en lugar de 4 vagones, y el intervalo entre trenes sería de 18 minutos, en lugar de 20 minutos.
- Durante las horas pico, el CC terminaría en Euclid Avenue, en lugar de servir a los Rockaways.
- El servicio de tren B funcionaría todo el día desde Coney Island hasta la calle 168, en lugar de terminar en la calle 57 durante las horas no pico.
- El servicio AA, que operaba durante las horas no pico, sería eliminado.
- Un nuevo servicio de transporte, llamado H, funcionaría entre la calle 57 y el World Trade Center.

El 25 de marzo de 1986, la Asociación de Plan Regional (RPA) propuso varios cambios. Una parte importante del plan consistía en eliminar partes del sistema y ampliarlo para reflejar los cambios de población. El plan requería eliminar 26 millas de líneas elevadas y construir 17 millas de nuevas líneas de metro y 20 millas de nuevas líneas de superficie. La RPA también sugirió comprar nuevos vagones de metro; implementar la Operación de Tren de Una Persona fuera de las horas pico; ofrecer tarifas reducidas a los residentes de la ciudad que usen Long Island Rail Road o Metro-North Railroad para viajar a Midtown Manhattan; agregar servicios exprés con tarifa premium; cerrar el 10% de las estaciones; y duplicar los servicios fuera de las horas pico. La RPA también sugirió:
- Ampliación de la línea IND 63rd Street hasta el sureste de Queens
- Construcción del metro de la Segunda Avenida
- Restauración de la sucursal de Rockaway Beach
- Construcción de una línea de metro debajo de Jewel Avenue en Queens, para bifurcar la línea IND Queens Boulevard
- Construcción de un túnel debajo del río Hudson para extender la línea de lavado IRT a Nueva Jersey
- Completa el túnel LIRR hasta Midtown
- Proporcionar el acceso del lado este a la terminal Grand Central a través del nivel inferior de la línea 63rd Street a un costo de 1.4 mil millones de dólares (que se completará a principios de la década de 2020)
- Compra 500 nuevos vagones de metro a un costo de 500 millones de dólares.

En abril de 1986, la Autoridad de Tránsito de la Ciudad de Nueva York comenzó a estudiar la posibilidad de eliminar secciones de 11 líneas de metro debido a la baja cantidad de pasajeros. Los segmentos están ubicados principalmente en vecindarios de bajos ingresos del Bronx, Brooklyn y Queens, con un total de 79 estaciones y 45 millas de vías, para un total del 6.5 por ciento del sistema. Las líneas se identificaron por primera vez en la primera parte de un proyecto de tres años, la Iniciativa del Plan Estratégico, que la MTA inició en abril de 1985 para evaluar los sistemas de autobuses, metro y trenes de cercanías de la región. Todos los once segmentos tenían poca cantidad de pasajeros, necesitaban una reconstrucción costosa y duplicaban el servicio en líneas paralelas. Las líneas en estudio incluían las siguientes líneas:
- La línea IRT Broadway – Seventh Avenue desde 215th Street hasta 242nd Street, que fue duplicada por autobuses.
- La línea IRT White Plains Road desde East 180th Street hasta 241st Street, que fue duplicada por autobuses.
- Toda la línea IRT Dyre Avenue, que fue duplicada por autobuses.
- La línea IRT Jerome Avenue desde 167th Street hasta Woodlawn, que fue paralela a la línea IND Concourse.
- Toda la línea IND Rockaway al sur de Howard Beach, debido al bajo número de pasajeros.
- La línea IND Culver al sur de Avenue U, debido a la baja cantidad de pasajeros y la duplicación de autobuses.
- Toda la línea IND Crosstown, debido a la baja cantidad de pasajeros y la duplicación de autobuses.
- La línea BMT Jamaica entre Crescent Street y 121st Street, debido a la baja cantidad de pasajeros y la duplicación de autobuses.
- Toda la línea BMT Myrtle Avenue, que fue duplicada por autobuses.
- Toda la BMT Sea Beach Line, que corría cerca de la BMT West End Line.
- Toda la línea BMT Franklin Avenue, debido a un importante deterioro.

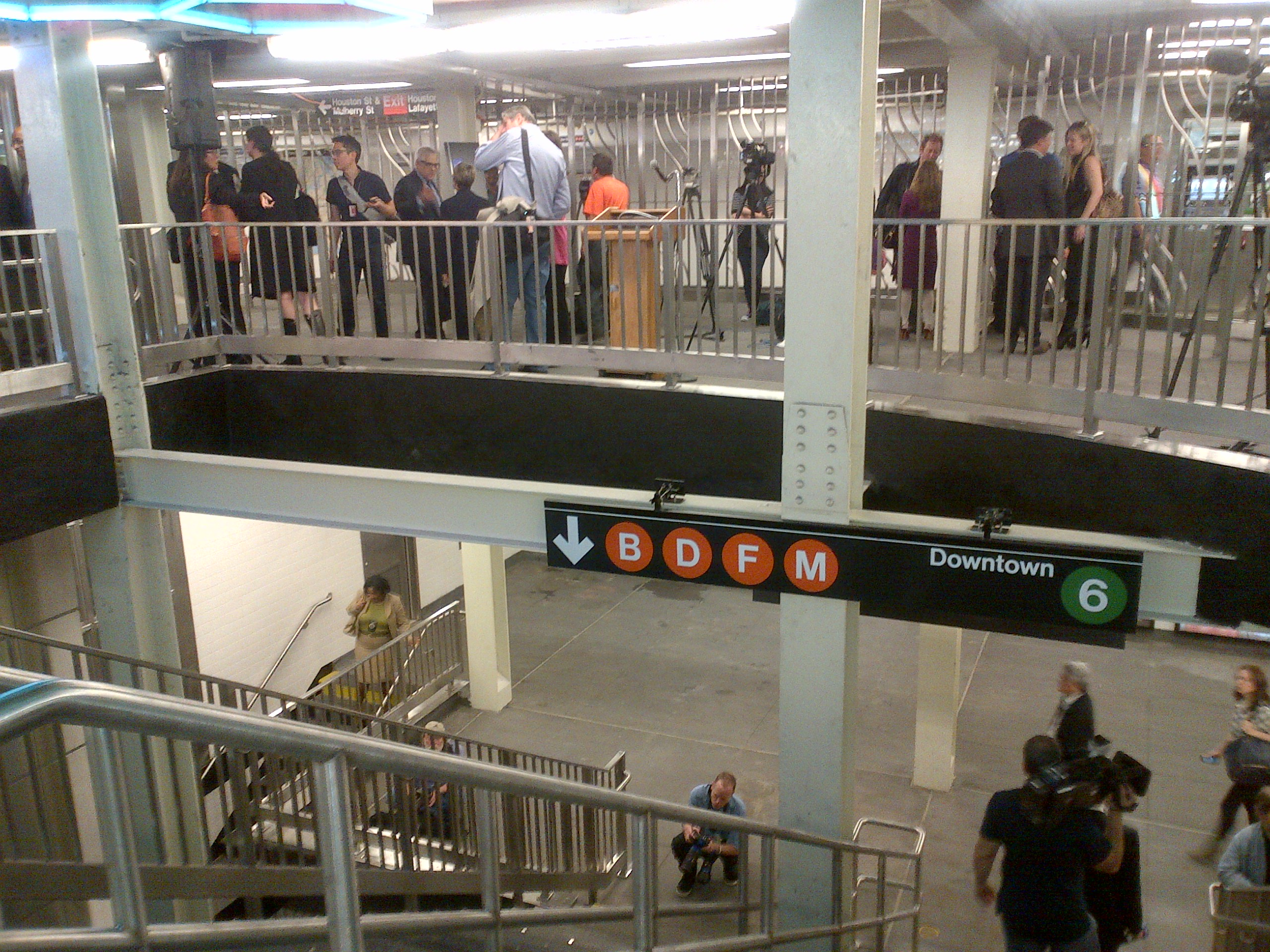
La estación Broadway–Lafayette Street hasta la línea IRT Lexington Avenue en dirección norte en Bleecker Street

En agosto de 1989, la MTA estaba considerando estos proyectos:
- Conexión de la línea IND 63rd Street con la línea IND Queens Boulevard
- Agregar señales a las vías expresas de la línea Queens Boulevard para que los trenes puedan operar en ambas direcciones y agregar 250 vagones de metro
- Completando el metro de la Segunda Avenida
- A 1,25 millas (2 km) conexión desde Parkside Avenue en la BMT Brighton Line hasta Seventh Avenue en la IND Culver Line, debido a los cierres del metro de Manhattan Bridge
- 700 vagones de metro para el IRT
- Tres patios de almacenamiento, dos en Brooklyn y uno en Queens
- Ampliación de las vías de la terminal en Flatbush Avenue – Brooklyn College Station
- Construcción de una plataforma para 10 vagones para la estación South Ferry (línea IRT Broadway – Seventh Avenue)
- Edificio de estaciones de transferencia
  - La estación Broadway–Lafayette Street hasta la línea IRT Lexington Avenue en dirección norte en Bleecker Street (hecho en septiembre de 2012)
  - Una conexión entre las estaciones South Ferry, Bowling Green y Whitehall Street (realizada entre South Ferry y Whitehall Street en marzo de 2009)
  - Botanic Garden en Franklin Avenue Shuttle con la estación Franklin Avenue en IRT Eastern Parkway Line (hecho en 1999)
  - Cerrar las estaciones Hewes Street y Lorimer Street en la línea BMT Jamaica y construir una nueva estación intermedia que conectara con Broadway en la línea IND Crosstown.

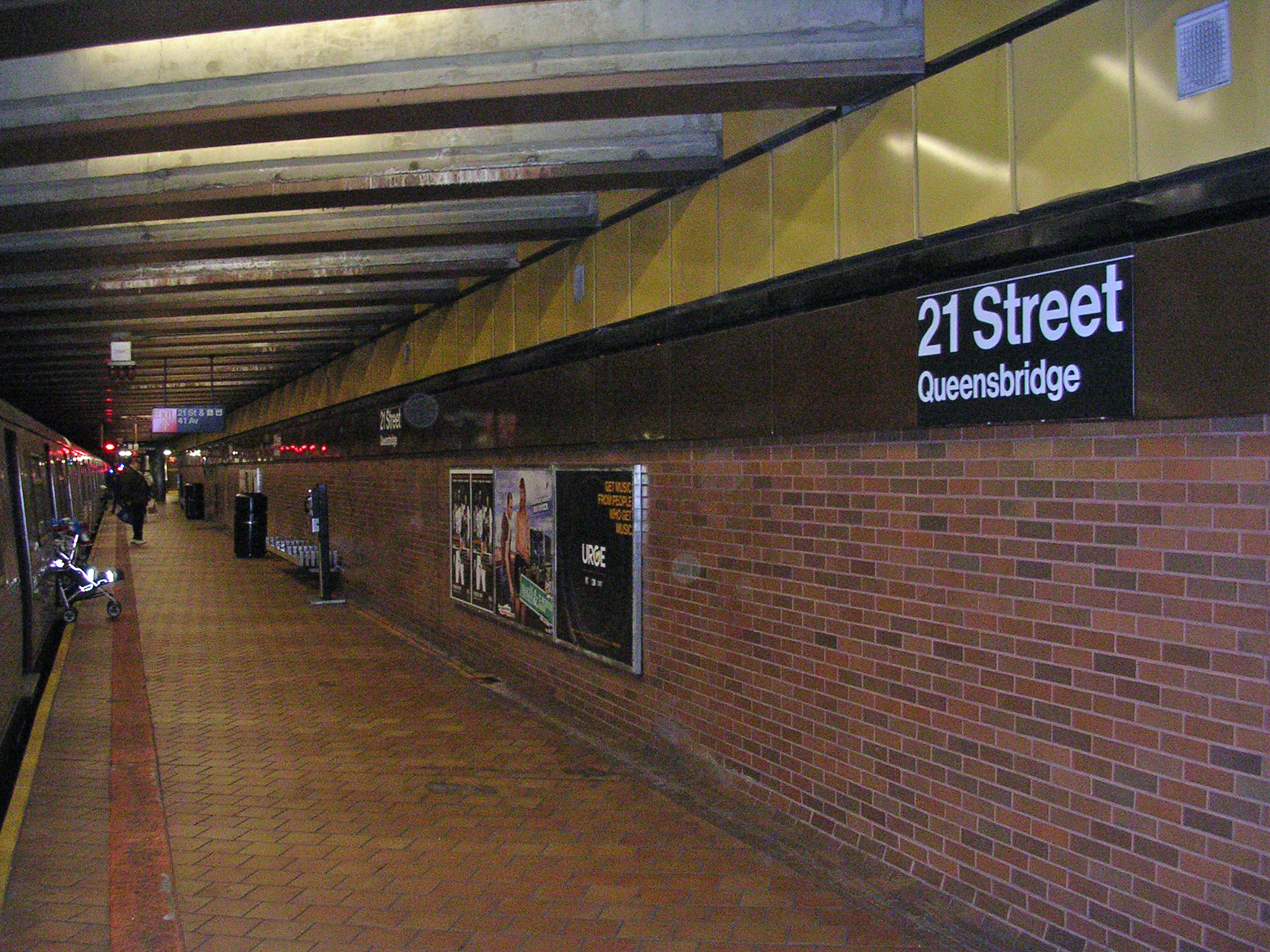
21st Street–Queensbridge, inaugurado el 29 de octubre de 1989

En diciembre de 1988, se abrieron tres transbordos entre estaciones existentes y se abrieron tres estaciones nuevas. Ellos fueron:
- Estaciones de Lexington Avenue / 53rd Street y 51st Street
- Long Island City–Estaciones de Court Square y 23rd Street–Ely Avenue (ahora conocidas como Court Square y Court Square–23rd Street, respectivamente)
- 42nd Street–Terminal de autobuses de la Autoridad Portuaria y Times Square–estaciones de 42nd Street

Las nuevas estaciones fueron Sutphin Boulevard–Archer Avenue–JFK Airport, Jamaica Center–Parsons / Archer y Jamaica–Van Wyck. Ese día se implementaron otros cambios de servicio. El servicio sin paradas en los trenes J / Z también se inició el 11 de diciembre de 1988. Además, el servicio expreso de IND Fulton Street Line se extendió desde los días de semana solo a todos los horarios, excepto hasta altas horas de la noche. Los servicios discontinuos en los B, D y Q sobre el Puente de Manhattan fueron reemplazados por servicios continuos.
También se compraron nuevos vagones de metro: las flotas R62 y R62A para la División A y las flotas R68 y R68A para la División B. El R62 en particular fue la primera clase de vagones del metro de Nueva York construida por un fabricante extranjero. Todos estos se entregaron entre 1983 y 1989. Las clases de coches R10, R14, R16, R17, R21 y R22 se retiraron con las entregas de los modelos R62 / As y R68 / As. El 10 de mayo de 1989 se puso fuera de servicio el último tren con grafitis; el metro ha estado prácticamente libre de grafitis desde este punto.
El 29 de octubre de 1989 se inauguró la línea IND 63rd Street. Fue apodado el "túnel a ninguna parte" debido a su extremo en 21st Street-Queensbridge, y también debido al hecho de que la extensión de tres estaciones permaneció inactiva durante más de una década después de su finalización. La línea de 3.2 millas incluyó tres nuevas estaciones y costó un total de 868 millones de dólares. La línea fue vista como una enorme pérdida de dinero.

## Revitalización e historia reciente

### Años 1990
El número de pasajeros del metro aumentó durante la década de 1990. A lo largo de la alcaldía de David Dinkins de 1989 a 1993, la ciudad pasó de estar endeudada a tener un superávit de 200 millones de dólares, lo que se logró mediante el aumento de impuestos. Sin embargo, los planes fiscales de Dinkins fueron impopulares y perdió las elecciones de 1993 ante Rudy Giuliani. : 360  Giuliani quería demostrar que podía administrar con éxito Nueva York sin aumentar los impuestos, por lo que eliminó 400 millones de dólares del presupuesto de capital de la MTA en 1994. Sin embargo, no sugirió ninguna mejora en el tránsito. Los legisladores estatales también redujeron los fondos de la MTA en los años 1990, que se mantuvieron prácticamente inalterados durante la década de 2000.
En 1998, una gran parte del sistema del metro de Nueva York fue nominada para su incorporación al Registro Nacional de Lugares Históricos. La nominación incluyó 48 estaciones, 11 subestaciones eléctricas, seis torres de señales, cuatro casas de cabecera de estación, tres edificios en patios de almacenamiento y un túnel. La MTA apoyó la inclusión en la lista, lo que aumentaría las posibilidades de que la agencia reciba más fondos federales.

### 11 de septiembre de 2001
Los atentados del 11 de septiembre resultaron en interrupciones del servicio en las líneas que atraviesan el Lower Manhattan. Las vías y estaciones debajo del World Trade Center se cerraron minutos después del primer accidente aéreo. Todo el servicio restante del metro de Nueva York se suspendió de las 10:20 a. m. a las 12:48 p. m. Inmediatamente después de los ataques y más aún después del colapso de las Torres Gemelas, muchos trenes que circulaban por el Lower Manhattan se quedaron sin energía y tuvieron que ser evacuados a través de los túneles. Algunos trenes tenían energía, pero las señales no, lo que requería procedimientos operativos especiales para garantizar la seguridad.
La línea IRT Broadway – Seventh Avenue, que pasaba por debajo del World Trade Center entre Calle Chambers y Calle Rector fue la más destruida. Las secciones del túnel, así como la calle Cortlandt, sufrieron graves daños y tuvieron que ser reconstruidas. El servicio se suspendió inmediatamente al sur de Chambers Street y luego se redujo a 14th Street. También hubo inundaciones posteriores en la línea al sur de Calle 34–Estación Penn. Después de la limpieza de la inundación, el servicio exprés pudo reanudarse el 17 de septiembre con 1 tren entre Van Cortlandt Park–Calle 242 y 14th Street, haciendo paradas locales al norte y paradas exprés al sur de 96th Street, mientras que los trenes 2 y 3 hicieron todas las paradas en Manhattan (pero omitieron todas las estaciones entre Canal Street y Fulton Street hasta el 1 de octubre). 1/9 se suspendió el servicio de paradas sin salto.
Después de algunos retrasos en el cambio en 96th Street, el servicio se cambió el 19 de septiembre. El 1 reanudó el servicio local en Manhattan, pero se extendió a Avenida New Lots en Brooklyn (cambiando a las vías expresas en Chambers Street) para reemplazar al 3, que ahora terminaba en 14th Street como expreso. El 2 continuó haciendo paradas locales en Manhattan y el servicio entre Chambers Street y South Ferry, así como el servicio sin paradas, permanecieron suspendidos. El servicio normal en los cuatro trenes se restableció el 15 de septiembre de 2002. La estación de Cortlandt Street necesitó una extensa reconstrucción que costó 158 millones de dólares y solo reabrió el 8 de septiembre de 2018.
El servicio en la línea BMT Broadway también se interrumpió porque las vías del túnel de la calle Montague corren adyacentes al World Trade Center y existía la preocupación de que los movimientos de trenes pudieran causar un asentamiento inseguro de la pila de escombros. La estación de Cortlandt Street, que se encuentra debajo de Church Street, sufrió daños significativos en el colapso de las torres. Estuvo cerrado hasta el 15 de septiembre de 2002 para la remoción de escombros, reparaciones estructurales y restauración de los lechos de las vías, que habían sufrido daños por inundaciones como consecuencia del colapso. A partir del 17 de septiembre de 2001, el servicio N y R fue suspendido y reemplazado respectivamente por el M (que se extendió a Coney Island-Stillwell Avenue a través del túnel BMT Montague Street, BMT Fourth Avenue Line y BMT Sea Beach Line) y el J (también se extiende a través de Fourth Avenue hasta Bay Ridge–Calle 95). En Queens, la Q reemplazó a la R mientras que la W reemplazó a la N Todos los servicios de la línea BMT Broadway iban localmente al norte de Canal Street excepto el Q, que normalmente iba desde Calle 57 hasta Brighton Beach a través de Broadway y Brighton Express. El servicio de salto-parada de J / Z se suspendió en este momento. El servicio normal en los siete trenes se reanudó el 28 de octubre.
La única línea de metro que corría entre Midtown y el Lower Manhattan era la línea IRT Lexington Avenue, que estaba abarrotada antes de los ataques y con una densidad de aplastamiento hasta que reabrió la línea BMT Broadway. Wall Street estuvo cerrado hasta el 21 de septiembre.
La línea IND de la Octava Avenida, que tiene una terminal que da servicio al E debajo del Five World Trade Center, no sufrió daños, sino que estaba cubierta de hollín. Los trenes E se extendieron hasta Euclid Avenue, Brooklyn, reemplazando al C suspendido (los A y D reemplazaron como el norte local de Calle 59–Columbus Circle en las noches y fines de semana, respectivamente). El B, que corría normalmente desde Calle 145 o Bedford Park Boulevard hasta Calle 34–Herald Square través de Central Park West Local, también reemplazó a los trenes C durante la semana). El servicio se redujo a Canal Street cuando el servicio C se reanudó el 21 de septiembre, pero Chambers Street y Calle Fulton/Broadway–Calle Nassau permanecieron cerradas hasta el 1 de octubre. El World Trade Center permaneció cerrado hasta enero de 2002.

### Más tarde en la década de 2000

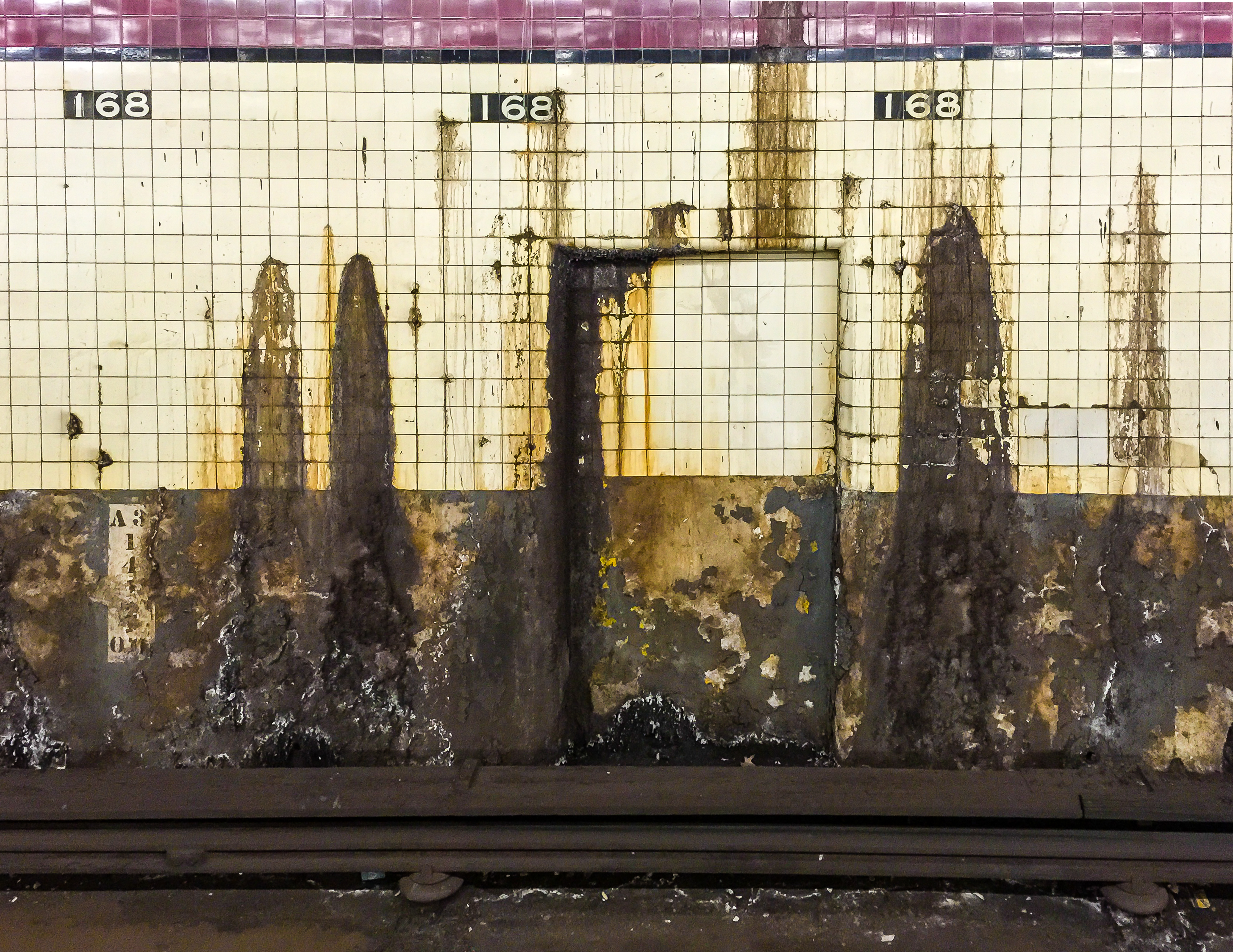
Dado que muchas partes del sistema se acercan o superan los 100 años de antigüedad, se puede observar un deterioro general en muchas estaciones de metro.

#### Aumento de la cantidad de pasajeros
En general, el número de pasajeros siguió aumentando a medida que el sistema de metro mejoraba en su mantenimiento, limpieza, frecuencia y puntualidad; La cantidad de pasajeros comenzó a aumentar a medida que los índices de grafiti y delincuencia cayeron considerablemente después de 1989. De 1995 a 2005, el número de pasajeros en los autobuses urbanos y el metro creció en un 36%, en comparación con un aumento de población en la ciudad del 7%. Con aumentos dramáticos en los precios del combustible en 2008, así como un mayor crecimiento turístico y residencial, el número de pasajeros en autobuses y metro creció un 3,1% hasta aproximadamente 2,37 mil millones de dólares de viajes al año en comparación con 2007. Este es el mayor número de pasajeros desde 1965.
En 2013, el número de pasajeros había alcanzado los 1.700 millones de dólares de pasajeros por año (a pesar de los cierres relacionados con el huracán Sandy), un nivel no visto desde 1949. En abril de 2013, la revista New York informó que el sistema estaba más saturado que en los 66 años anteriores. El metro alcanzó un número de pasajeros diarios de 6 millones de dólares durante 29 días en 2014, y se esperaba que registrara un nivel de pasajeros similar durante 55 días en 2015; en comparación, en 2013, el número de pasajeros diarios nunca llegó a los 6 millones de dólares.

#### Expansiones
Varias expansiones comenzaron a construirse o se abrieron durante la alcaldía de Michael Bloomberg de 2001 a 2013. La conexión de la Línea de la Calle 63 IND con la línea IND Queens Boulevard se abrió por primera vez el 16 de diciembre de 2001. Para dar servicio a la nueva conexión, el tren F se redirigió a través de la línea 63rd Street, y para reemplazar el F a lo largo de 53rd Street, se creó un nuevo tren V, que corre entre Forest Hills–71.ª Avenida y Segunda Avenida a través de Queens Boulevard y Sixth Avenue. pistas locales. La G, para dejar espacio para operar la V, se redujo a Court Square. Se pusieron en marcha dos transferencias fuera del sistema; la primera era permitir que los pasajeros F siguieran teniendo un transbordo gratuito a la línea Lexington Avenue, que se perdió cuando se cambió la ruta de la línea; el transbordo conecta la Calle 59–Avenida Lexington y las estaciones Avenida Lexington–Calle 63. El segundo conectaba la estación Court Square con la estación Calle 23–Avenida Ely.
En 2003, se asignó dinero para la construcción de una nueva estación en South Ferry y, en 2005, comenzó la construcción de la nueva estación. Inicialmente, la construcción de la estación se había opuesto debido al alto costo y la baja percepción de ahorro de tiempo. La estación del circuito de South Ferry solo tiene capacidad para los primeros cinco vagones de un tren, por lo que los cinco vagones traseros de un tren de 10 vagones 1 no pueden cargar ni descargar. Debido a la curva en la estación, se requieren rellenos de huecos y, como resultado, la nueva estación se construyó como una plataforma central de dos pistas, de longitud completa (10 vagones) en una curva menos severa, lo que permite la operación de una terminal típica. estación. La MTA afirmó que la nueva estación ahorró de cuatro a seis minutos del tiempo de viaje de un pasajero y aumentó la capacidad máxima del servicio 1 a 24 trenes por hora, en lugar de 16 a 17 trenes por hora con la estación circular.
A fines de la década de 1990 y principios de la de 2000, comenzaron a circular rumores sobre la posibilidad de emprender la construcción del Metro de la Segunda Avenida. La mayoría de los neoyorquinos veían estos planes con cinismo, ya que a los ciudadanos se les prometió la línea desde mucho antes de que se derribara el elevado de la Tercera Avenida en 1955. Se han reservado fondos y se han completado los informes de impacto ambiental. El 20 de marzo de 2007, la MTA adjudicó un contrato de construcción de túneles al consorcio de Schiavone / Shea /Skanska Esto siguió a la ingeniería preliminar y al diseño final del túnel completado por una empresa conjunta entre AECOM y Arup. El 12 de abril de 2007 se llevó a cabo una ceremonia de inauguración del metro y el 23 de abril de 2007 comenzó el trabajo del contratista para preparar el sitio de construcción inicial del proyecto en la calle 96 y la Segunda Avenida.

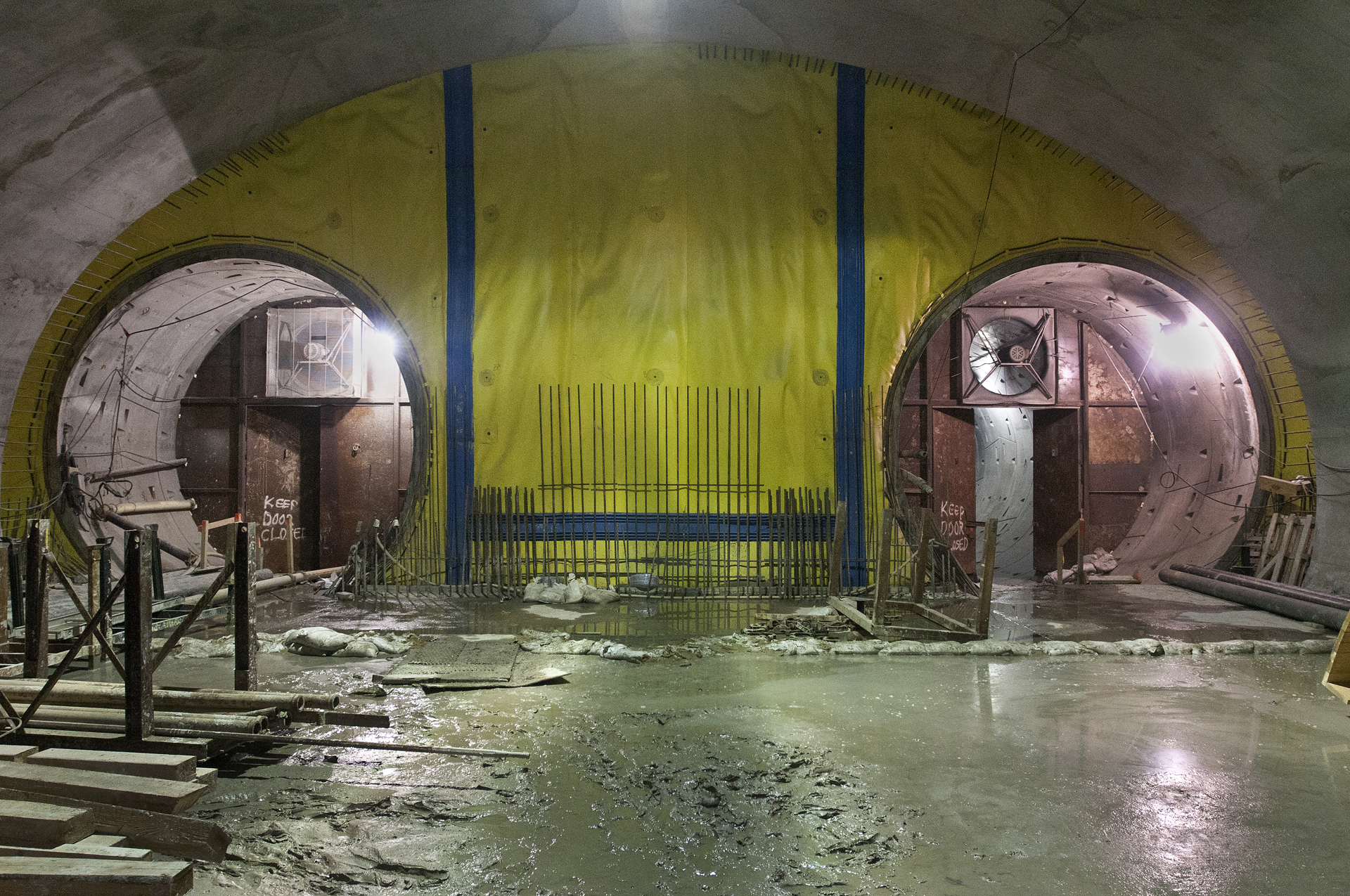
7 Construcción de la extensión del metro en junio de 2011

En octubre de 2007, se adjudicó el contrato de construcción de la extensión 7 del metro, extendiendo la línea de descarga IRT hasta la calle 34. La palada inicial comenzó en junio de 2008 y los túneles se completaron en 2010. El proyecto, que fue el primero financiado por la ciudad en más de 60 años, estaba destinado a ayudar a la remodelación de Hell's Kitchen alrededor del West Side Yard de Long Island Rail Road.

#### Recortes presupuestarios
La MTA enfrentó un déficit presupuestario de 1.200 millones de dólares en 2009. Esto resultó en aumentos de tarifas (tres veces de 2008 a 2010) y reducciones de servicio (incluida la eliminación de dos servicios de metro a tiempo parcial, el V y el W). Varias otras rutas se modificaron como resultado del déficit. El N se convirtió en un local de tiempo completo en Manhattan (en contraste con ser un local de fin de semana / expreso de lunes a viernes antes de 2010), mientras que el Q se extendió nueve estaciones al norte hasta Astoria-Ditmars Boulevard de lunes a viernes, ambos para cubrir el descontinuado W. M se combinó con la V, encaminándola sobre Chrystie Street Connection, IND Sixth Avenue Line e IND Queens Boulevard Line hasta Forest Hills – 71st Avenue de lunes a viernes en lugar de a través de BMT Fourth Avenue Line y BMT West End Line hasta Bay Parkway. El G fue truncado a Court Square a tiempo completo. Se alargaron los avances en la construcción en once rutas y se prolongó el servicio fuera de las horas pico en siete rutas.

### 2010 y 2020

#### Daños del huracán Sandy

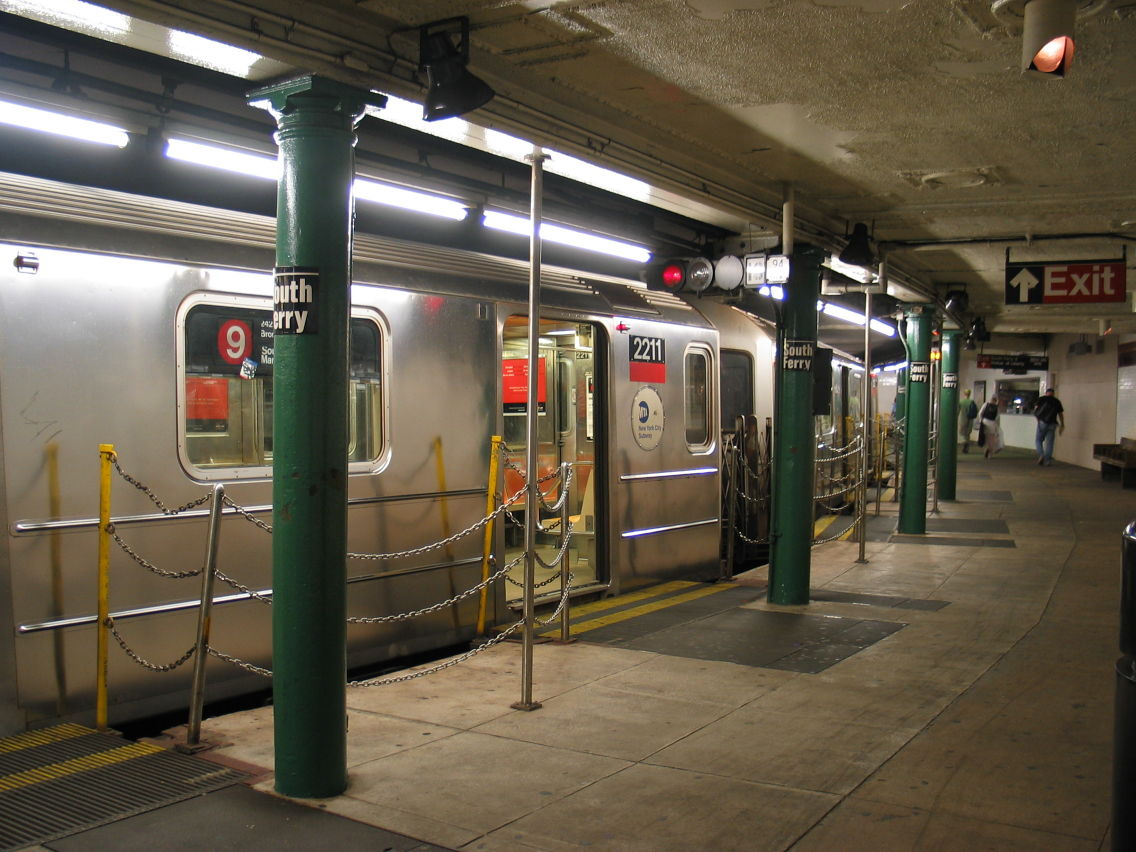
La antigua estación del circuito South Ferry cerró entre el 16 de marzo de 2009 y el 4 de abril de 2013. Cerró definitivamente en junio de 2017.

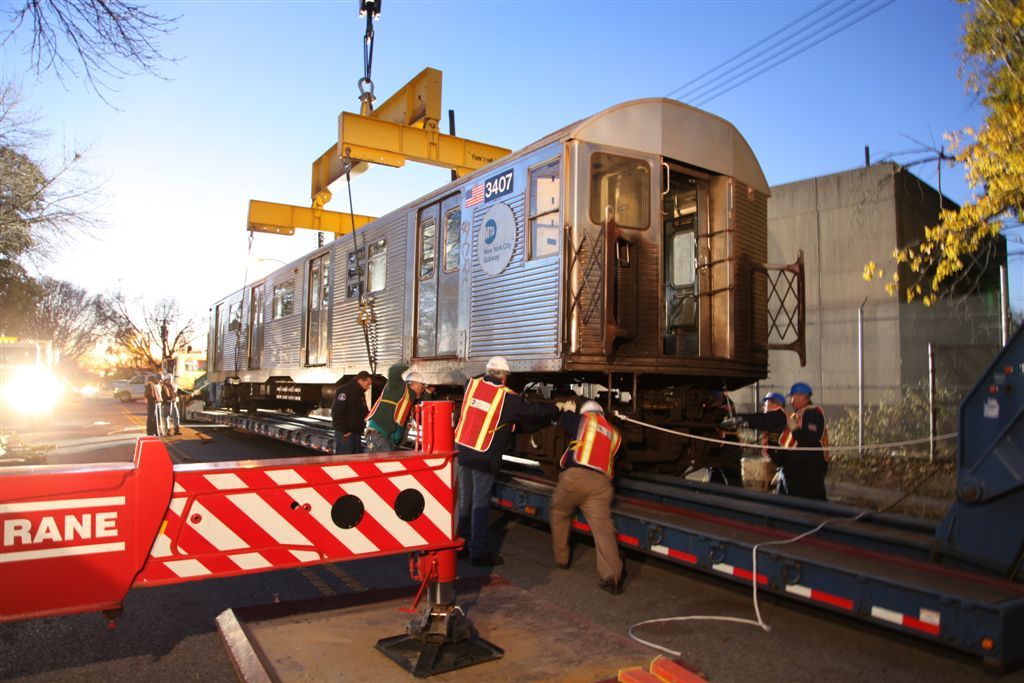
El huracán Sandy causó graves daños a la línea IND Rockaway y aisló una parte de la línea del resto del sistema, lo que obligó a la NYCTA a transportar 20 vagones de metro a la línea para proporcionar algún servicio interino en las Rockaways. Esto muestra que uno de los vagones se carga en una plataforma para llevarlo a los Rockaways.

El 28 de octubre de 2012 se ordenó el cierre total del metro el día antes de la llegada del huracán Sandy. Todos los servicios del metro, Long Island Rail Road y Metro-North se cerraron gradualmente esa noche. La tormenta causó graves daños al sistema, especialmente a la línea IND Rockaway, que tenía muchas secciones entre Howard Beach-JFK Airport y Hammels Wye en la península de Rockaway muy dañadas, dejándola esencialmente aislada del resto del sistema. Esto requirió que la NYCTA transportara en camiones 20 vagones del metro R32 a la línea para proporcionar algún servicio interino, que se designó temporalmente como H El H corría entre Beach 90th Street y Far Rockaway-Mott Avenue, donde los pasajeros podían trasladarse a un autobús de enlace gratuito. La línea se reabrió el 30 de mayo de 2013, con un nuevo muro de contención a lo largo de la línea para prevenir futuras marejadas ciclónicas.
Varios de los túneles del sistema bajo el East River fueron inundados por la marejada ciclónica. El South Ferry sufrió graves daños por agua, y el 4 de abril de 2013, la estación más antigua con configuración de circuito volvió a abrir para brindar un servicio temporal. El primer túnel en ser reparado, el Greenpoint Tube debajo de Newtown Creek, fue reparado durante una serie de cierres de fin de semana en 2013 y un cierre total durante el verano de 2014. El segundo túnel, el túnel de la calle Montague, se cerró por completo desde agosto de 2013 hasta septiembre de 2014.
El huracán Sandy también dañó los tubos de Clark Street, lo que requirió un cierre completo los fines de semana entre junio de 2017 y junio de 2018, lo que afectó el servicio 2, 3, 4 y 5. La nueva estación de South Ferry reabrió el 27 de junio de 2017, a tiempo para adaptarse a los cierres de Clark Street. Una semana después de la reapertura de South Ferry, la MTA cerró la línea BMT Myrtle Avenue durante diez meses para reconstruir dos de los viaductos de la línea, el de 310 pies (94,5 m) aproximaciones al cruce de la línea con la línea BMT Jamaica y el puente Fresh Pond sobre la sucursal de Montauk en Queens. Esto fue en preparación para una reconstrucción de los túneles BMT Canarsie Line bajo el East River.
La MTA también planeó cerrar completamente la línea BMT Canarsie al oeste de Bedford Avenue durante 18 meses entre principios de 2019 y mediados de 2020. En abril de 2017, el cierre se redujo a 15 meses. El cierre se cambió a un cierre nocturno y de fin de semana en enero de 2019.
Otros proyectos de rehabilitación incluyeron:
- Cubriendo más de 3.200 aberturas a nivel del suelo. A March 2019, hay 19 contratos en curso y 11 contratos pendientes.[284] Además, como medida preventiva, 68 entradas del metro en el Lower Manhattan también están recibiendo tapones de tela que están destinados a mantener fuera el agua de la inundación.[285] : 44  En 2017, 3 libras (1,4 kg) se instalaron puertas y cortinas impermeables en 24 ubicaciones del Lower Manhattan a un costo de 30 000 cada una.[286][287]
- Agregar medidas de mitigación de inundaciones, como barreras, a los patios del metro de Coney Island, 207th Street y Lenox[284] : 44
- Añadiendo medidas de mitigación de inundaciones a la línea IND Rockaway[284] : 44
- Reconstrucción de otros tubos. A March 2019, se habían reparado los túneles Steinway, 53rd Street, Cranberry y Joralemon, además de los túneles Crosstown, Montague Street y Clark Street. El túnel de la calle Rutgers estaba pendiente de reparación.[284] : 44

#### Expansiones en curso
Con un presupuesto original de 400 millones de dólares, la nueva estación de South Ferry abrió en 2009 con un total de 530 millones de dólares, y la mayor parte del dinero fue una subvención de la Administración Federal de Tránsito destinada a la reconstrucción del World Trade Center. En enero de 2009, la apertura se retrasó porque las vías estaban demasiado lejos del borde de la plataforma. Otros retrasos se atribuyeron a filtraciones en la estación. El problema se corrigió y la estación abrió el 16 de marzo de 2009. Con la apertura de la nueva estación, se dispuso de una transferencia a la estación de Whitehall Street con un nuevo pasadizo de conexión.
El 20 de diciembre de 2013, el alcalde Michael Bloomberg realizó un viaje ceremonial en un tren a la nueva terminal de la calle 34 de la línea IRT Flushing Line, celebrando una parte de su legado como alcalde, durante una gira de prensa por la estación inacabada. El proyecto se completó en un 90% en 2013, y se esperaba que abriera en 2014, pero no se abrió hasta el 13 de septiembre de 2015. Según The New York Times, el retraso en la apertura de la extensión se debió a la instalación de ascensores inclinados hechos a medida que seguían funcionando mal. Un artículo del New York Post de diciembre de 2014 también atribuyó la demora a la necesidad del desarrollador de Hudson Yards, The Related Companies, de excavar cajones para los cimientos, justo encima de la estación de metro; era necesario completar el trabajo de cimentación antes de que la MTA pudiera proceder con la apertura de la estación.
El edificio del Fulton Center se abrió al público el 10 de noviembre de 2014, completando una remodelación de una década de la estación de Fulton Street en el bajo Manhattan. Fue financiado de manera controvertida como parte del proyecto de reconstrucción posterior al 11 de septiembre.

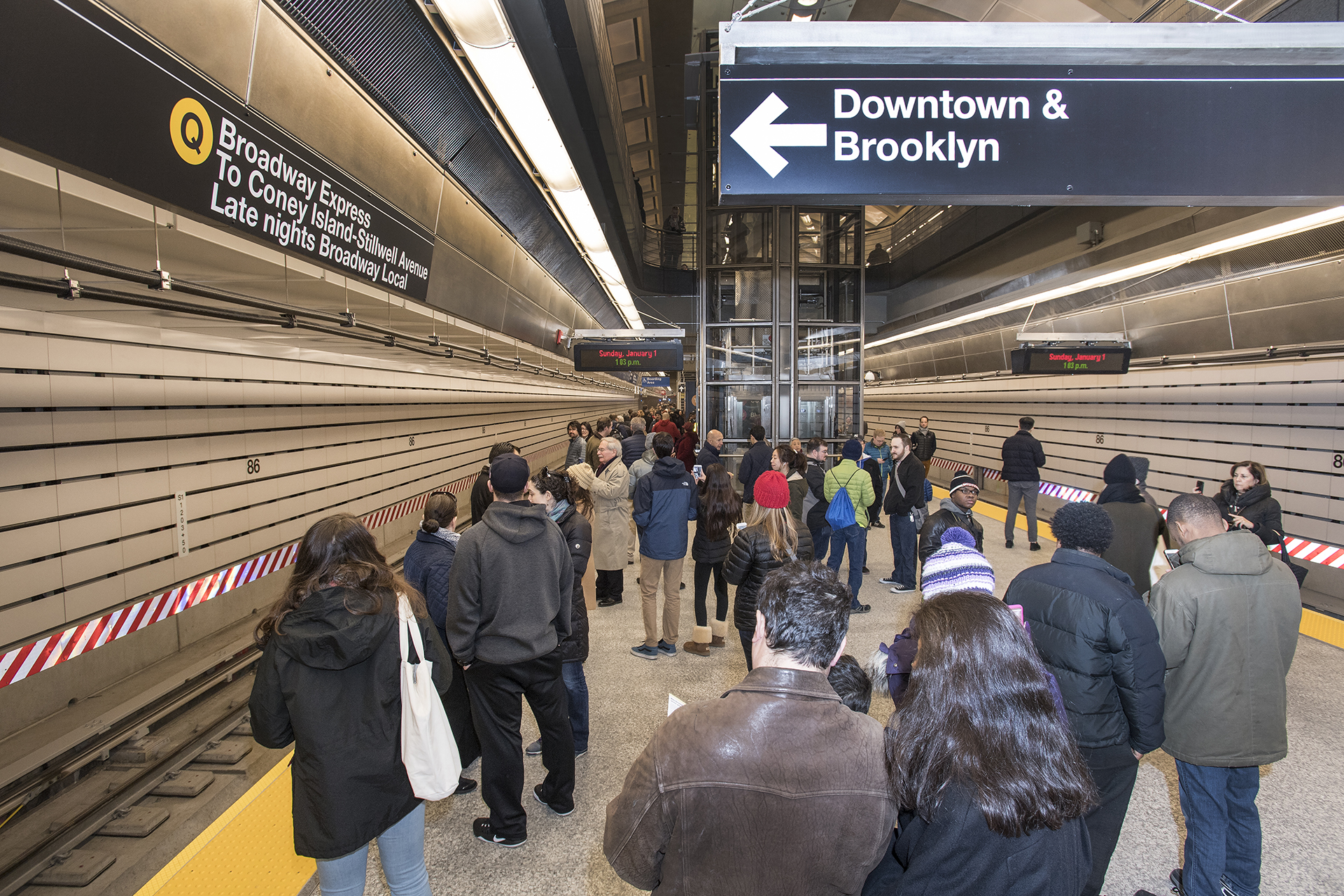
Apertura del metro de la Segunda Avenida en la calle 86

Como parte de la apertura del Metro de la Segunda Avenida, el servicio W, que no funcionaba desde 2010, fue restaurado el 7 de noviembre de 2016. El 1 de enero de 2017, se inauguró el Metro de la Segunda Avenida, con estaciones abarrotadas de pasajeros que buscaban revisar la nueva línea. Aproximadamente 48 200 pasajeros ingresaron a las nuevas estaciones ese día, excluyendo a los pasajeros que recorrieron la línea ingresando en una estación en el resto del sistema.

#### Estado de emergencia 2017
Sin embargo, detrás de la fanfarria de las expansiones, hubo una disminución gradual en el mantenimiento del metro y, en consecuencia, menos trenes comenzaron a llegar a sus destinos a tiempo. El gasto en mantenimiento disminuyó antes de volver a aumentar desde la década de 1990 hasta 2012, pero la puntualidad se erosionó lentamente durante ese mismo período de tiempo. Para 2017, solo el 65% de los trenes de lunes a viernes llegaron a sus destinos a tiempo, la tasa más baja desde la crisis del tránsito de la década de 1970. En el verano de ese año, el sistema de metro se puso oficialmente en estado de emergencia después de una serie de descarrilamientos, incendios de vías, e incidentes de hacinamiento.
Para resolver los problemas del sistema, la MTA anunció oficialmente el Genius Transit Challenge el 28 de junio de 2017, donde los concursantes podrían presentar ideas para mejorar las señales, la infraestructura de comunicaciones o el material rodante. El 25 de julio de 2017, el presidente Joe Lhota anunció un plan de acción del metro de la ciudad de Nueva York de dos fases por 9 mil millones de dólares para estabilizar el sistema de metro y evitar el declive continuo del sistema. La primera fase, con un costo de 836 millones de dólares, consistió en cinco categorías de mejoras en el mantenimiento de señales y vías, confiabilidad del automóvil, seguridad y limpieza del sistema, comunicación con el cliente y grupo de administración crítica. La segunda fase de 8 mil millones de dólares implementaría las propuestas ganadoras del Genius Transit Challenge y solucionaría problemas más generalizados. En marzo de 2018 se anunciaron seis presentaciones ganadoras para el Genius Transit Challenge.
En octubre de 2017, el contralor de la ciudad Scott Stringer publicó un análisis del efecto de los retrasos en el metro en la economía y en los viajeros. El estudio encontró que en base a un tiempo de espera normal de 5 minutos y un salario promedio de 34 por hora en 2016, las demoras en el "peor caso" del metro de más de 20 minutos podrían costar hasta 389 millones de dólares anuales en productividad perdida. En comparación, las demoras "en la mitad del caso" de entre 10 y 20 minutos podrían costar 243.1 millones de dólares por año, y las demoras en el "mejor caso" de entre 5 y 10 minutos podrían costar 170.2 millones de dólares por año.
En noviembre de 2017, The New York Times publicó su investigación sobre la crisis. Encontró que la crisis había surgido como resultado de decisiones financieramente erróneas de políticos locales y estatales tanto de los partidos demócrata como republicano. En ese momento, el 65% de rendimiento promedio de puntualidad del metro era el más bajo entre los sistemas de tránsito de las principales ciudades, y el rendimiento de puntualidad de todas las rutas del metro sin transbordador había disminuido en los diez años anteriores.
Se realizaron varias mejoras en respuesta a la crisis del tránsito. A corto plazo, se mejoraron las señales, los trenes y las vías con el programa "Fast Forward". Además, el plan de capital de la MTA 2020-2024 requería agregar ascensores y rampas a 66 estaciones de metro y agregar sistemas de señalización modernos a partes de seis líneas físicas más, que se financiarían con los precios de congestión en Manhattan. Además, se propusieron varios otros cambios para mejorar el servicio. Por ejemplo, en febrero de 2019, varios políticos escribieron una carta a la MTA, pidiéndole a la agencia que considerara dividir el tren R a la mitad para aumentar la confiabilidad. En enero de 2020, Stringer envió una carta al presidente de NYCTA, Andy Byford, declaró que la "abundancia" de puntos de entrada cerrados a lo largo de las rutas del metro estaba contribuyendo a una gran sobrepoblación y tiempos de viaje más largos, y solicitó que la MTA desarrollara y publicitara planes para restaurar los puntos de entrada cerrados. El estado de emergencia finalizó el 30 de junio de 2021, luego de haber sido previamente renovado 49 veces.

#### Planificación
Se están planificando varias líneas. Esto incluye una línea de metro debajo de Utica Avenue en Brooklyn; una línea circunferencial del municipio exterior, el Triboro RX; una reutilización de la parte norte de Rockaway Beach Branch; y una línea al aeropuerto LaGuardia.
En noviembre de 2016, la MTA solicitó que el proyecto de la Fase 2 del Metro de la Segunda Avenida se ingresara en la fase de Desarrollo del Proyecto bajo el programa New Starts de la Administración Federal de Tránsito. El TLC concedió esta solicitud a fines de diciembre de 2016 Según el plan aprobado, la MTA completaría una revaluación ambiental para 2018, recibiría fondos para 2020 y abriría la Fase 2 entre 2027 y 2029. El financiamiento para la Fase 2 se incluyó posteriormente en el plan de capital de la MTA 2025-2029. La línea eventualmente comprenderá cuatro fases, corriendo hasta la calle 125th Street en East Harlem durante la Fase 2, y al sur hasta Hanover Square en el Lower Manhattan en las Fases 3 y 4.

#### Pandemia de COVID-19
La propagación de la pandemia de COVID-19 al estado de Nueva York, y por lo tanto al área de la ciudad de Nueva York, en marzo de 2020 resultó en cierres masivos de espacios de reunión. Después de que la MTA recomendara que solo los trabajadores esenciales usaran el metro de la ciudad de Nueva York, el número de pasajeros comenzó a disminuir. Los servicios a tiempo parcial se suspendieron temporalmente. A partir del 6 de mayo de 2020, las estaciones se cerraron durante la noche para su limpieza, en lo que se convirtió en el primer cierre nocturno planificado en la historia del metro. Los cierres nocturnos serían una medida temporal que se suspendería una vez que la pandemia terminara, y durante los cierres nocturnos, se agregó el servicio de autobús. A principios de mayo de 2021, Cuomo anunció que los cierres nocturnos del metro terminarían el 17 de mayo de 2021 y que el servicio de 24 horas se reanudaría en esa fecha.
En febrero de 2021, el metro de la ciudad de Nueva York retiró los bancos de varias estaciones en un esfuerzo por reducir la cantidad de personas sin hogar que dormían en ellos, lo que durante la pandemia de COVID-19 se consideró insalubre. Esta medida provocó una reacción considerable de los pasajeros que alegaron que la eliminación de los bancos equivale a privar de sus derechos a personas discapacitadas y personas mayores, además de ser injusto para las poblaciones sin hogar.

## Incidentes y accidentes

### Accidentes de trenes
Se han registrado muchos accidentes de tren desde 1918, cuando un tren con destino a South Ferry se estrelló contra dos trenes que se detuvieron cerca de Jackson Avenue en la IRT White Plains Road Line en El Bronx.
Solo se enumeran los accidentes que causaron lesiones, muertes o daños importantes.

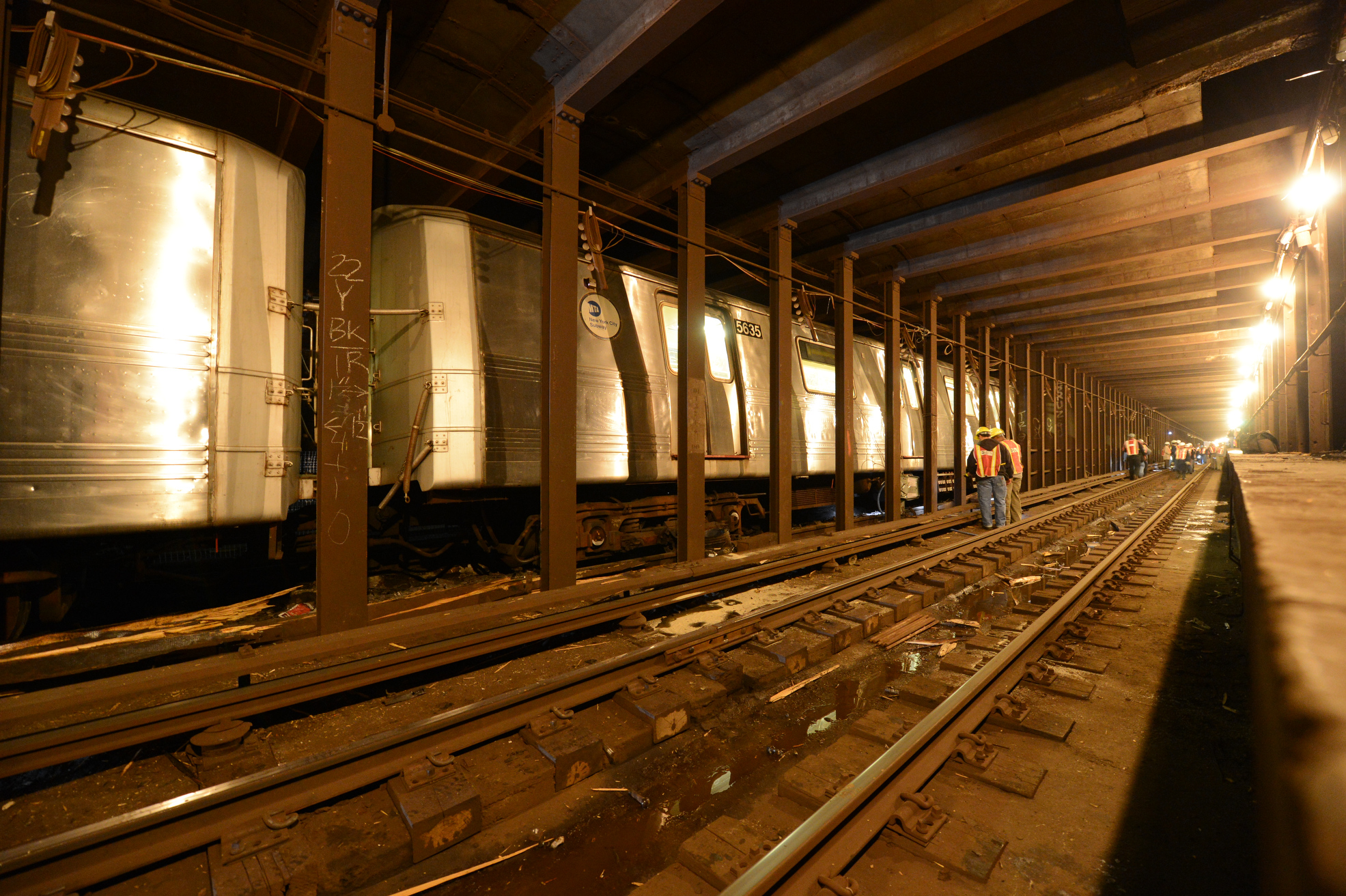
Consecuencias del descarrilamiento del tren F en mayo de 2014

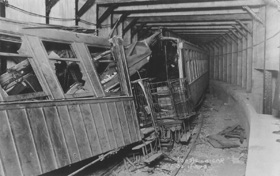
El desastre de la calle Malbone mató a 97 personas.

- 3 de octubre de 1918: Una colisión en Jackson Avenue mató a dos e hirió a 18.[354][355]
- 1 de noviembre de 1918: El descarrilamiento de la calle Malbone mató a 97 e hirió a 200.[355][356]
- 6 de agosto de 1927: dos bombas explotaron en la Calle 28 (línea BMT Broadway) y la Calle 28 (línea de la Avenida Lexington).[355]
- 24 de agosto de 1928: Un descarrilamiento en Times Square en un tren expreso en dirección sur en la línea IRT Broadway-Seventh Avenue mató a 16[357] personas e hirió a 100.[355]
- 22 de agosto de 1938: Una colisión en la estación de 116th Street (IRT Lexington Avenue Line) mató a 2 e hirió a 51.[355][358]
- 26 de septiembre de 1957: Un conductor y tres pasajeros murieron en un accidente en la calle 231st.[355]
- 28 de noviembre de 1962: una grúa cayó en Coney Island, matando a tres.[355]
- 4 de mayo de 1965: una grúa cayó sobre la línea IRT New Lots Line, matando a uno.[355]
- 29 de diciembre de 1969: Un tren en dirección sur se descarriló cerca de East 180th Street en El Bronx, hiriendo a 48 personas.[355]
- 27 de febrero de 1970: Un tren 6 chocó contra un parachoques en la estación de Pelham Bay Park, hiriendo a 7.
- 20 de mayo de 1970: Dos trenes GG con destino a Brooklyn se estrellaron al oeste de Roosevelt Avenue, matando a 2 e hiriendo a 77.[355]
- 17 de julio de 1970: Un tren E con destino a Manhattan chocó contra un tren A en las calles Hoyt-Schermerhorn, hiriendo a 37 personas.
- 1 de agosto de 1970: Un incendio en el túnel cerca de Bowling Green mató a uno e hirió a 50.[355]
- 27 de mayo de 1971: un tren 7 se atascó en el túnel Steinway y una persona murió de un ataque cardíaco.
- 16 de julio de 1971: Se produjo un incendio al sur de la calle 14 en la línea IRT Lexington Avenue, hiriendo a 11 personas.
- 28 de agosto de 1973: Un tren 7 fue golpeado por la caída de hormigón en el túnel Steinway, matando a uno e hiriendo a 18.
- 4 de octubre de 1973: Tres pasajeros resultaron heridos cuando un tren Lexington Avenue Express descarriló 900 pies al sur de la estación de Bergen Street.
- 25 de octubre de 1973: un incendio en dos vagones de tren en Longwood Avenue provocó un accidente por la parte trasera.[355]
- 1 de diciembre de 1974: Seis personas resultaron heridas cuando un tren de Franklin Avenue Shuttle que consistía en R32 se descarriló en el mismo lugar del Malbone Street Wreck golpeando la pared dejando un corte masivo en el costado de uno de los vagones.
- 12 de abril de 1977: dos pasajeros resultaron heridos cuando un tren N descarriló entre el puente de Manhattan y la avenida DeKalb.
- 30 de junio de 1978: Tres personas resultaron heridas cuando un tren L descarriló, y nueve de los vagones abandonaron la vía, dañando la vía y el andén.
- 13 de diciembre de 1978: Un tren CC se descarriló al sur de 59th Street Columbus Circle y se estrelló contra la pared del túnel, hiriendo a 16 de 100 pasajeros.
- 20 de noviembre de 1980: Un tren 2 se descarrila cuando entraba en la calle Chambers, hiriendo a 16 pasajeros.
- 12 de enero de 1981: Un tren D se descarriló en la línea BMT Brighton, cerca de Kings Highway, hiriendo a 10 pasajeros.
- 3 de julio de 1981: Un conductor murió y 135 pasajeros resultaron heridos cuando un tren con destino a Manhattan chocó contra la parte trasera de un segundo tren detenido por una señal fallida entre Sutter Avenue y Utica Avenue.
- 25 de abril de 1986: Un tren F fuera de servicio se estrelló contra los parachoques de la calle 179 y el conductor murió de un ataque cardíaco.[355]
- 26 de julio de 1990: Un tren A B y un tren M chocan, hiriendo a 36 personas.[355]
- 28 de diciembre de 1990: Se produjo un incendio eléctrico en el túnel de Clark Street, matando a 2 e hiriendo a 188.[355]
- 28 de agosto de 1991: En un descarrilamiento en Union Square, cinco personas murieron y más de 200 resultaron heridas cuando un tren 4 en dirección sur descarriló debido a un conductor ebrio.[355]
- 7 de octubre de 1993: dos trenes L chocaron en la estación de Graham Avenue; 45 resultaron heridos.[355]
- 15 de agosto de 1994: Un tren B en dirección sur se descarriló cerca de la Novena Avenida en Brooklyn, hiriendo a 11.[355]
- 21 de diciembre de 1994: una bomba fabricada por Edward Leary detonó en un vagón del metro, hiriéndolo a él y a otras 47 personas.
- 9 de febrero de 1995: Un tren M y un tren B chocaron cerca de la estación de la Novena Avenida. Siete personas en el tren B resultaron heridas y el conductor del tren M fue culpable.[355]
- 5 de junio de 1995: en una colisión en el puente de Williamsburg, un tren J con destino a Manhattan chocó contra un tren M detenido con destino a Manhattan después de pasar un semáforo en rojo a alta velocidad, matando a uno e hiriendo a 50.[355]
- 23 de agosto de 1995: Un tren 6 chocó con otro en la estación Brooklyn Bridge – City Hall, hiriendo a 87.[355]
- 3 de julio de 1997: Un tren A que se dirigía a Queens se descarriló en Harlem, cerca de la estación de 135th Street, hiriendo a 15 personas.
- 14 de julio de 1997: El último vagón de un tren 2 en dirección sur se descarriló cerca de Franklin Avenue, hiriendo a cuatro personas.
- 20 de noviembre de 1997: Un tren R con destino a Forest Hills chocó por detrás a un tren G en un túnel cerca de la estación de Steinway Street, hiriendo a 40, ninguno de gravedad.[355]
- 12 de abril de 2000: Un tren número 5 en dirección norte se descarriló cerca de la calle 68, hiriendo a nueve personas.
- 21 de junio de 2000: Un tren B en dirección sur descarriló justo después de salir de la estación de DeKalb Avenue en Brooklyn, hiriendo a más de 80 personas. Las autoridades dijeron que el tercer automóvil saltó de la pista, arrastrando al segundo automóvil.
- 2 de mayo de 2014: Un tren F con destino a Manhattan con 1.000 personas a bordo descarriló cerca de la calle 65, hiriendo al menos a 19 personas.
- 10 de septiembre de 2015: Un tren G en dirección sur con aproximadamente 80 personas a bordo descarriló cerca de las calles Hoyt-Schermerhorn, hiriendo al menos a cinco personas.
- 27 de junio de 2017: Un tren A en dirección sur descarriló y luego se incendió cerca de la calle 125. lEl descarrilamiento, causado por rieles de reemplazo mal asegurados, resultó en 39 lesiones menores.
- 27 de marzo de 2020: Un tren 2 en dirección norte se incendió en la estación Central Park North – 110th Street, matando al conductor e hiriendo al menos a otras 16 personas. Dado que se habían observado varios otros incendios en estaciones cercanas, el incidente se investigó como posible incendio provocado.
- 20 de septiembre de 2020: Un tren A en dirección norte se descarriló en la estación de la Calle 14 / Octava Avenida cuando un hombre sin hogar sujetó tablas de madera en el lecho de la carretera, lo que provocó que el tren se descarrilara. Tres pasajeros resultaron heridos.

Además, en un accidente registrado antes de 1918, ocurrió un descarrilamiento en la Novena Avenida Elevada en Manhattan el 11 de septiembre de 1905, resultando en 13 muertos y 48 heridos graves.

### Otros desastres
Otros accidentes en la historia del metro no involucran trenes; varias personas han sido electrocutadas fatalmente por los terceros rieles del metro, y otros han sido empujados fatalmente a las vías.
En 1960, alguien apodado el Sunday Bomber detonó una serie de bombas en el metro de la ciudad de Nueva York y transbordadores durante los domingos y festivos, matando a una mujer e hiriendo a otros 51 viajeros.